# Dekolonizacja muzeów
Dekolonizacja muzeów – ruch wymierzony w pisanie historii kolekcji muzealnych, organizowanie wystaw i prowadzenie działalności edukacyjnej w duchu dekolonizacji wiedzy. Zakłada krytyczną refleksję nad procesami i praktykami obecnymi w placówkach muzealnych. Jest elementem dyskusji o demokratyzacji muzeów, dostępie i udziale publiczności w funkcjonowaniu instytucji. Dekolonizacja muzeów nie ogranicza się jedynie do zwrotu zabytków wywiezionych dawniej z terenów kolonizowanych lub zmiany organizacji i opisu kolekcji. Krytyka postkolonialna i ujęcie muzeum jako instytucji o kolonialnym charakterze pozwala na zmianę sposobu postrzegania instytucji muzeum. Nie ma zgodności co do jednej definicji procesu.

## Sposób działania
Według Csilli Ariese i Magdaleny Wróblewskiej praktykę dekolonizacji w muzeach, niezależnie od tego, czy państwo miało kolonialną przeszłość, czy nie, buduje się w oparciu o sześć aspektów, które stanowią podstawę wystaw muzealnych:
- tworzenie widoczności (creating visibility) – refleksji należy poddać co, dlaczego i dla kogo jest (lub nie jest) widoczne w muzeum. Widoczność zawsze jest związana z władzą, ponieważ wynika z konkretnego systemu wiedzy. Tworzenie widoczności to poruszanie dotychczas przemilczanych tematów i pokazywanie obiektów dotychczas ukrytych w muzealnych magazynach lub nie zajmujących dotychczas muzealników, to również angażowanie do pracy muzealnej ludzi, których tu wcześniej nie było (np. rdzenni mieszkańcy) oraz używanie języka dotąd nieobecnego. To odchodzenie od imperialistycznego i zachodniego systemu wiedzy, który pomija inne przekazy.
- zwiększanie inkluzywności (increasing inclusivity) – chodzi o zwiększenie zaangażowania odbiorców i odbiorczyń treści muzealnych w ich powstawanie, by instytucja nie mówiła za innych, ale jako inni ( ang. the museum does not speak for others but as others). Przykładem jest angażowanie przedstawicieli i przedstawicielem kolonizowanych społeczności w rozmowę na temat repatriacji zbiorów, zatrudnianie w muzeach osób o różnym pochodzeniu i doświadczeniach.
- decentralizację (decentering) – odchodzenie od przyjętych schematów i norm w celu stworzenia nowych procesów i narracji. Przykładem jest zmiana narracji uwypuklająca punkt widzenia innej grupy, zmiana sposobu opisu lub organizacji kolekcji. Celem tych procesów jest przesunięcie granic dotychczas uznawanych norm i włączenie do nich grup dotychczas wykluczonych.
- orędownictwo empatii (championing empathy) – zachowania jednostek i działania instytucji, które dopuszczają w przestrzeni muzealnej istnienie emocji. Według autorek empatia jest sposobem na rozwiązanie problemów wynikających z pandemii, katastrof naturalnych, migracji i innych, bowiem pozwala poczuć jedność doświadczenia z ludźmi na drugim końcu świata, wspólnotę. Muzea oddziałują na emocje, by docierać do odbiorców i odbiorczyń ze swoim przekazem, ale też powinny pozwalać na swobodę w wyrażaniu emocji w przestrzeni muzealnej.
- rozwijanie transparentności (improving transparency) – odpowiedzialność muzeów wobec społeczeństwa za współczesne i dawne działania instytucji, dyskusja na temat proweniencji zbiorów i ich repatriacja. To również ogólne sposoby tworzenia i organizacji muzeów przez „imperialne kolekcjonerstwo” i współczesne skutki takich działań. W ramach tego aspektu mieszczą się też kwestie autorstwa wystaw i tekstów, procesy decyzyjne wpływające na programy muzealne oraz politykę zatrudniania, relacje władzy w instytucji.
- zaakceptowanie wrażliwości (embracing vulnerability) – chodzi o otwartość instytucji na krytykę lub atak jako odpowiedź na dawne kolonialne działania, co jest kluczowym elementem zmiany kolonialnych relacji władzy i kolonialnego widzenia świata. Wrażliwość autorki koncepcji uważają za coś więcej niż empatia i inkluzywność. To nieustanne transparentne pokazywanie własnych niepowodzeń, niekompetencji i błędów, by w długiej perspektywie stworzyć głębokie i pozytywne relacje ze społecznością skupioną wokół muzeum, których podstawą będą równość i szacunek[2].

## Problem

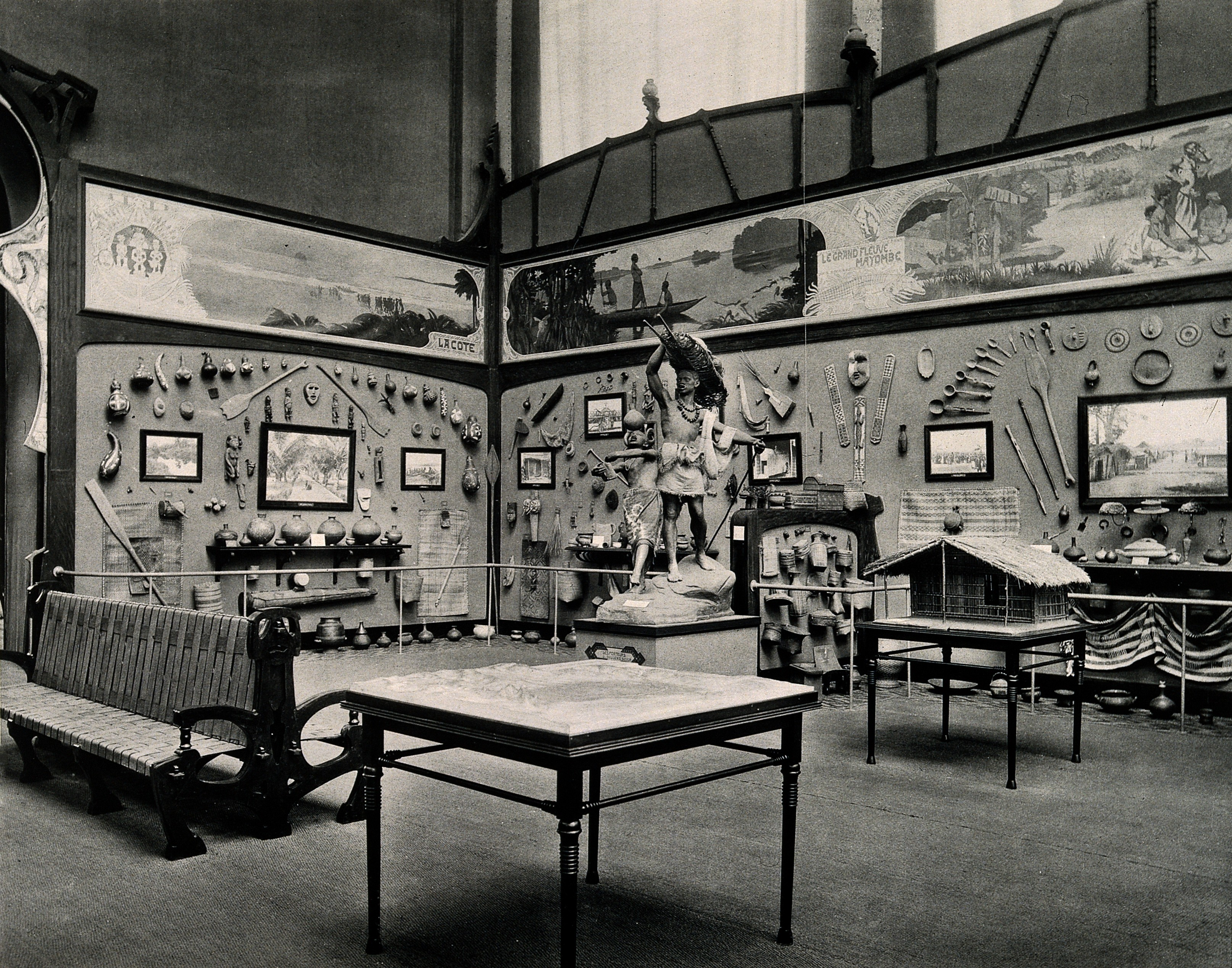
Jedna z sal w Królewskim Muzeum Afryki Środkowej w Tervuen, koniec XIX wieku

W okresie renesensu powstawały gabinety osobliwości, tzw. Wunderkamery trafiały do nich również eksponaty przywożone z zamorskich kolonii zakładanych od końca XV wieku. Niecodzienne, nieznane kurioza pozwalały na mentalne zawłaszczanie nieznanych wcześniej krain. Od połowy XVIII wieku eksponaty trafiały do nowo powstających muzeów. Pierwsze muzea w formie znanej współcześnie powstawać zaczęły w epoce napoleońskiej. Jednym z celów eksponowania zbiorów spoza Europy prezentowano, było wskazanie kontrastu między „rozwiniętą” i „progresywną” Europą a „zapóźnioną” i „prymitywną” resztą świata. Wielkie wystawy światowe (np. w Londynie w Pałacu Kryształowym w 1851, w Wiedniu w 1873, w Paryżu w 1889) spotęgowały taką narrację.

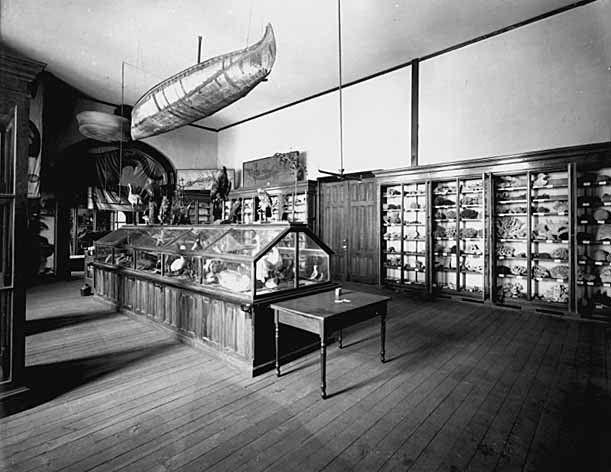
Gabinet osobliwości w szkole w Winona (Minnesota), 1890–1899

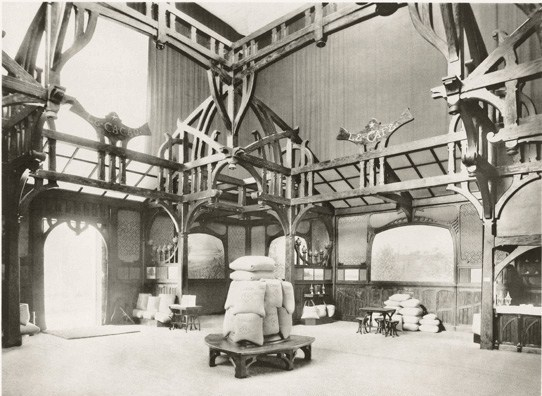
Hol główny Światowej Wystawy w Brukseli (1897) – Hall of the Great Cultures – z zaprojektowaną przez architekta i dekoratora Georgesa Hobé drewnianą konstrukcję w stylu Art Nouveau, która miała przywoływać kongijski las. Do jej budowy użył drewna Bilinga występującego w Afryce

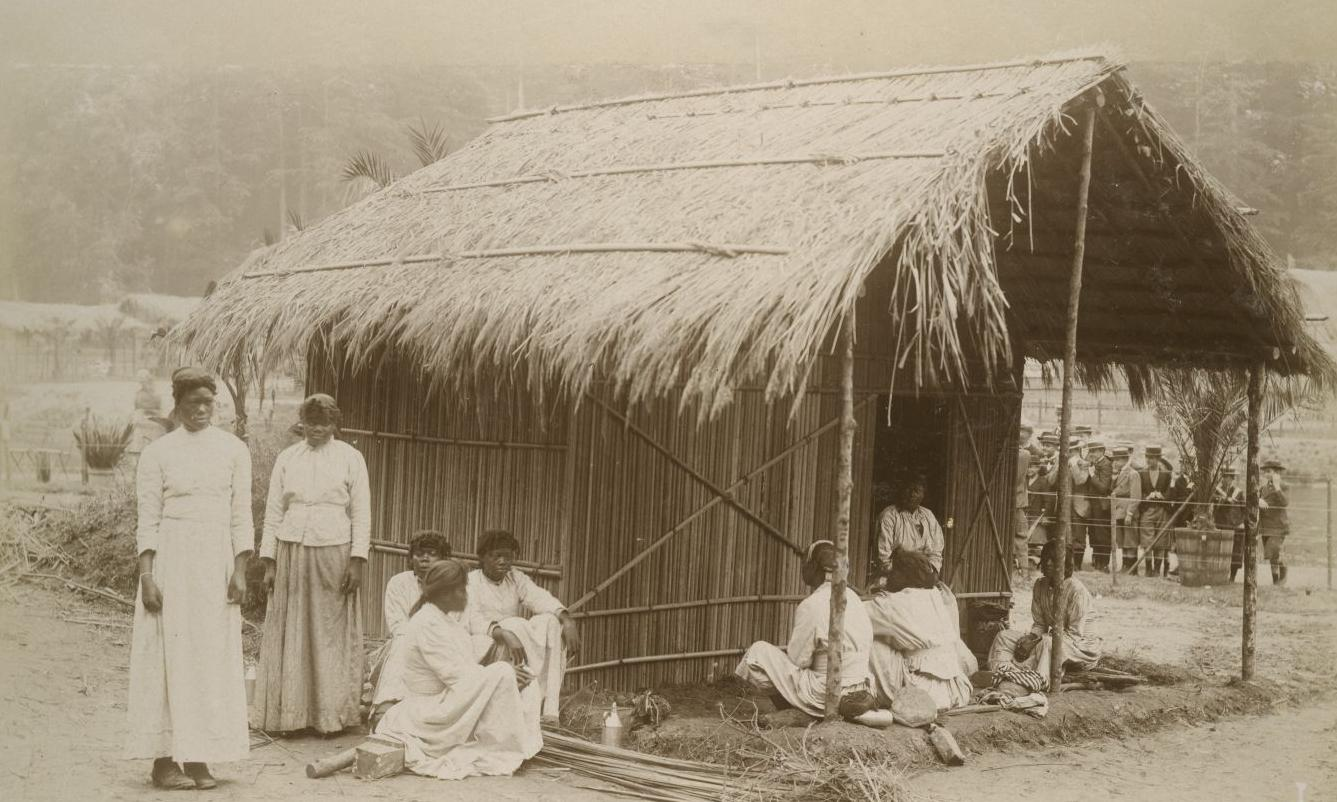
Kongijska wioska – ludzkie zoo na Wystawie Światowej w Brukseli, 1897

Sposób konstruowania wystaw muzealnych zazwyczaj zakładał, że publicznością będą biali. Współcześnie niektóre osoby o innym niż biały kolorze skóry postrzegają kolekcje muzealne jako symbole dawnej i nadal trwającej traumy oraz kradzieży kultury. Przykładowo w Musée de l’Homme w Paryżu przez lata eksponowano genitalia afrykańskich kobiet. Osoby z krajów pozaeuropejskich traktowane często były jako element ekspozycji. Przykładowo wirtualna wystawa Rethinking Pitt-Rivers: analysing the activities of a nineteenth century collector w Pitt Rivers Museum w Oksfordzie prezentuje zbiór portretów fotograficznych australijskich Aborygenów. Fotografie wykonane między 1863 a 1872 pokazują ludzi w inscenizowanych pozach, czasem mają podane miejsce wykonania zdjęcia. Szczegółowo zarejestrowano nazwisko fotografa, studio i inne dane, brakuje jednak imion i nazwisk osób widocznych na zdjęciach. Świadczy to o tym, że ludzie ci nie byli postrzegani jako jednostki, ale jako typologie. Podano informację, że rdzenni Australijczycy byli przedmiotem zainteresowania badawczego Pitt-Riversa zwykle jako „najbardziej prymitywny element w jego serii typologicznej”. Informacje te są dostarczane bez jakiejkolwiek formy krytycznego komentarza kuratorskiego utrwalając rasistowskie poglądy i poniżając ludy aborygeńskie.
Według historyczki Nany Oforiatty Ayim współczesne muzeum jest imperialistycznym projektem władzy. Dekolonialna badaczka kultury wizualnej Ariella Aïsha Azoulay w książce Potential History. Unlearning Imperialism opisuje kolekcje etnograficzne w europejskich muzeach jako wyraz imperialnego modelu władzy współcześnie napędzającego zachodnie państwa. Według niej imperializm działa na podstawie cięć między „tu” (cywilizowana Europa) a „tam” (barbarzyńska kolonia), między ludźmi (białymi) a nieludźmi (czarnymi). Mechanizm ten skutkuje odseparowaniem obiektów kultury od ich właścicieli. W europejskich muzeach przedmioty wykradzione rdzennej ludności stają się spetryfikowanymi „obiektami sztuki” bez pierwotnych kontekstów i funkcji. Oświeceniowe muzea, a wcześniej gabinety osobliwości, odzierały obiekty z kontekstów, narzucając określoną ocenę estetyczną i odbiór wyłącznie jako dzieło sztuki. Przykładowo korwary, antropomorficzne rzeźby z terenu Indonezji, w których głowach umieszczano czaszkę celem uosobienia zmarłego, wydzierano z trójetapowego ceremoniału religijnego (rzeźbienie wyobrażenia zmarłego, personifikacja – przejście duszy do rzeźby, ceremonia zwabienia cienia zmarłego do rzeźby). Trafiały do Europy często bez ludzkich czaszek, stając się „egzotycznymi rzeźbami”. W XIX wieku utrwaliło się przekonanie, że eksponat reprezentuje rzeczywistość.
Zauważalna jest różnica między celami i konstrukcją narracji w muzeach w krajach kolonizatorów i krajach dawniej kolonizowanych. Europejskie muzea powstawały, według deklaracji, by prowadzić działalność edukacyjną, inspirować badania naukowe, wpływać na zmiany społeczne i kulturowe, co miało przełożyć się na rozwój kraju. Z kolei muzea powstające w krajach afrykańskich były miejscami gromadzenia osobliwości tubylców, które powstały w celu zaspokajania ciekawości lokalnej elity oraz wywołania zachwytu nad egzotyzmem Czarnej Afryki wśród kolonistów. Oba typy muzeów przeznaczone były dla elit i lokalizowane były w dużych miastach, co izolowało je od większości społeczeństwa, szczególnie rdzennego. Muzea w krajach afrykańskich służyły interesom władzy kolonialnej. Wystawy były przejawem kolonializmu, rasizmu i ewolucjonizmu. Szczególnie idee te uwidaczniały się w „ludzkich zoo”, w których umieszczano rdzennych Amerykanów, Azjatów i Afrykanów. W tym względnie wyróżniła się Wystawa Światowa w Brukseli w 1897, która oprócz prezentacji etnograficznych eksponatów i kongijskich produktów eksportowych (m.in. kawa, kakao, tytoń), oferowała zwiedzenie kopii afrykańskiej wioski. Na czas trwania wystawy mieszkało w niej 60 Kongijczyków, z których 7 nie przeżyło przymusowego pobytu w Belgii. Wystawę w Tervuren odwiedziło ponad milion osób. Sukces wystawy doprowadził do powołania w 1898 stałego Muzeum Konga (współcześnie Królewskie Muzeum Afryki Środkowej). Po zniesieniu niewolnictwa czarni i rdzenni Amerykanie byli przedstawiani w Europie jako egzotyczna rozrywka. Tak tworzono wystawy w Madrycie i Barcelonie, np. ekspozycję o Aszanti, Inuitach i Filipińczykach. W koloniach natomiast niektóre placówki muzealne stawały się pomnikami ku czci Europejczyków (muzeum królowej Wiktorii w Zimbabwe, Jerzego V w Tanzanii czy Davida Livingstone’a w Zambii). W RPA z kolei większość uwagi na wystawach poświęcano białym osadnikom. Gromadzeniem obiektów zajmowali się europejscy naukowcy i duchowni. Z tego względu część obiektów, nazywanych przez Europejczyków animistycznymi totemami, była niszczona. Inne zbierano, konfiskowano lub wykradano, co czynili misjonarze, podróżnicy, wojskowi i urzędnicy. Ostatecznie trafiały do kolekcji europejskich muzeów. Muzea prezentowały imperialną siłę jako efekt pracy etnografów, którzy przeciętnemu obywatelowi przekazywali rasistowskie przekonania na temat „białego pana”. Tłumaczono Europejczykom przyczynę ich potęgi i wyższości nad resztą świata. Muzeum było narzędziem propagandowym. Przykładowo Muzeum Brytyjskie i jego oddziały lub muzea Habsburgów w Wiedniu miały świadczyć o rozwoju cywilizacji. Eksponowały dzikość, emocje, niekulturę, nieczłowieczeństwo, prostotę i prymitywizm kolonizowanych ludów. Nie podawano informacji o twórcach prezentowanych dzieł sztuki. Kolonialni kolekcjonerzy nie pytali autorów o ich dzieła, nie zapisywali nazwisk. W instytucjach muzealnych nie było kompetentnych osób, które mogłyby odczytać i zrozumieć inskrypcje i podpisy na eksponatach. Do połowy XX wieku w imperialnych muzeach nie prowadzono na szeroką skalę badań na temat pochodzenia dzieł nieeuropejskich. Koncentrowano się na dziełach kultury europejskiej. Tworzono też muzea, które w nazwach ujawniały stosunek kolonizatorów do kolonii, np. w 1930 na Uniwersytecie w Modenie przy Instytucie Patologii Kolonialnej powstało Muzeum Tropikalnej Medycyny, które działało do 1943.

Według Jamesa Clifforda imperialne muzea „utrwaliły kolonialną nonszalancję wobec drugiego człowieka, nauczyły Europejczyków, że inne kultury są proste i mało znaczące i – traktowane jako dekoracyjne przedmioty odbioru estetycznego – mogą co najwyżej stanowić egzotyczną inspirację dla wielkich ludzi kultury imperialnej”. Przez zwolenników i zwolenniczki dekolonizacji wiedzy muzea są uznawane za polityczne i światopoglądowe projekty historii, a nie realne przedstawienie świata. Muzea europejskie podkreślają cele badawcze, którymi tłumaczą pozyskiwanie obiektów. Według senegalskiego badacza Felwine Sarra i francuskiej historyczki sztuki Bénédicte Savoy to przykrywka dla faktu, że misje archeologiczne i etnograficzne były elementem polityki kolonialnej. Taka narracja ma na celu neutralizację i uzasadnienie działań placówek muzealnych.

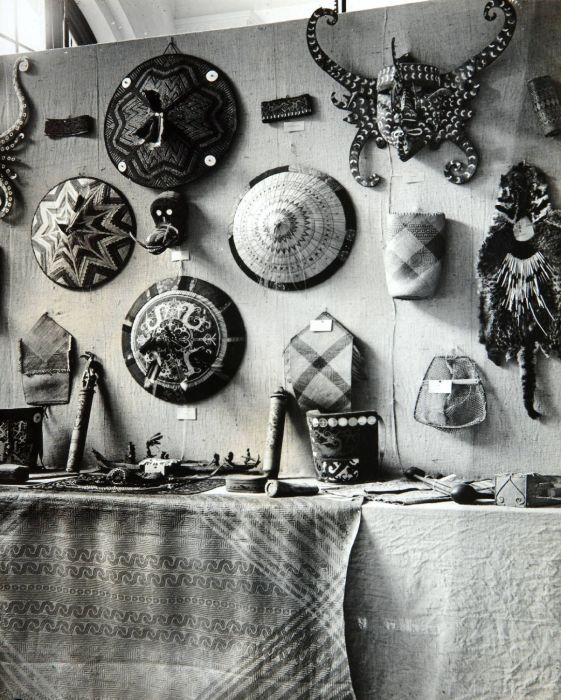
Obiekty wytworzone przez lud Dajaków na Wystawie Jubileuszowej z okazji 25 rocznicy panowania królowej Wilhelminy, Muzeum Instytutu Kolonialnego w Amsterdamie, 1923

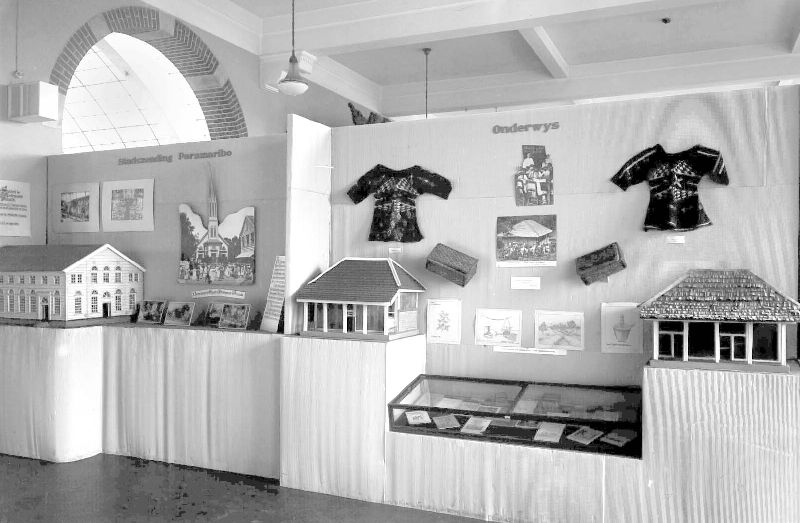
Wystawa w Muzeum Instytutu Kolonialnego w Amsterdamie otwarta w grudniu 1943, fragment ekspozycji o protestanckiej misji w Paramaribo i edukacji misyjnej

W latach 80. XX wieku pojawił się ruch badaczy i badaczek (m.in. Peter Vergo, Charles Saumarez Smith, Nick Merrimann, Carol Duncan, Eilean Hooper-Greenhill, Mieke Bal, Tony Bennett, Douglas Crimp, Barbara Kirschenblatt-Gimblett, Susan M. Pearce, Victoria Newhouse) pod hasłem Nowej Muzeologii, mający na celu krytykę instytucji muzeum. W 1989 wydano książkę New Museology pod redakcją Petera Vergo, w której podsumowano debaty w kręgu anglosaskim toczone od lat 70. XX wieku. Postulowano, by muzea jako instytucje żywe, dynamiczne i płynne adaptowały się do realiów współczesności zamiast pozostawać muzeum-skamieliną. Na fali upowszechniania się perspektywy feministycznej i postkolonializmu zachęcano do tworzenia obok dotychczas popularnych przekrojowych także wystaw problemowych. Chodziło o dyskusję nad konkretnym zagadnieniem, a nie tylko prezentację wybranych aspektów kultury w sposób ogólny, np. „stroje świata”. Promowano odejście od klasyfikacji, szablonów i typologii. Nowe wystawiennictwo miało angażować nowe media, co przekładać się miało na równy i wolny dostęp do dziedzictwa, do czego nie potrzeba merytorycznego przygotowania zwiedzających. Postulaty Nowej Muzeologii nie zostały w pełni uznane i wprowadzone. Spotkały się z krytyką dyrekcji najważniejszych angloamerykańskich muzeów, która stała na stanowisku, że muzeum powinno być odporne na rewizje interpretacyjne (np. reinterpretacje kolekcji z pozycji feministycznej czy postkolonialnej) oraz komercjalizację. W rezultacie francuski historyk sztuki i dyrektor Muzeum Picassa Jean Clair zaczął głosić hasła powrotu do elitarnej funkcji muzeów. Amerykański historyk sztuki i kurator James Cuno nawoływał muzea do obrony przed zwrotem zagrabionych (np. podczas wojen i najazdów) obiektów, bowiem restytucje mają charakter „nacjonalistyczny”.
Nicolas Mirzoeff zauważył, że choć współcześnie kultura muzealna nie dokonuje segregacji na podstawie koloru skóry lub gatunku, nadal „bezwiednie odwołuje się do rzekomej ciągłości białej supremacji za pośrednictwem ustrukturyzowanej drabiny rozwoju kultury. Podstawowy model zachodnich muzeów i galerii sztuki postępuje w górę od Egiptu przez Grecję, Rzym, Włochy, Francję i Stany Zjednoczone aż po kulminację w globalnej współczesności. Inne kultury są fizycznie spychane na margines w przestrzeni muzeum lub lokowane w odrębnych budynkach”. Nadal zbiory o pozaeuropejskiej proweniencji umieszcza się w galeriach oświetlonych słabym światłem, w salach odległych od centrum muzeum, co ma na celu przestrzenną i wizualną realizację „estetyki kolonialnej”.
Dekolonizacja muzeów nie powinna ograniczać się jedynie do większej reprezentacji treści na wystawach, do dekoncentracji narracji i skupienia się mnie tylko na białych. Dekolonizacja wymaga złożonych procesów, przestrzeni, pieniędzy i czasu, inaczej może stać się modnym hasłem typu „różnorodność”. Dekolonizacja muzeów sprzeciwia się skłonności instytucji do gromadzenia i wystawiania obiektów, by nie eksponować dekolonialności podobnie jak eksponuje się np. wizerunki czarnych jako część „kolekcji” danego państwa. Ponieważ dziedzictwo europejskiego kolonializmu jest głębokie, dalekosiężne i podlega ciągłym przemianom, dekolonizacja muzeów musi przybierać różne formy, metody i odpowiednio ewoluować. Nie wystarczą półśrodki lub działania PR, jak używanie retoryki dekolonizacji bez prawdziwego zaangażowania w praktykę, co może skutkować „zaciemnianiem” obrazu. Krytykowane jest również symboliczne włącznie aktywistów i przedstawicielstwa rdzennych społeczności, jak też wiele innych uników, które pozwalają na przetrwanie przemocy kolonialnej w przestrzeniach muzealnych.

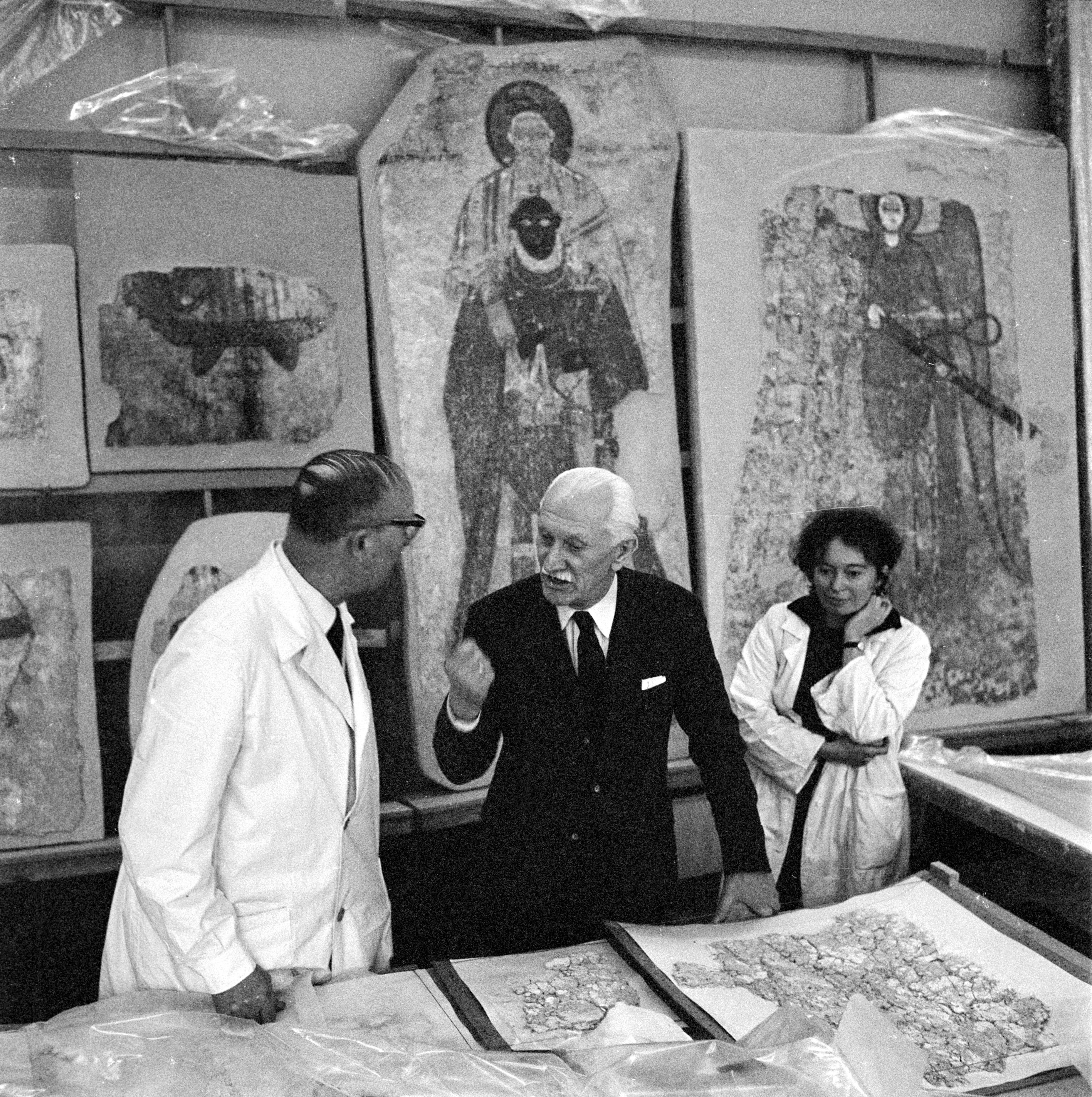
Od lewej: Józef Gazy, Kazimierz Michałowski i Barbara Lewandowska w laboratorium konserwatorskim Muzeum Narodowego w Warszawie, w tle malowidła z Faras, lata 60. XX wieku

Dekolonizacja muzeów umożliwia pytania o to, czym były eksponaty, zanim trafiły do muzeum, jakie znaczenie nadawano im w niezachodnich kontekstach kulturowych, jakie funkcje pełniły i jakie historie opowiadają współcześnie. Zachęca też do krytycznego podejścia do historii kolekcji, sposobów pozyskiwania zbiorów, biografii kolekcjonerów. Dekolonizacja historii muzealnictwa i kolekcjonerstwa wymaga postawienia pytania o to, jak pozyskano zbiory, w jakiej pozycji stawiano się wobec kolonizowanych społeczeństw, jakie narracje wokół kolekcji tworzyli ich właściciele i w jakich okolicznościach kolekcje trafiały do muzeów, jakie były motywacje takich donacji. Dekolonizacja może służyć rewizji stanu badań muzealnych na temat historii wystaw, sposobów konstruowania narracji lub metod analizy i interpretacji eksponatów. Pozwala na refleksję o tym, jak pisano o niezachodnich zbiorach, jak dokonywano ich interpretacji, jakie znaczenia im nadawano i jak prezentowano je odbiorcom i odbiorczyniom. Debata na temat restytucji dziedzictwa w ramach polityki dekolonizacyjnej powinna skłaniać państwa bez kolonialnej przeszłości (np. Polska), ale działające na rzecz odzyskiwania swoich zbiorów, by wyraziły solidarność ze społecznościami traktowanymi przemocowo przez wiele wieków. Postulowana jest badawcza i etyczna refleksja nad sposobem prezentacji zagranicznych kolekcji, wskazaniem muzeów i wystaw w Polsce, które wymagają dekolonizacji. Monika Stobiecka zachęca, by przyjrzeć się narracjom towarzyszącym eksponatom z niezachodnich społeczeństw prezentowanych w polskich muzeach. Wreszcie dekolonizacja muzeów wpływa na przyszłość relacji społecznych, prowadząc do równego, sprawiedliwego i niedyskryminującego uczestnictwa w kulturze reprezentującej dziedzictwo globalne, dotyczące wszystkich mieszkańców Ziemi.
Według teorii dekolonizacji współczesne muzea mają za zadanie przywrócić ludziom głos, umożliwić wybrzmienie ich opowieści, nauczyć szacunku do Innego, jego kultury. To zmiana postrzegania świata, by „europejski” nie równał się „jedyny” czy „najważniejszy”, by to, co pozaeuropejskie, nie było postrzegane jako „proste” czy „prymitywne”. Muzeum powinno pogłębiać spojrzenie na Innego jako na Podmiot. Muzeum ma być przestrzenią różnorodności, miejscem, gdzie opowiada się o tych, co dotychczas byli wymazywani.
Nierzadko przedstawiciele społeczności dawniej kolonizowanych, do których należą zagrabione przedmioty, mieszkają w dawnych metropoliach, gdzie przechowywane są przedmioty. Ariella Aïsha Azoulay uważa, że obiekty w europejskich muzeach zrabowane rdzennym społecznościom krajów kolonizowanych są ważnym głosem w dyskusji o masowych migracjach, mogą stanowić argument za legalnością pobytu migrantów w Europie. Badaczka porównuje diasporę migrantów z diasporą przedmiotów.
Według brazylijskiego muzealnika Bruno Brulona Soaresa dekolonizacja muzeów i muzealnictwa jako dziedziny zależy od procesu, który obejmuje kolejno dekonstrukcję, rekonstrukcję i redystrybucję. Najpierw należy zdekolonizować umysł, co obejmuje dekolonizację wiedzy i bytu. By osiągnąć dekolonizację muzeów, należy przeciwstawić się kilku mitom:
- muzeologii jako nauki (konieczne jest rozumienie muzeum przez pryzmat przestarzałej idei filozoficznej – kartezjańskie cogito – ograniczającej procesy myślowe do jednoznacznego postrzegania rzeczywistości)
- istnieniu jednej muzeologii (przekonanie o uniwersalnej konotacji nieuchronnie implikuje eksterminację innych form wiedzy lub tworzenia muzeów wykraczających poza ustalone granice, potrzeba innych epistemologii i innych podstaw produkcji wiedzy, które są niezdyscyplinowane i niepodporządkowane paradygmatowi eurocentrycznemu)
- teorii muzealnej oderwanej od praktyki (muzealnictwo promuje teorię jako podstawę interdyscyplinarnego korpusu wiedzy, zastępując nią praktykę, która na świecie zawsze występuje w różnych kontekstach; za zmianą teorii i podejścia powinna iść zmiana praktyk muzealnych)
- dychotomii obiekt – zwiedzający (muzea to nie świątynie martwych przedmiotów, a narzędzia oddolnego rozwoju społeczności)[23].

## Historia

Tkaniny z Borneo, Lampongu i Timoru na wystawie Wschód i Zachód w Muzeum Fransa Halsa w Haarlemie, 1901

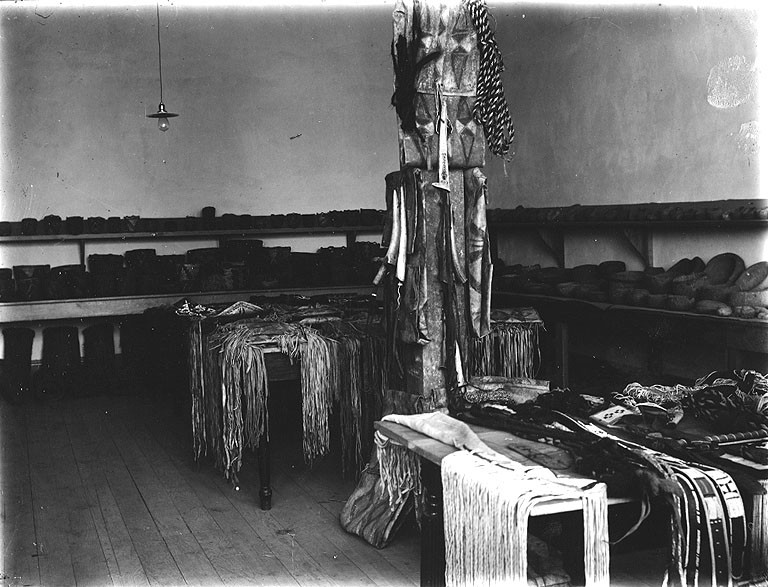
Wnętrze Ferry Museum z przedmiotami wytworzonymi przez rdzennych Amerykanów, Tacoma, ok. 1911

Dyskusja o dekolonizacji muzeów rozpoczęła się w drugiej połowie XX wieku. Sprawę zwrotu zrabowanych nielegalnie przez imperia dzieł sztuki uregulowała deklaracja UNESCO z 1970 na temat praw ludności rdzennych. Nakłania do zwrotu wszystkich obiektów pozyskanych bez „wolnej, wyrażonej przed faktem i dysponując pełnią informacji” ludności rdzennej lub „w pogwałceniu ich praw, tradycji i zwyczajów”. Deklaracja stała się impulsem do zintensyfikowania działań na rzecz dekolonizacji muzeów, jednak została ratyfikowana przez Wielką Brytanię, Francję, Niemcy i Belgię dopiero w ostatnich latach. Rozpoczęło to proces dekolonizacji muzeów w dawnych imperiach kolonialnych, ustalanie proweniencji eksponatów i sprawdzenie, czy istnieją podstawy do zwrócenia ich do kraju pochodzenia. Wyzwaniem są ograniczenia w prawie międzynarodowym i państwowym.
Włochy i Grecja od dawna domagają się zwrotu zabytków związanych z ich starożytną historią. Jeden z najgłośniejszych sporów dotyczył zwrotu marmurów Elgina, czyli rzeźb z Partenonu, które przechowuje Muzeum Brytyjskie w Londynie. Dyrektor muzeum Neil MacGregor twierdził, że „marmury Elgina nie są już częścią historii Partenonu. Są teraz częścią zupełnie innej historii”. Według Nicolasa Mirzoeffa jest to świadectwo tego, że „nowoczesne muzeum encyklopedyczne rejestruje historię kolonializmu, a nie lokalnych społeczności, w których powstały obiekty. (...) zwiedzający muzeum zanurza się w estetyce kolonializmu, dla której właściwa jest obecność tych obiektów w stolicach dawnych imperiów”. Brytyjczyk John Boardman powiedział, że zwrot marmurów Elgina byłby przerażającym precedensem, który sprowadziłby ruinę na największe światowe muzea. Inny przykład obiektu wywołującego wieloletnie dyskusje to Tarcza Gweagala zabrana przez Jamesa Cooka z Zatoki Botanicznej w kwietniu 1770.

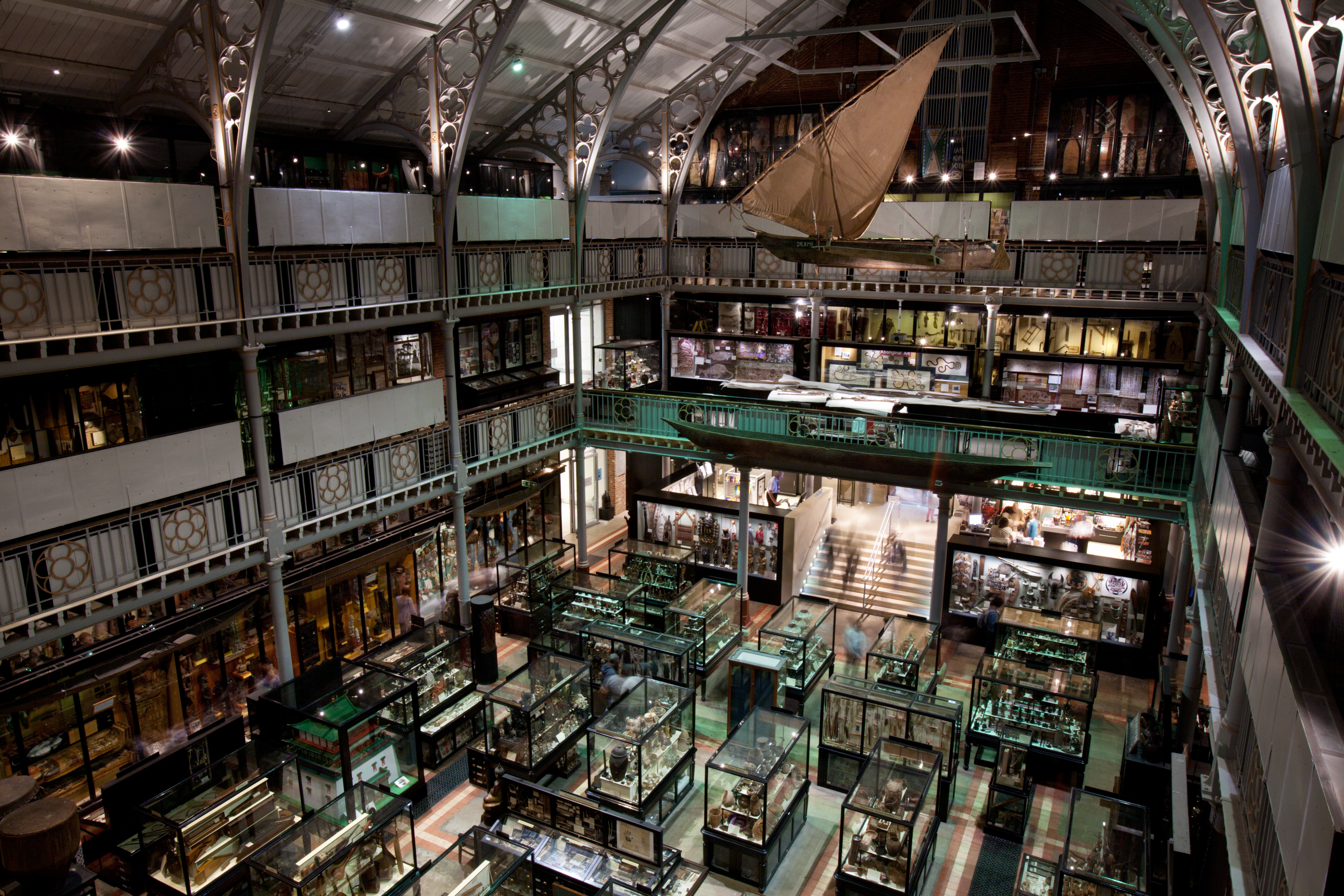
Sala Pitt Rivers Museum w Oksfordzie

Apel Włoch i Grecji podjęły dawniej skolonizowane rdzenne grupy ludności na całym świecie. Na początku XXI wieku narastał globalny ruch na rzecz dekolonizacji muzeów. Zwolennicy tego ruchu argumentują, że „muzea to pudełka z rzeczami” i nie reprezentują pełnych historii; zamiast tego pokazują stronnicze narracje oparte na ideologiach, w których niektóre historie są celowo lekceważone. W ten sposób ludzie zachęcają innych do rozważenia tej brakującej perspektywy, patrząc na zbiory muzealne, ponieważ każdy przedmiot oglądany w takich środowiskach został umieszczony przez osobę, aby reprezentować określony punkt widzenia, czy to historyczny, czy kulturowy.

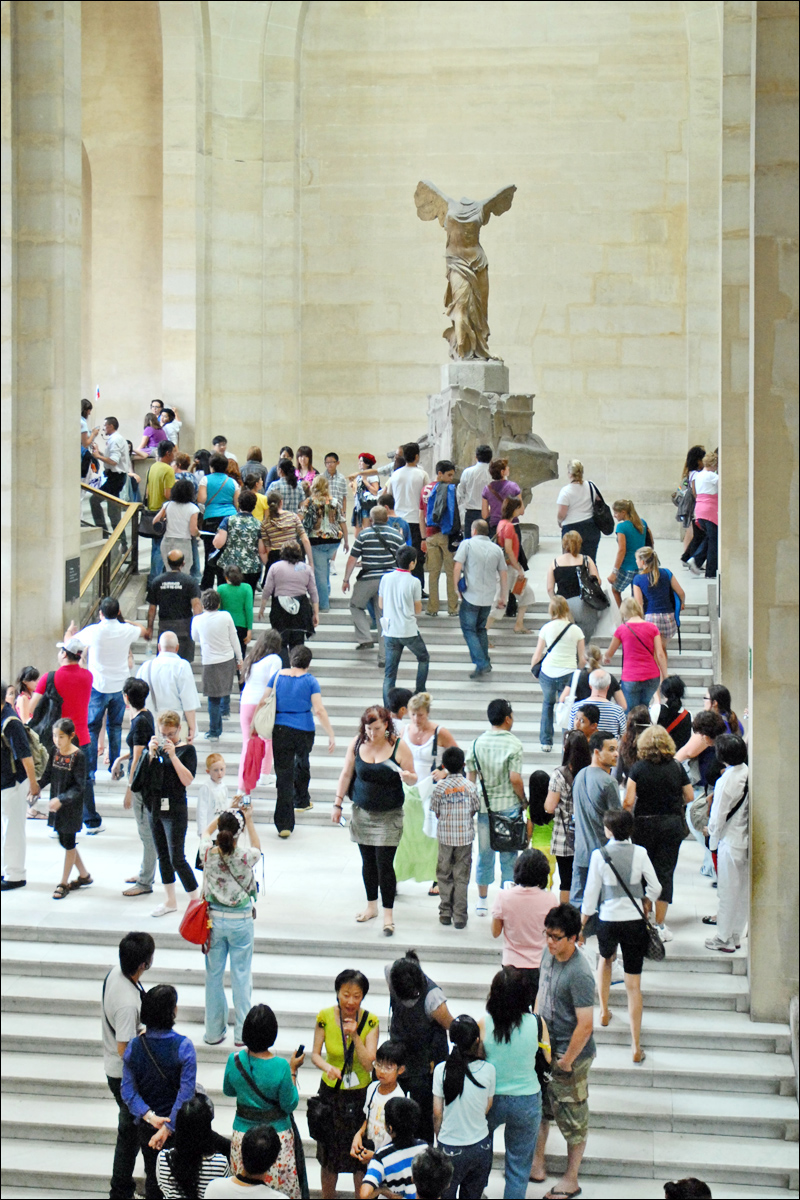
Nike z Samotraki w Luwrze

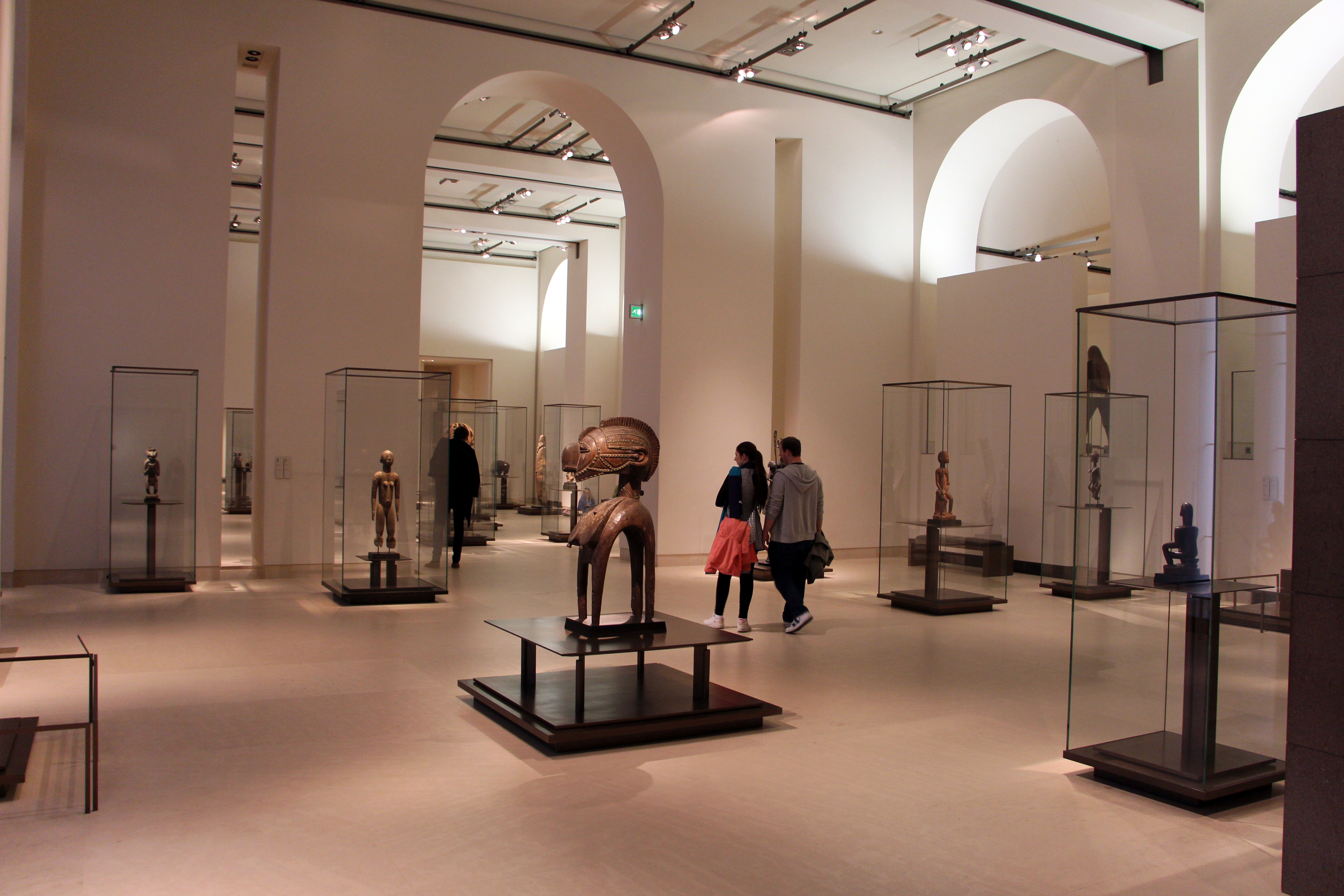
Sala w Luwrze z eksponatami z Azji, Afryki, Australii i Oceanii

W 2018 Felwine Sarr i Bénédicte Savoy opublikowali raport pt. Restytucja dziedzictwa afrykańskiego. W stronę nowej etyki relacyjnej zamówiony przez francuskie Ministerstwo Kultury. Zostało uznane za wybitny przykład dekolonizacji muzeów i innych kolekcji we Francji oraz roszczeń krajów z kontynentu afrykańskiego do odzyskania zabytków nielegalnie wywiezionych z ich pierwotnego otoczenia kulturowego. Raport Sarr i Savoy jest przejawem przemian w globalnej świadomości dotyczącej zbrodni kolonializmu. Dokument dotyczy głównie zbiorów i obiektów z Afryki Subsaharyjskiej. Około 90 proc. dziedzictwa kulturowego regionu znajduje się poza jego granicami. Według raportu grabieże, których dopuszczały się kolonialne imperia, to rodzaj zbrodni na rdzennej ludności. Jest to element, używając określenia zaproponowanego przez dekolonialnego filozofa Boaventurę Souza de Santosa, epistemologicznej zagłady, która skutkowała unicestwieniem systemów wiedzy i powiązanych z nimi praktyk kulturowych. Równowaga obrabowanych społeczności została już na zawsze zburzona. W raporcie pojawia się stwierdzenie, że czasie wojen, podbojów i okupacji pozbawianie podbitych społeczeństw kultury to element procesu unicestwienia danej społeczności.
Raport Sarr i Savoy był efektem polityki rządu francuskiego wdrożonej po przemówieniu Emmanuela Macrona na uniwersytecie w Wagadugu w Burkinie Faso na temat planów restytucji obiektów dziedzictwa krajów afrykańskich z francuskich muzeów. Dr Kwame Opoku, prawnik z Ghany, wyraził wątpliwość na temat sensu deklaracji europejskich polityków i innych osób na temat ich chęci współpracy z Afrykanami i zwrotu zrabowanych zabytków, jeśli zapewnienia o wspólnym dziedzictwie nie przekładają się na dzielenie się informacjami, na umożliwienie Afrykanom dostępu do inwentarzy i archiwów dotyczących afrykańskich eksponatów w europejskich muzeach. Według niego jest to wyraz władzy i kontroli Europejczyków, których nie chcą się wyzbyć.
Laura Van Broekhoven, dyrektorka Pitt Rivers Museum w Oksfordzie, w 2020 stwierdziła, że „muzea etnograficzne powinny naprawić swoją kolonialność. Powinny być wieloświatem, który pokazuje bogatą różnorodność sposobów bycia i poznania, a nie skupia się na bieli jako jedyny sposób bycia. Muzea powinny umożliwiać każdemu lepsze wzajemne zrozumienie”. Wystawa w muzeum etnograficznym tworzy bowiem ramę dyskursywną, z której odbiorcy i odbiorczynie korzystają, by zrozumieć otoczenie i znaczenia społeczne, polityczne i kulturowe. Dekolonizacji obiektów muzealnych wymaga zmiany dyskursu, czyli kontekstualizacji, oraz zmiany wizualizacji. Odchodzi się od przedstawienia przedmiotów jako samodzielnych obiektów oderwanych od innych. Wystawa skonstruowana jako galeria sztuki nie jest zgodna z podejściem dekolonialnym. Zwraca się też uwagę np. na potrzebę zmiany oświetlenia. Używane często na wystawach ciemne oświetlenie oraz ciemno pomalowane pomieszczenia podkreśla egzotyzm. Zwolennicy dekolonializacji muzeów zwracają uwagę na potrzebę zmiany w tym aspekcie. Proponują odchodzenie też od krótkich tekstów z ogólnymi opisami, wobec których obiekt to jedynie ilustracja. Nowsze podejścia proponuje biografie obiektów, co ma na celu przeciwstawienie się ahistorycznemu charakterowi obiektów. Przedmiot nie jest tylko reprezentacją odizolowanych od macierzy kultur i społeczeństw, pokazany jest jako obiekt obecny w skomplikowanej narracji w zglobalizowanym świecie. Samokrytyczne podejście do kolekcji muzealnych i wystaw, szczególnie w muzeach etnograficznych, pozwala poddać refleksji i instytucję muzeum, i konkretną placówkę oraz jej kontekst kolekcjonerski i pochodzenie obiektów. Podkreślana jest konieczność wielogłosowości, uwzględniania kilku punktów widzenia. W ten sposób muzeum może zmienić historyczne struktury władzy, kwestionując i krytykując siebie.
W XXI wieku wezwanie do dekolonizacji m.in. muzealnej skierowano głównie do reżimów imperialnych: brytyjskiego, francuskiego, amerykańskiego, hiszpańskiego, portugalskiego, belgijskiego, niemieckiego, rosyjskiego, włoskiego i japońskiego. Pojawia się również dyskurs na temat rozwijającego się imperializmu ekonomicznego Unii Europejskiej, ale nie implikuje on jeszcze analizy sztuk wizualnych i muzealnictwa. W rozmowie o dekolonizacji muzeów często pomija się obszar Europy Środkowo-Wschodniej, który rzadko był postrzegany jako agent kolonializmu. Częściej państwa do niego należące są ukazywane jako podrzędne w stosunku do dominujących w regionie mocarstw Rosji, Niemiec i Austrii. Przykładowo politykę „wewnętrznej kolonizacji” Habsburgów, jej stosunek do poddanych, którzy nie były Włochami, Niemcami-Austriakami i Węgrami, porównuje się do imperialnych rządów Francji czy Wielkiej Brytanii, opartych na hierarchii ludów i kultur. Przykładowo w państwie Habsburgów czołowi artyści przełomu XIX i XX wieku, nawet jeśli podkreślali wątki narodowe, jak Alfons Mucha, zostali wciągnięci w projekt wspierania legitymizacji imperium Austro-Węgier niosącej błogosławieństwa oświeconej cywilizacji europejskiej. Muzeum Sztuki Użytkowej w Wiedniu stało się wzorcem dla niemal wszystkich innych muzeów w Austro-Węgrzech. Od samego początku gromadzono w nich eksponaty z Indii, kultur islamu, Chin i Japonii. Zainteresowanie sztuką jako zjawiskiem globalnym było wykorzystywane do wspierania habsburskiego kosmopolityzmu i hasła o jedności w różnorodności, kultywowane też jako kontrnarracja do nowych ideologii sztuki jako wyrazu tożsamości narodowej różnych grup w imperium Habsburgów. Wpływało to np. na myślenie Czechów o muzułmańskich mieszkańcach Bośni jako o egzotycznych. Rzeczywiście żadne państwo w Europie Środkowo-Wschodniej nie miało zamorskich imperiów kolonialnych, które można porównać z mocarstwami zachodnioeuropejskimi, ale to nie znaczy, że ich społeczeństwa nie są uwikłane w myślenie kolonialne. Jednak narracja o dekolonizacji muzeów w krajach regionu często obejmuje jedynie wezwanie do przywrócenia artystycznej sprawczości sztuce regionu i obalenie stosunków władzy, które zapewniły symboliczną dominację i monopol kapitału kulturowego Ameryce Północnej, Europie Zachodniej oraz, do pewnego stopnia, Rosji i byłemu Związkowi Radzieckiemu. Jest o tyle trudne, że po upadku komunizmu narody Europy Środkowej zostały uwiedzione zachodnią kulturą. Jednak, jak wykazano na przykładzie Czech, wielu podróżników, misjonarzy, przedsiębiorców i żołnierzy było bezpośrednio zaangażowanych w budowę i utrzymanie systemu kolonialnego. Chodziło nie tylko o gospodarkę, ale o idee kulturowe, bowiem opowieści o „zamorskich odkryciach” czy egzotyzacji czarnych służyły Czechom do potwierdzenie ich miejsca w cywilizacji zachodniej, co doprowadziło do pogodzenia z systemem kolonialnym. Kolonialna wyobraźnia, zanurzona w opowieści o dojrzałości Zachodu i zacofaniu globalnego Południa, uwidacznia się w baśniach, filmach podróżniczych, powieściach przygodowych, różnych muzeach i szkolnych programach nauczania. Po odzyskaniu niepodległości w 1918 elity społeczne i polityczne Czechosłowacji odnosiły się do w struktury państwa mieszkańców Rusi Zakarpackiej (wcześniej części Węgier) jako do ludzi z terenu „dawnego wschodniego chaosu i nieporządku”. Państwo czechosłowackie stawiało się w roli niosących misję cywilizacyjną, a kulturę Rusinów traktowało jako egzotyczne hasła o znaczeniu etnograficznym, porównywalnie do sposobu, w jaki administracja habsburska postrzegała siebie w stosunku do Bośni. Po II wojnie światowej zależność krajów regionu od ZSRR wzmacniała narrację o kolonizowanych, a nie kolonizatorach. Hasło „dekolonizacja” koncentrowało się na wydarzeniach powojennych i oparte było o politykę komunistycznej i retoryki dotyczącą antykolonialnej solidarności z Globalnym Południem. Warto też podkreślić, że rozmiar zbiorów muzealnych był jednym z wielu punktów rywalizacji między obiema stronami żelaznej kurtyny. W wielu państwach zimna wojna utrudniała skupienie się na różnorodnych wizjach przyszłości, co szczególnie wybrzmiało w dekolonizującym się świecie. Współcześnie mniej krępowana wyobraźnia, także w kontekście narracji muzealnych, jest ważna w obliczu kryzysu migracyjnego i klimatycznego, „które niosą skutki nieprzepracowanego kolonializmu i spowodowane są pośrednio lub bezpośrednio ekstraktywistyczną, imperialną logiką”. Jakub Gawkowski i Natalia Słaboń stwierdzili: „Rewizja przeszłości akcentująca pozaeuropejskie kartografie jest (...) drogą, która (...) może prowadzić ku przyszłości, zarówno nieeurocentrycznej, jak i niekapitalistycznej. Opowiadanie o trajektoriach współpracy oraz zarysowanie wielokierunkowej, nierywalizującej pamięci za pomocą archiwów i dzieł artystów pomaga zlokalizować się w globalnym świecie, ale także osłabić izolacjonistyczną, ksenofobiczną i nacjonalistyczną narrację, jaka szczególnie mocno wybrzmiewa w przestrzeni publicznej w momencie światowej pandemii koronawirusa”.
Muzeum może stać się miejscem emancypacji i uzdrowienia w kontekście tematu symbolicznej i realnej władzy, przemocy i ucisku. W Phnom Penh zbudowano Muzeum Ludobójstwa Tuol Sleng. Powstało w tym samym miejscu, w którym istniało Więzienie Bezpieczeństwa Czerwonych Khmerów. Muzeum bada dynamikę władzy w historycznym otoczeniu i kwestionuje „porządek rzeczy” zapewniany przez dawniej rządzące jednostki. W Senegalu powstało Muzeum Czarnych Cywilizacji. Otwarte w grudniu 2018 za 35 milionów dolarów, nie ma na celu pokazania etnologii i przeszłości stworzonej przez europejski model muzeów, a trwanie, przyszłość i Afrykę „patrzącą na siebie”, na którą nie patrzą Europejczycy.
Współcześnie ukazuje się wiele publikacji dotyczących dekolonizacji poszczególnych placówek muzealnych lub konkretnych grup. Realizowane są projekty, które mają na celu teoretyczne i praktyczne zmierzenie się dekolonizacją, np. European Colonial Heritage Modalities in Entangled Cities (ECHOES), eksplorujący kolonialną przeszłość Europy i świata. W projekcie współpracują instytucje z Rio de Janeiro, Lizbony, Nuuk, Kopenhagi, Brystolu, Kapsztadu, Marsylii, Szanghaju, Amsterdamu i Warszawy. Refleksję nad śladami kolonializmu w muzeach Belgii, Francji, Włoszech, Portugalii i Hiszpanii we współpracy z organizacjami partnerskimi podjął Goethe-Institut w ramach projektu Alles vergeht, außer der Vergangenheit (Wszystko przemija oprócz przeszłości). Nazwa projektu pochodzi z książki belgijskiego socjologa Luca Huyse'a pod tym samym tytułem. Opisał, jak ludzie od Afganistanu po Zimbabwe radzą sobie z cierpieniami kolonizacji i okupacji przez imperia za pomocą kolektywnego rozliczanie się z przeszłością. Program realizowano w latach 2019–2021. Zaproponowano artystyczne i dyskursywne podejście do pozostałości kolonializmu: pomników, śladów w kulturze popularnej, w filmach, kolekcjach muzealnych. Zorganizowano warsztaty w Brukseli, Lizbonie, Bordeaux i Barcelonie oraz serię wydarzeń publicznych, a także konferencję online z udziałem uznanych badaczy i badaczek, osób ze środowiska artystycznego, kuratorów i kuratorek muzealnych, ekspertów i ekspertek z krajów afrykańskich. Celem projektu był przegląd dobrych praktyk, wskazanie możliwości oraz stworzenie przestrzeni do rozwiązywania postkolonialnych konfliktów. Wypracowano następujące rekomendacje:
- kryzys instytucji i idei muzeum to problem, a okazja do ponownego zdefiniowania istoty i roli tego miejsca
- multidyscyplinarność jest konieczna, interpretacja eksponatów muzealnych tylko przez etnologię jest niewystarczająca
- włączenie artystek i artystów – z Afryki, afrykańskiej diaspory w Europie, z Europy – nie może być symbolicznym gestem, muzea nie powinny zlecać artystom instytucjonalnej samokrytyki, a potem nie wdrażać zmian w życie
- restytucja jest ważna, ale nie jest panaceum, a ze względu na nierzadko długie trwanie procesu roszczeniowego należy ustalić, co można zrobić już teraz, nie w przyszłości, gdy proces się zakończy
- współpraca między naukowcami i naukowczyniami z Afryki i Europy powinna być częstsza i oczywista
- programy edukacyjne w krajach afrykańskich powinny mieć na celu zapoznanie miejscowych ludzi z ich utraconym dziedzictwem
- wzajemna dobra wola powinna być siłą napędową wszystkich powyższych działań[47].

Stojąc na stanowisku, że dekolonizacja muzeów nie może dotyczyć tylko placówek etnograficznych, historycznych czy przyrodniczych, ale też artystycznych, grupa uczonych, artystów i działaczy artystycznych założyła Transnational Decolonial Institute, który próbuje „krytycznie [zaangażować] zachodnią tradycję „sztuki” (…) oraz jej postmodernistyczne i altermodernistyczne aktualizacje”. W 2011 podpisano „Manifest estetyki dekolonialnej”. Działania TDI (głównie konferencje międzynarodowe) nie są szeroko rozpowszechnione, a osoby związane z ruchem doświadczają trudności w dotarciu do instytucji artystycznych i zmiany ich narracji.

## Formy dekolonizacji muzeów
Najpowszechniejszym, a jednocześnie najbardziej radykalnym sposobem na dekolonizację muzeum, jest zwrot obiektów krajom, z których zostały zrabowane. Odbywa się po zbadaniu pochodzenia eksponatów, ustaleniu ich pierwotnych właścicieli, ustaleniu, czy zostały zrabowane, ale też „szukaniu znaczeń przedmiotów przez oddanie głosu ludziom – ich właścicielom, którzy go do tej pory nie mieli”. Jednak nie zawsze się tak dzieje, bo wiele zabytków nie zostało skradzionych lub zdobytych nielegalnie, dlatego nadal mogą opowiadać historię ludzkości w miejscu, w którym są przechowywane. Poza tym prawny zwrot, jak podkreśla Lilian Gonçalves-Ho Kang You, nie musi oznaczać, że przedmiot fizycznie opuści kraj, w których dotychczas był przechowywany. Muzea wypożyczają sobie eksponaty.
Inną formą dekolonizacji muzeów jest zaproszenie rdzennej społeczności do współtworzenia ekspozycji muzealnej. Takie działania prowadzi m.in. Muzeum Tropików w Amsterdamie, dla którego ważna jest narracja i pojęcia używane na wystawie. Postulowane jest zadawanie pytań o odpowiedzialność placówek muzealnych za przemoc w przeszłości, o przemyślenie mapy „centrów” i „peryferii” oraz pytania o udział tzw. peryferii w kolonizacji i dekolonizacji. Jest to o tyle ważne, że „kolonialne relacje ukształtowały (...) także rozwój światowego kapitalizmu”.
Czasem rdzenne społeczności dążą do uznania prawa do własności do grupy obiektów, czasem chcą odpowiedniego przechowywania i wystawiania obiektów w europejskich muzeach.
Dekolonizacja muzeów jest trudna, jeśli rdzenne wspólnoty, do których przynależały muzealne obiekty, uległy zniszczeniu lub rozproszeniu. Wyzwaniem jest fakt, że społeczności są rozproszone na obszarze kilku współczesnych państw. Co więcej oryginalne znaczenie i funkcja wywiezionych obiektów zostały zatarte m.in. przez zmiany cywilizacyjne. Sarr i Savoy proponują dążenie do nowych sposobów funkcjonowania obiektów z kolekcji muzealnych. Potrzebna jest resocjalizacja i resemantyzacja utraconych przedmiotów, tj. ponowne wpisanie ich w społeczność krajów pochodzenia. Przykładowo Muzeum Narodowe w Mali regularnie wypożycza zbiory rdzennym społecznościom, by choć czasowo wróciły do właściwego miejsca i kontekstu.

## Praktyka

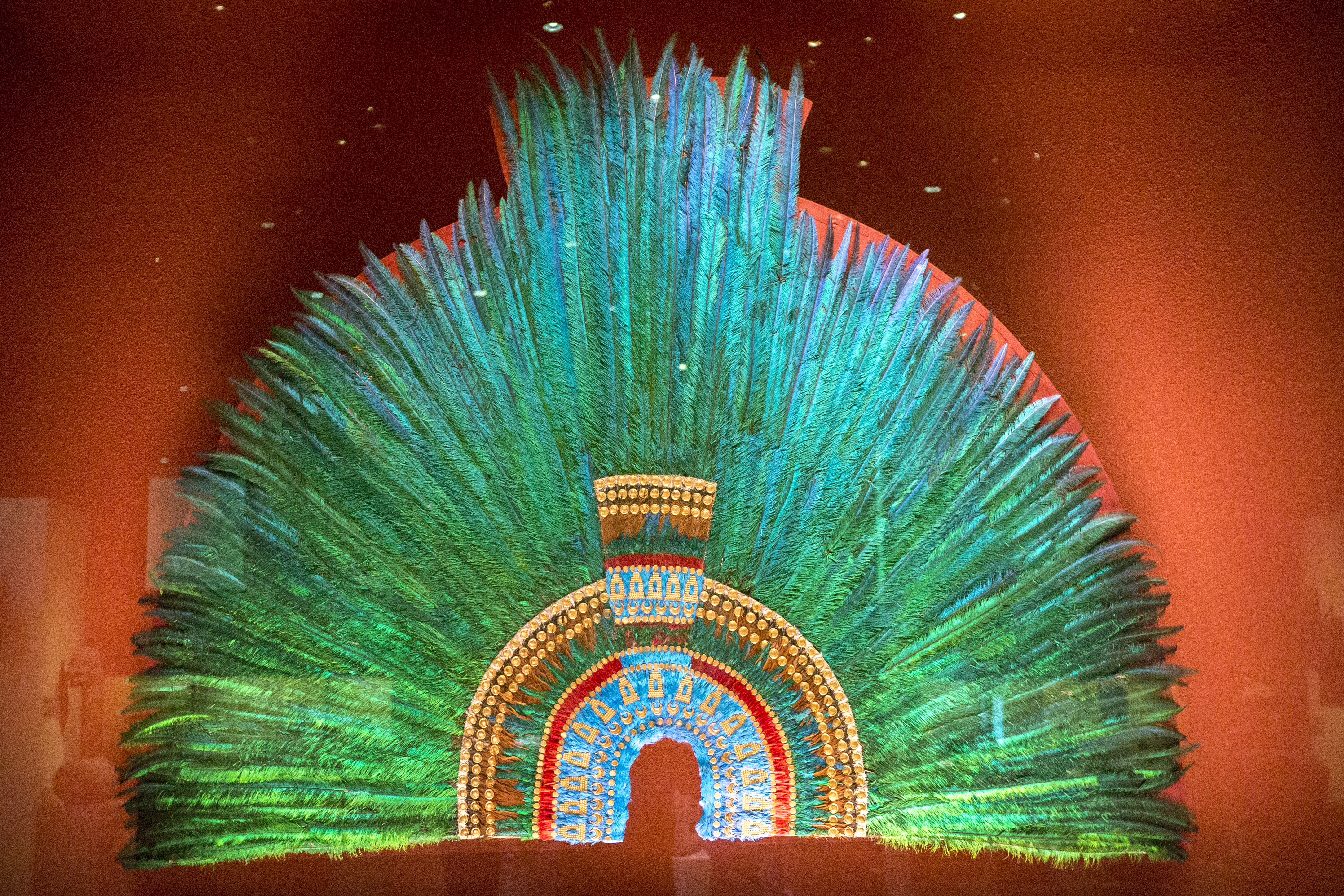
Współczesna kopia nakrycia głowy Montezumy II w Narodowym Muzeum Antropologicznym w Meksyku

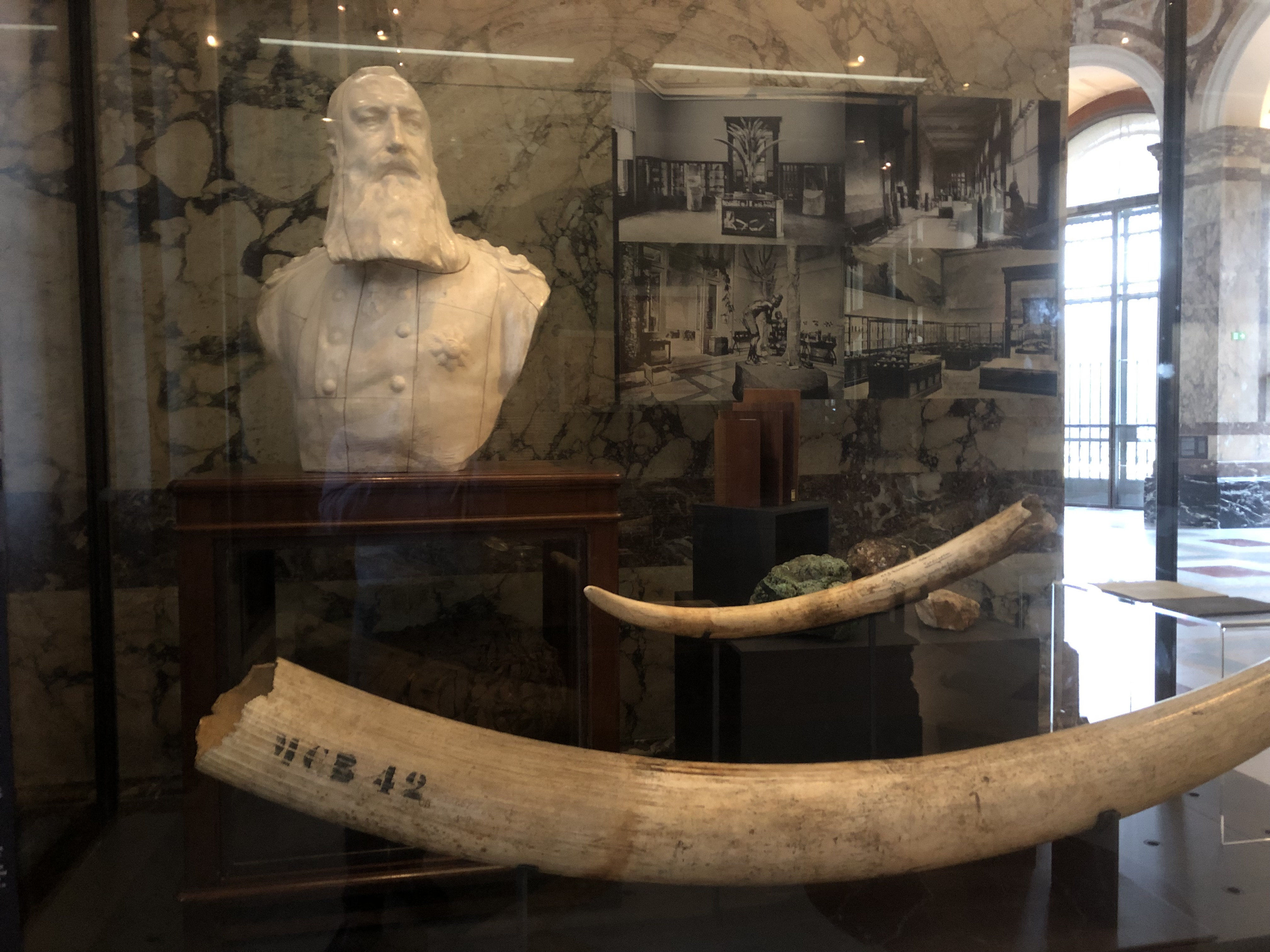
Popiersie króla Leopolda II, z przodu kły słoni upolowane w Wolnym Państwie Kongo, Królewskie Muzeum Afryki Środkowej w Tervuen

### Australia i Tasmania
W 2009 w Tasmanian Museum and Art Gallery zaprezentowano wystawę Tayenebe: Tasmanian Aboriginal women’s fibre work. Projekt, finansowany przez Commonwealth Cultural Retrieval Program, aborygeńskie tasmańskie kobiety, które ponownie uczyły się umiejętności wyplatania koszyków i prezentowały swoje dzieła na wystawie objazdowej połączonej z warsztatami plecionkarskimi. Kuratorką wystawy była Julie Gough, aborygeńsko-tasmańska artystka. Na wszystkich etapach projektu angażowano tasmańskie Aborygenki. Projekt był wzorcowym przykładem nie tylko konsultacji społecznych, ale też rewitalizacji i kontroli kultury. Dzięki temu muzeum zrewidowało swoją dotychczasową praktykę wymazania aborygeńskiej tożsamości ludu, który uznano za wymarły. W procesie ważniejszy był wspólnotowy charakter procesu kreacji, „a nie estetyczne piękno przedmiotu czy produkt końcowy”. Artyści chcieli, aby wystawa „podkreślała powrót kulturowy, związki z miejscem i ludźmi oraz wspólne doświadczenia warsztatowe”. Na ekspozycji pokazano zarówno eksponaty muzealne, jak i współczesne wytwory, nie dzieląc je ze względu na moment powstania. Twórczynie koszy traktowały wystawę jako „zmartwychwstanie wiedzy”, podkreślając związek z przodkami, a nie rozłąkę z przeszłością. Dzięki projektowi w obrębie techniki plecionkarskiej pojawiły się nowe style, do produkcji włączono nowe materiały, odzwierciedlając indywidualność twórczyń i zdolność do poszanowania tradycji, ale nie bycia przez nią ograniczonymi.
W maju 2021 w Muzeum Australijskim w Sydney otwarto wystawę Unsettled, która jest dziełem dwóch rdzennych kuratorek muzeum: Laury McBride (lud Wailwan i Kooma) i dr Mariko Smith (lud Yuin). Wystawa powstała na 250. rocznicę dotarcia Jamesa Cooka do wschodniego wybrzeża Australii w 1770. Dzięki konsultacjom społecznym z Aborygenami i mieszkańcami wysp Cieśniny Torresa ekspozycja prezentuje rdzenną perspektywę krytyczną wobec kolonizacji i uwypukla takie zjawiska jak inwazja, masakra ludności, wywłaszczenie ziemi, asymilacja, opór i przetrwanie. Tytuł wystawy podkreśla, że historia Australii jest „nierozwiązana” i że „relacje między ludami Pierwszych Narodów a [nie-rdzennymi] Australijczykami są niespokojne”. Narracja wystawy prowadzona jest w punktu widzenia ludności rdzennej, w pierwszej osobie, a eksponaty opisane są w kontekście emocjonalnym, np. wskazującym na wykonanie przez „przodków”. Kuratorki wystawy doceniły rolę historii mówionych przekazywanych przez ludność rdzenną zamiast priorytetyzować, jak to dotąd robiono, pisemne relacje kolonizatorów.

### Austria
W 2017 Muzeum Etnologiczne (Weltmuseum Wien) w Wiedniu otwarto ponownie po trzyletniej renowacji. Kluczowym priorytetem uczyniono dekolonizację muzeum. Do debaty zachęcają interaktywne wystawy. Przebudowę prowadzili Hoskins Architects i Ralph Appelbaum Associates wybrani ze względu na podejście do łączenia złożonych treści edukacyjnych z eksperymentalnym projektowaniem. Projektem kierował austriacki Federalny Urząd ds. Zabytków. Niemniej nakrycie głowy Montezumy II przechowywane w placówce wciąż jest źródłem sporu między Austrią a Meksykiem. Muzeum nie zgadza się na zwrot obiektu Meksykowi, argumentując, że eksponat jest w tak złym stanie, że nie można go przenieść nawet na inne piętro.

### Belgia
W 2016 BELvue Museum w Brukseli, skupiające się na historii Belgii, ogłosiło przeprojektowanie stałej wystawy, która odtąd „podejdzie do historii Belgii z tematycznego punktu widzenia, zaczynając od współczesnego społeczeństwa belgijskiego. Zwiedzający mogą dowiedzieć się więcej o (...) parlamentarnej monarchii konstytucyjnej, gospodarce, ruchach społecznych i państwie opiekuńczym, Belgii jako europejskim skrzyżowaniu dróg, migracjach, a także napięciach ideologicznych, językowych i religijnych”. Wcześniej, korzystając z dokumentów i eksponatów, muzeum przedstawiało niekontrowersyjną narracyjną historię Belgii od rewolucji 1830. Chronologię wyznaczały okresy panowania kolejnych monarchów. Obraz przeszłości nie był zniuansowany, a w narracji dotyczącej najnowszej historii nie istniał konsensus. Podejście tematyczne pozwoliło na ponowne ułożeniu faktów w określonym porządku. Było to o tyle ważne, że jak wykazały badania, przeciętny Belg – nawet student uniwersytetu – nie wie praktycznie nic o historii swoje kraju, przeciętny turysta lub emigrant prawdopodobnie jeszcze mniej. Częściowo jest to reakcja na retorykę nacjonalistyczną, która przenikała belgijską historię, częściowo reakcja na historię narodową w ogóle, częściowo skutek niechęci do historia nauczanej w szkołach. Krytykujący nową wystawę twierdzą, że jest ona przykładem nadmiernych ambicji. W kolejnych latach muzeum podjęło działania, szczególnie edukacyjne (scenariusze lekcji, warsztaty, międzynarodowe projekty), by informować o kolonialnej przeszłości Belgii i tłumaczyć współczesne dziedzictwo, wpisując je w szerszy kontekst.

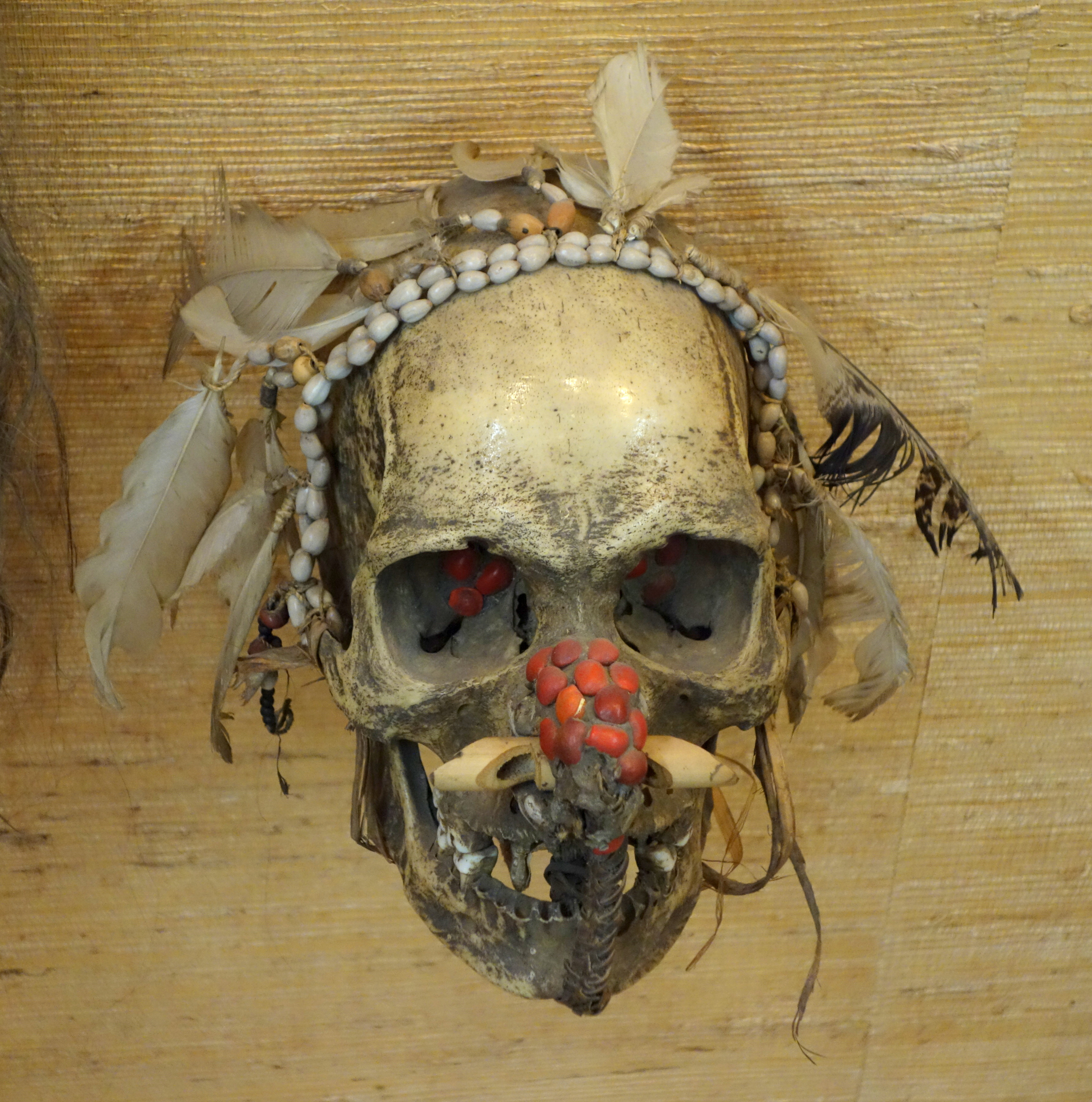
Czaszka z południowej części Nowej Gwinei, Królewskie Muzeum Afryki Środkowej w Tervuen

W dniu 18 czerwca 2021 belgijski rząd zatwierdził plan restytucji dóbr kultury do Demokratycznej Republiki Konga zrabowanych w latach 1885–1960 i przechowywanych w zbiorach publicznych w Belgii (głównie w Królewskim Muzeum Afryki Środkowej w Tervuren). Współpraca między rządami Belgii i Demokratycznej Republiki Konga ma obejmować fizyczny zwrot dóbr kultury, ich konserwację, badania, inwentaryzację, jak również wsparcie instytucji belgijskich w tworzeniu przestrzeni do przechowywanie eksponatów w nowym muzeum narodowym otwartym w Kinszasie w 2019. Restytucja rozpocząć się ma ciągu 3 lat. Rządowa decyzja jest skutkiem raportu opublikowanego 2 czerwca 2021, a przygotowanego przez niezależny zespół naukowców. Wezwano w nim belgijski rząd do stworzenia neutralnej komisji oceniającej wnioski restytucyjne, niezależnego instytutu do badań nad pochodzeniem obiektów oraz uchwalenia nowych przepisów ułatwiających zwroty.
W Muzeum Nauk Przyrodniczych w Brukseli przechowywane są fizyczne szczątki 297 Kongijczyków. Znajduje się tam również czaszka Lusinga Iwa Ng'ombe, kongijskiego wodza z regionu Tabwa. Jego ziemie zostały ograbione na rozkaz gen. Emile’a Stormsa, który do niedawna uważany był w Belgii za bohatera. Lusinga Iwa Ng'ombe został zastrzelony w 1884, a jego odcięta głowa została przywieziona do Belgii.
W grudniu 2018 Królewskie Muzeum Afryki Środkowej zostało ponownie otwarte po pięcioletnim remoncie. Nowa narracja muzealna próbuje pokazać belgijską historię kolonialną i okoliczności, w jakich do placówki trafiły zwierzęta, okazy geologiczne oraz sztuka afrykańska.
W 2020 z okazji 60. rocznicy niepodległości Demokratycznej Republiki Konga król Belgii Filip I w liście do prezydenta Félixa Tshisekedi wyraził „najgłębsze ubolewanie z powodu ran przeszłości”. Było to pierwsze publiczne przyznanie się przedstawiciela belgijskiej rodziny panującej do grzechów kolonizacji. Jednak list został odczytany jako częściowe uznanie kolonialnych okrucieństw Belgii, zaaranżowanych przez pradziadka króla, czyli Leopolda II. Belgijski władca nie nazwał wprost czynów przodka, którego kolonialna machina doprowadziła do śmierci 10 milionów Kongijczyków oraz masowego wyzysku zarówno narodu, jak i ziemi kongijskiej. Według El Mehdi Ait Oukhzame częściowe przeprosiny króla odzwierciedlają ambiwalentne stanowisko Belgii do kolonialnej przeszłości. Rezonują też z podejściem administracji Królewskiego Muzeum Afryki Środkowej do dekolonizacji kolekcji. Pomimo pięcioletniego programu przebudowy, w który zainwestowano ponad 73 miliony dolarów, wielu krytyków nie było zadowolonych z efektu końcowego, który zaprezentowano w 2018. Badaczka Vicky Van Bockhaven stwierdziła: „Scenografia jest mało spójna, a ton narracji momentami autorefleksyjny i krytyczny, innym razem odbiegający od przyznania się do nadużyć w kolonialnej przeszłości”. Niemniej muzeum podejmuje pewne kroki w kierunku dekolonizacji: wystawia dzieła sztuki stworzone przez belgijskich artystów pochodzenia afrykańskiego, zleca projekty afrykańskim artystom i działaczom diaspory.
Artyści we współpracy z instytucjami podejmują inicjatywy skłaniające do refleksji o kolonializmie i jego obecności w przestrzeniach muzealnych. W 2019 Grace Ndiritu, artystka z Londynu, zorganizowała w Królewskim Muzeum Afryki Środkowej performance pt. Healing the Museum. Uczestniczyło w nim około 30 osób, w tym zwiedzający muzeum. Artystka oparła warsztat na technikach szamańskich, medytacji i leczniczej jodze. Osoby zostały poproszone o zdjęcie butów i zajęcie miejsc na podłodze, zamknięcie oczu i próbę wyczucia obecności eksponatów w gablotach, refleksji nad tym, czy i co mówią. Warsztat był częścią projektu Alles vergeht, außer der Vergangenheit (Wszystko przemija oprócz przeszłości) prowadzonego przez Goethe-Institut.
W parlamencie belgijskim działa specjalna komisja parlamentarna zajmująca się historią belgijskiego kolonializmu w Kongu, Rwandzie i Burundi.

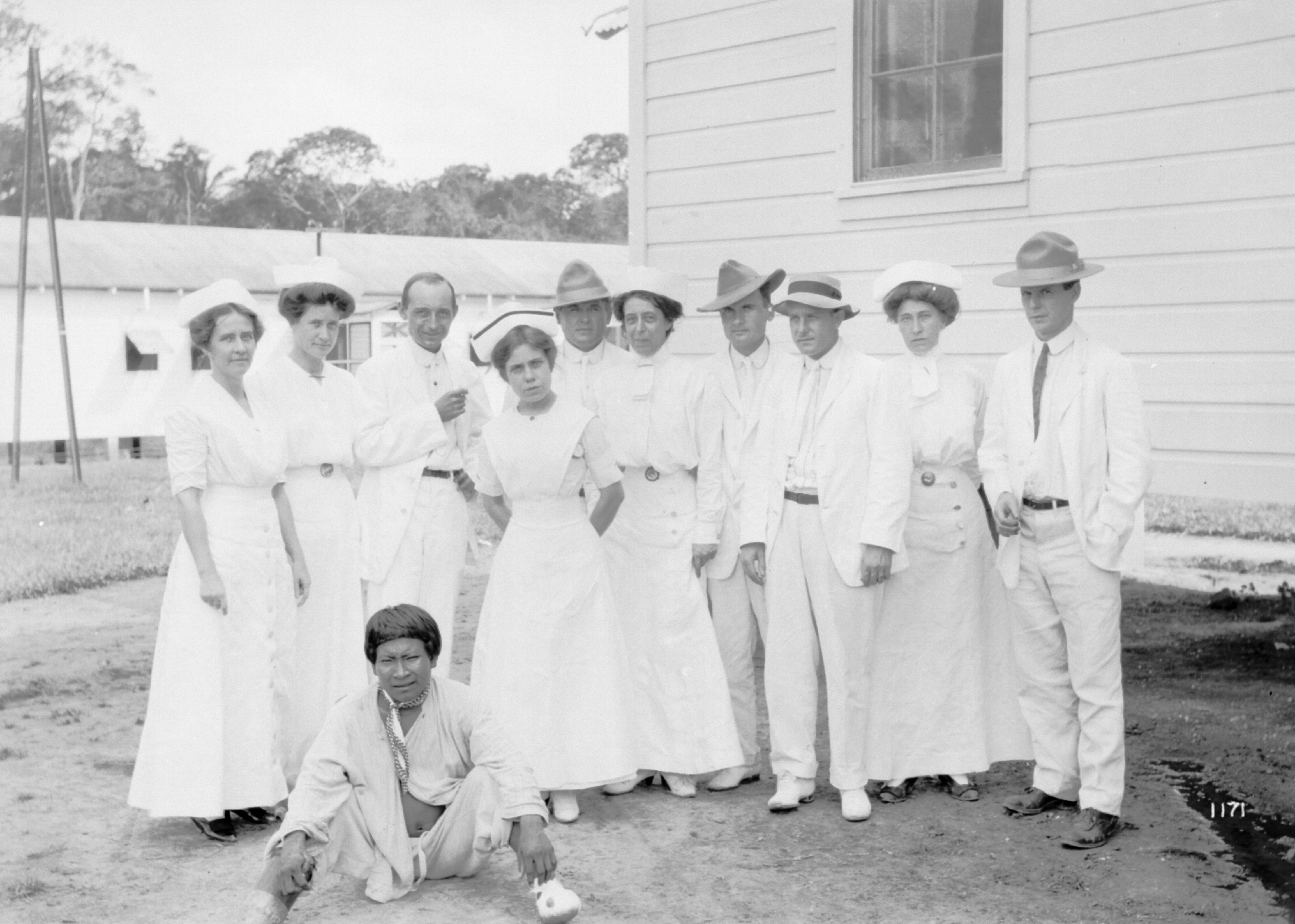
Północnoamerykański Korpus Medyczny i Pielęgniarski Szpitala w Candelária, siedzi rdzenny Brazylijczyk z plemienia Caripuna, 1910, Museu Paulista w São Paulo

### Brazylia
Museu Paulista w São Paulo, choć powstało w 1895 jako muzeum historii naturalnej szczególnie uwzględniające historię i niepodległość Brazylii oraz stanu São Paulo, pomija dyskryminację rdzennego plemienia Kaingang przez nierdzennych mieszkańców. Opisy obiektów związanych z plemieniem, a znajdujących się w zbiorach muzeum, są szczątkowe (albo kompletnie błędne) i pozbawione kontekstu kolonialnego. Narracja na wystawach wzmacnia negatywny wizerunek ludu Kaingang. Plemienny szaman Dirce Jorge Lipu Pereira, omawiając eksponowanie szczątków ludzkich na wystawach, wskazuje na brak szacunku dla przodków. Podjęto jednak działania mające na celu lepszy opis obiektów – porównano zbiory muzeum z eksponatami w innych placówkach, także poza Brazylią, oraz włączono przedstawicielstwo plemienia Kaingang do nowej kontekstualizacji przedmiotów.

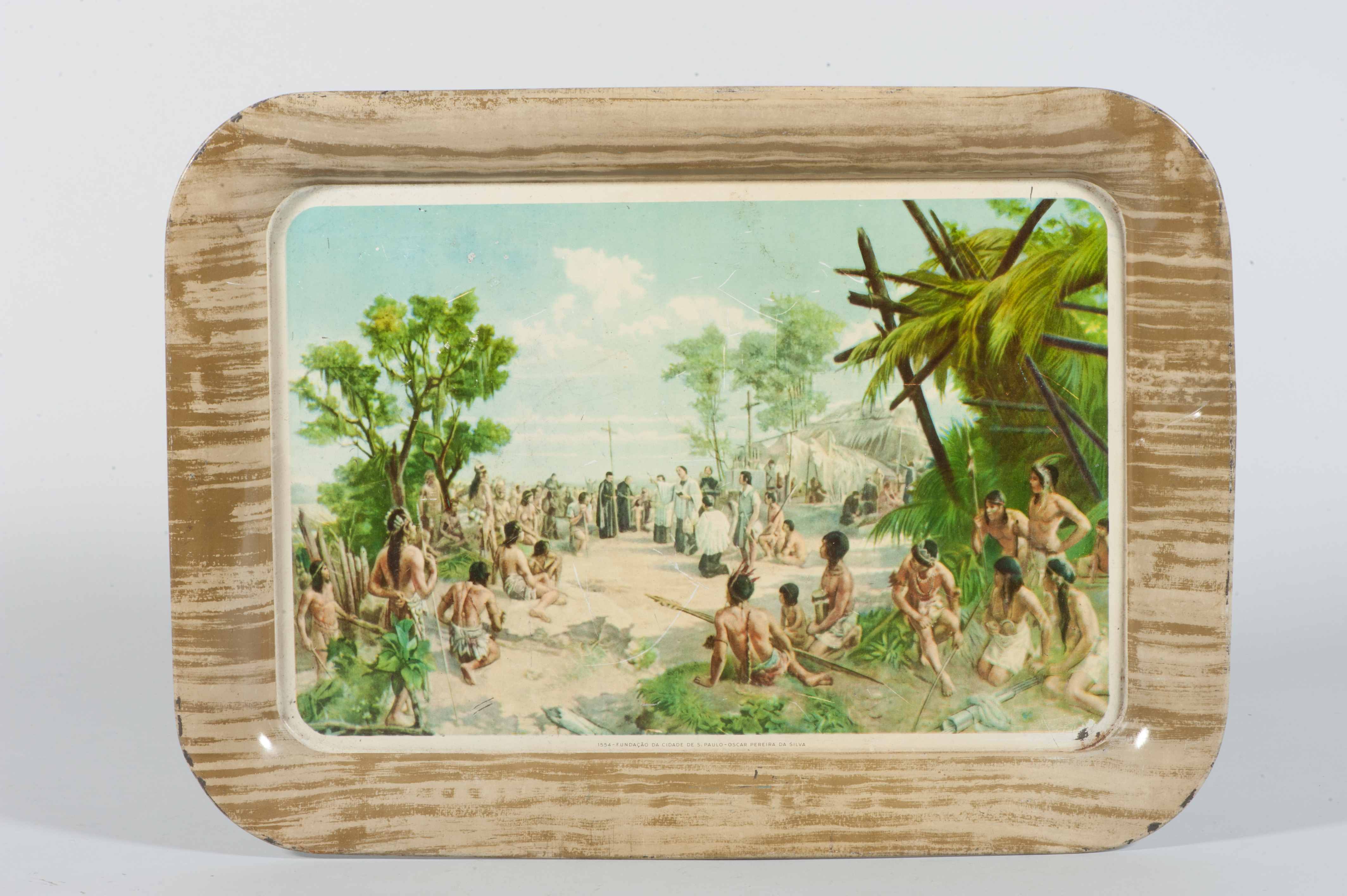
Aluminiowa taca z przedstawieniem księży rzymskokatolickich ewangelizujących rdzennych mieszkańców Brazylii, 1954, Museu Paulista w São Paulo

Od czasów ponownej demokratyzacji Brazylii w latach 80. XX wieku oraz wyczerpania narracji o homogenicznej brazylijskiej tożsamości opartej o pokojowo współistniejące społeczności (rdzenną, białą i afrykańską) muzea specjalistyczne i inne instytucje kultury podejmują debaty tożsamościowe. Ostatnie wielkoformatowe wystawy zbiorowe proponują wznowienie dyskusji na temat tożsamości i uznania podmiotowości inny niż hegemoniczny, zachodni. Wystawa Histórias Mestiças w 2014 w Tomie Ohtake Institute w São Paulo badała formowanie się społeczeństwa brazylijskiego poprzez badanie narracji i bohaterów historii, a także demontaż hierarchii i kategorii narzuconych sztuce i zabytkom. Zaprezentowano około 400 prac z 80 krajowych i międzynarodowych kolekcji dzieł sztuki i materiałów kultury od XVI wieku do czasów współczesnych. Podczas gdy wystawy w Afro-Brasil Museum powstałym w 2004 w São Paulo, kierowanym przez Emanoel Araújo, koncentrowały się na doświadczeniu czarnych i ich reprezentacji w sztuce brazylijskiej, wystawa w Tomie Ohtake Institute rozszerzyła zakres tematyczny ekspozycji, włączając dorobek rdzennej ludności Brazylii wraz z reprezentacją rdzennej ludności w sztuce zachodniej. Kuratorzy zastosowali nowatorskie podejście metodologiczne poprzez tzw. „tarcia” między poglądami, podmiotowościami i narracjami. Tarcia powstały przez usunięcie kryteriów chronologicznych i geograficznych w obrębie siedmiu grup tematycznych. Kuratorzy przedstawili krytyczne spojrzenie na ideę kraju opartego o pokojowe współżycie ras. Krytycy wystawy zarzucali jej, że pozycjonowanie rdzennej kultury materialnej obok zachodnich dzieł sztuki, mające na celu komunikację różnorodności kulturowej, utrwala milczenie nad rzeczywistością, z jakimi borykają się rdzenne społeczności w Brazylii. Dlatego lepiej oceniana jest inicjatywa z 2019, kiedy wystawę Histórias Afro-Atlânticas zaprezentowano jednocześnie w São Paulo Museum of Art i Tomie Ohtake Institute. Wystawie towarzyszył roczny program indywidualnych pokazów i sympozjów. Zaprezentowano 450 dzieł 200 artystów od XVI do XXI wieku. Kuratorzy skupili się na eksploracji doświadczeń czarnych i czarnej diaspory od czasu handlu niewolnikami po współczesność, ale w kontekście pozabrazylijskim. Dokonano wizualnych powiązań z innymi byłymi koloniami, zwłaszcza Jamajką, wypożyczając prace z jamajskich galerii i muzeów. Projekt ten rozwijał dyskusje na temat tożsamości i uznania alternatywnych podmiotowości innych niż hegemoniczny zachodni punkt widzenia. Wystawa była pokazywana w głównych miastach Brazylii. Dyskusji poddano pojęcia takie jak „Brazylia”, „Brazylijczyk” i „brazylijskość”. W katalogu wystawy zestawiono artystki i artystów z różnych grup etnicznych i regionów Brazylii. Współcześnie w Brazylii kwestionowanie ustalonych narracji poprzez wystawy eksplorujące treści tożsamościowe, a nawet oparte różnorodności, jest popularne.

Od brazylijskich muzeów, na mocy polityki muzealnej (2003) i statutu muzeów (2009), wymaga się wprowadzenia w życie partycypacyjnego i społecznie zaangażowanego dyskursu. Ideę tę udało się zrealizować w 2015 w Itaipu Archaeology Museum w Niterói. Otwarto wówczas wystawę Faces of Itaipu: Expressions of the past through the lenses of Ruy Lopes, która została przygotowana na podstawie archiwalnych zdjęć we współpracy kuratorów ze społecznością rybackiej wioski Itaipu. Konsultacje z rybakami z Itaipu na etapie przygotowania wystawy pozwoliły na włączenie do ekspozycji ich rodzinnych zdjęć, dzięki czemu narracja wizualna nie była prowadzona jedynie z punktu widzenia zewnętrznego obserwatora, fotografa, a każda osoba, która uczestniczyła w procesie kuratorskim, miała na nią wpływ. Pozwoliło to wzmocnić poczucie osób z Itaipu do prawa do udziału w oficjalnej historii Brazylii. Dzięki temu muzeum przestało być zewnętrzną placówką, która, niejako z pozycji białego zbawcy wspiera społeczność rybacką w walce o legitymizację ich kultury w kontrze do rozwijającego się „postępu”, m.in. w postaci zapory, co robiła od lat 70. XX w. Stała się przestrzenią dyskusji, opowieści współtworzonej przez społeczność, w której funkcjonuje. Od 1987 wieś i jej kultura rybacka znajduje się na liście dziedzictwa kulturowego Brazylii. 

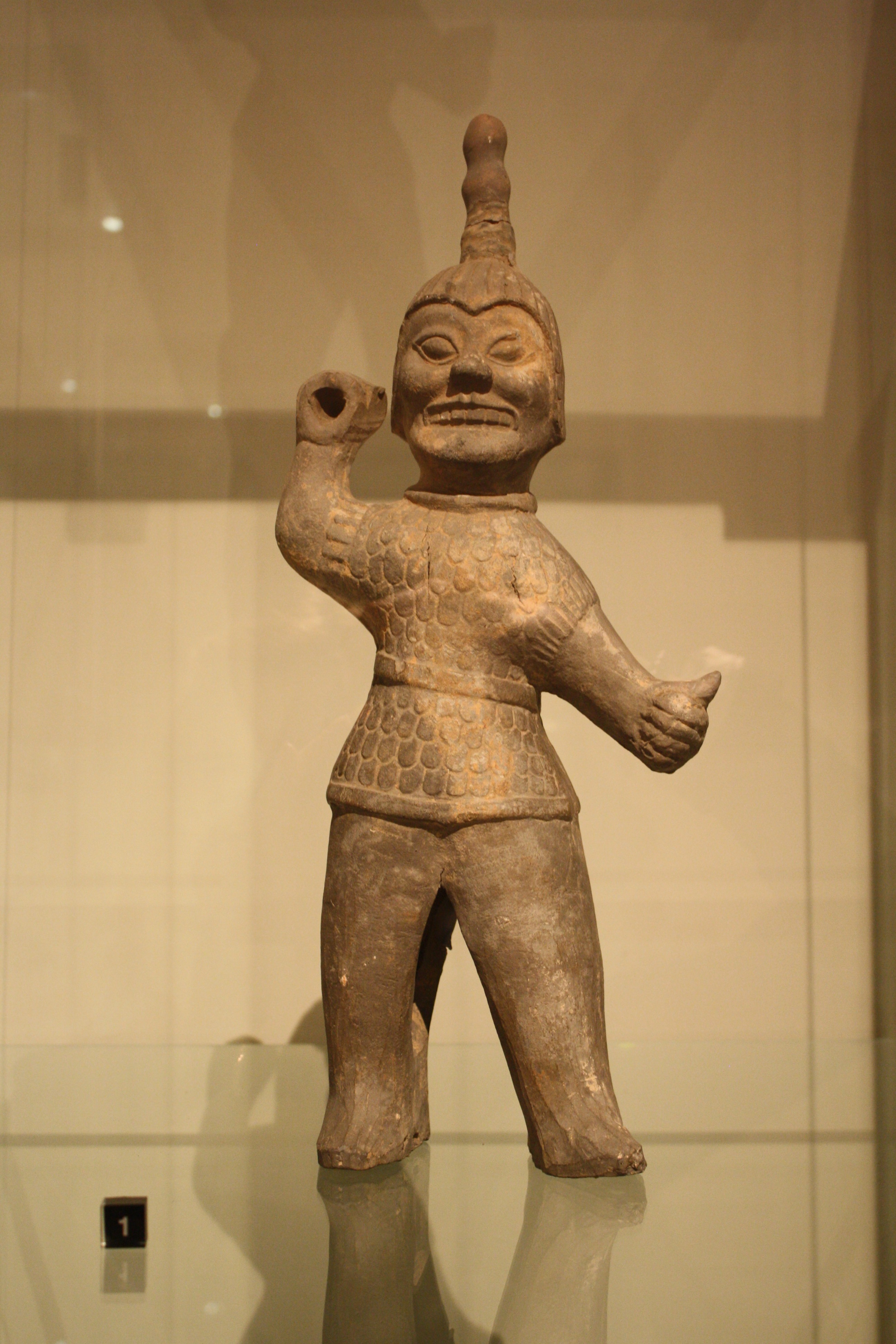
Strażnik grobowca, Chiny, Zachodnia dynastia Jin, ok. 300, wypalana glina, Galeria Narodowa w Pradze

W 2015 Rio de Janeiro powstało Muzeum Jutra – muzeum nauki i technologii zbudowane w regionie portowym w ramach projektu rewitalizacji miasta pt. Porto Maravilha. Muzeum podaje się za miejsce „odkrywania, wyobrażania sobie i wymyślania wszelkich możliwości konstruowania przyszłości. To eksperymentalne muzeum, w którym treść jest prezentowana poprzez narrację, która łączy dokładność nauki z ekspresją sztuki, wykorzystując technologię jako wsparcie w środowiskach interaktywnych oraz urządzeniach audiowizualnych i grach”. Lokalizacja wywołała wiele sporów między instytucjami i kolektywami działającymi w mieście. Miejscowi byli poruszeni alokacją zasobów i przymusowym wysiedlaniem mieszkańców z powodu rewitalizacji portu. Reakcję, i to ze strony czarnych pracowników placówki, wywołała stała ekspozycja. Dotyczy pięciu obszarów tematycznych: pochodzenia wszechświata, życia na Ziemi, nadejścia antropocenu, globalnych trendów i zrównoważonej przyszłości. Na wystawie nie wybrzmiewa rola miasta w świecie atlantyckim, brak też informacji o Małej Afryce, części miasta, w której ulokowano budynek, a która jest ostoją afrobrazylijskiej historii, kultury i tożsamości. W odpowiedzi w 2016 pracownicy muzeum identyfikujący się jako czas z okazji Dnia Świadomości Czarnych, obchodzonego w Brazylii 20 listopada, zorganizowali seminarium Evidence of Black Cultures. Pod wpływem programu muzeum powołało Comissão de Matriz Africana, komitet złożony z kuratorów, pracowników, członków ruchu Czarnych w Rio oraz przedstawicieli lokalnych organizacji, w tym New Blacks Instytut i grupy afoxé Filhos de Gandhi. Komisja organizuje działania, które podkreślają rzeczywistość społeczną, wkład, kulturę i tożsamość Afryki, Afrykanów i Afrobrazylijczyków, ze szczególnym uwzględnieniem kontekstu portu miejskiego. Komisja zachęciła pracowników muzeum, aby w swojej praktyce pedagogicznej korzystali z afrobrazylijskich wspomnień, tożsamości i doświadczeń. W rezultacie niektórzy kuratorzy i edukatorzy zorganizowali warsztaty i wycieczki z przewodnikiem do miejsc pamięci ważnych dla afrobrazylijskiej diaspory w Rio. Te działania zostały oparte na przemyśleniu konfiguracji społeczno-przestrzennej Małej Afryki.

### Czechy
Żadne muzeum w Czechach nie było przedmiotem zainteresowań ruchu dekolonizacyjnego, choć w wielu placówkach w Pradze i mniejszych miastach znajdują się znaczące zbiory eksponatów z Azji, Afryki i rdzennych Amerykanów (Muzeum Kultur Azji, Afryki i Ameryki w Pradze, Dział Sztuki Azjatyckiej w Galerii Narodowej, Muzeum Sztuki Dekoracyjnej w Pradze, Morawskie Muzeum Przemysłu w Brnie, muzea regionalne w Libercu, Opawie, Pilźnie i Czeskich Budziejowicach). Nie zostały zgromadzone w wyniku kolonialnego podboju lub zawłaszczenia, a zostały skompilowane w ramach systemu europejskiego kolonializmu. Impuls do tych działań pochodził z Wiednia i Wielkiej Brytanii.

### Egipt

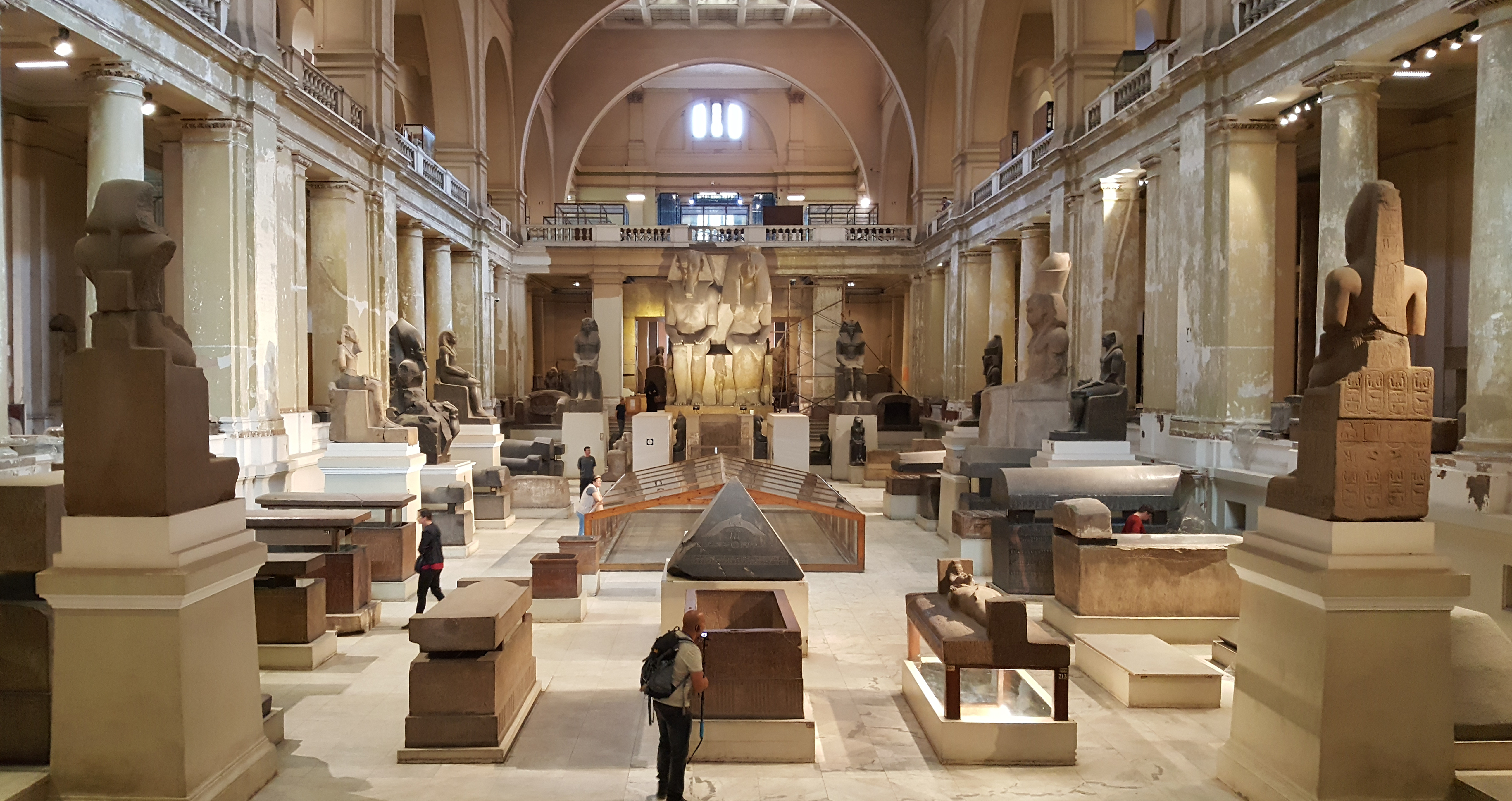
Muzeum Egipskie w Kairze

W 2009 władze Egiptu zażądały od Francji zwrotu fragmentów malowideł ściennych z grobowca niedaleko Luksoru przechowywanych w Luwrze. Początkowo dyrekcja muzeum stała na stanowisku, że zakupiła obiekt w dobrej wierze 20 lat po jego skradzeniu. Ostatecznie malowidła wróciły do Egiptu. W 2010 Egipt stanął na czele koalicji 25 państw, które upominają się o zwrot tego, co zagrabili Europejczycy.
Kiedy Niemcy w 2015 nie zareagowały na prośbę rządu Egiptu o wypożyczenie popiersia Nefertiti z Neues Museum, egipsko-niemiecki duet artystyczny (Nora Al-Badri i Jana Nikolai Nelles) nielegalnie zeskanował rzeźbę w muzeum. Na tej podstawie powstał model, który wydrukowano na drukarce 3D. Pokazano go na Off-Biennale w Egipcie w 2015.
W 2019 archeolog Zahi Hawass, były wieloletni egipski minister dziedzictwa narodowego, rozpoczął działania na rzecz odzyskanie narodowego dziedzictwa. Nawoływał, by np. popiersie Nefertiti, kamień z Rosetty oraz sufit z Dendery ze znakami zodiaku wróciły do Egiptu. Odwoływał się do sytuacji z 2007, kiedy poprosił o wypożyczenie tych obiektów na wystawę główną nowego muzeum w Kairze, ale Muzeum Brytyjskie, Muzeum Luwru oraz Państwowe Muzeum w Berlinie odrzuciły prośbę. Argumentem było m.in. to, że polityczna niestabilność uniemożliwia lub utrudnia zwrot obiektów do ich oryginalnego miejsca pochodzenia. Faktycznie w 2011 w czasie egipskiej rewolucji obrabowano Muzeum Narodowe w Kairze. Jednak według raportu Sarr i Savoy także restytucja obiektów muzealnych do krajów stabilnie politycznie jest blokowana.

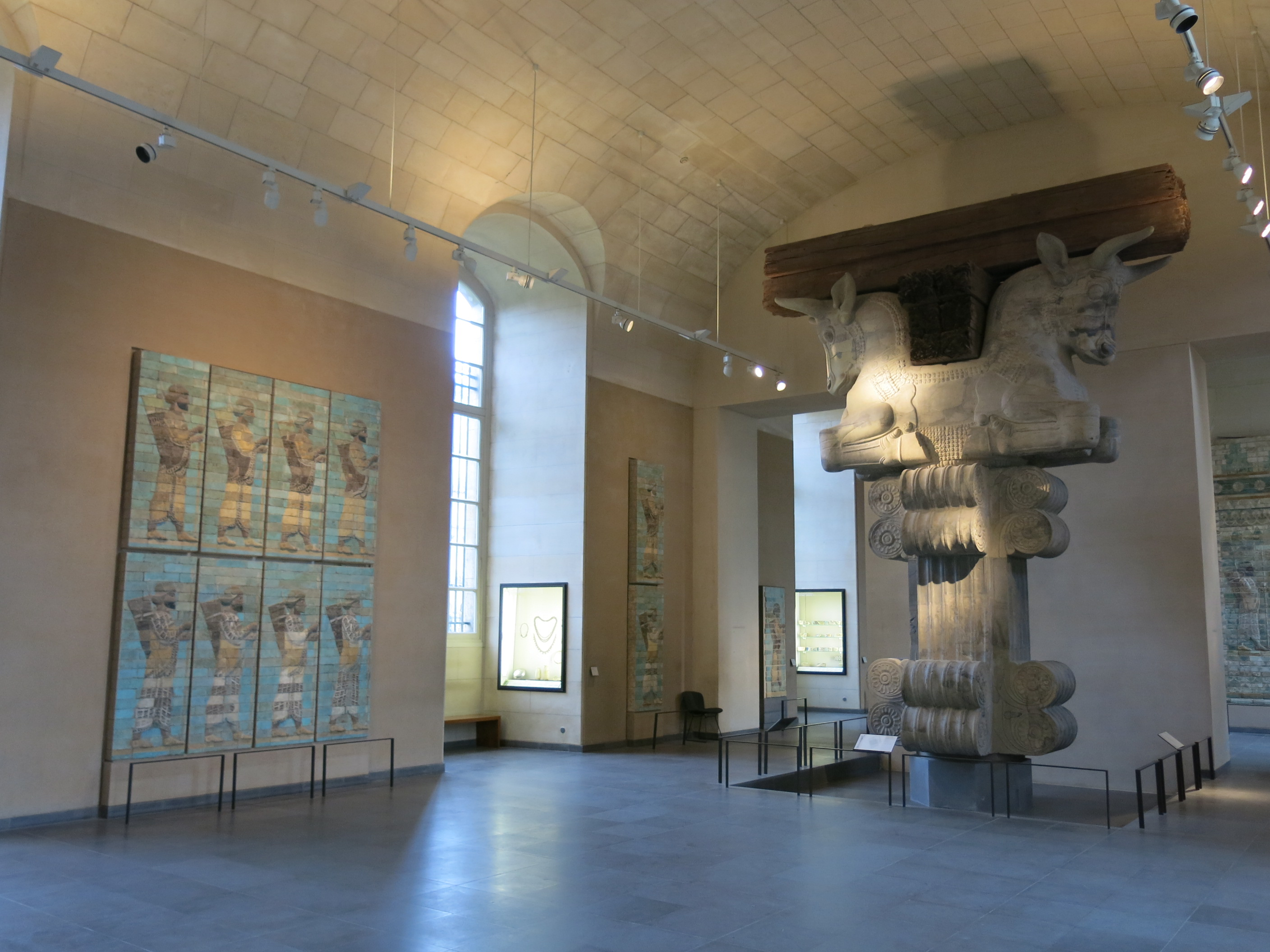
Sala w Luwrze z elementami pałacu Dariusza I z Suzy

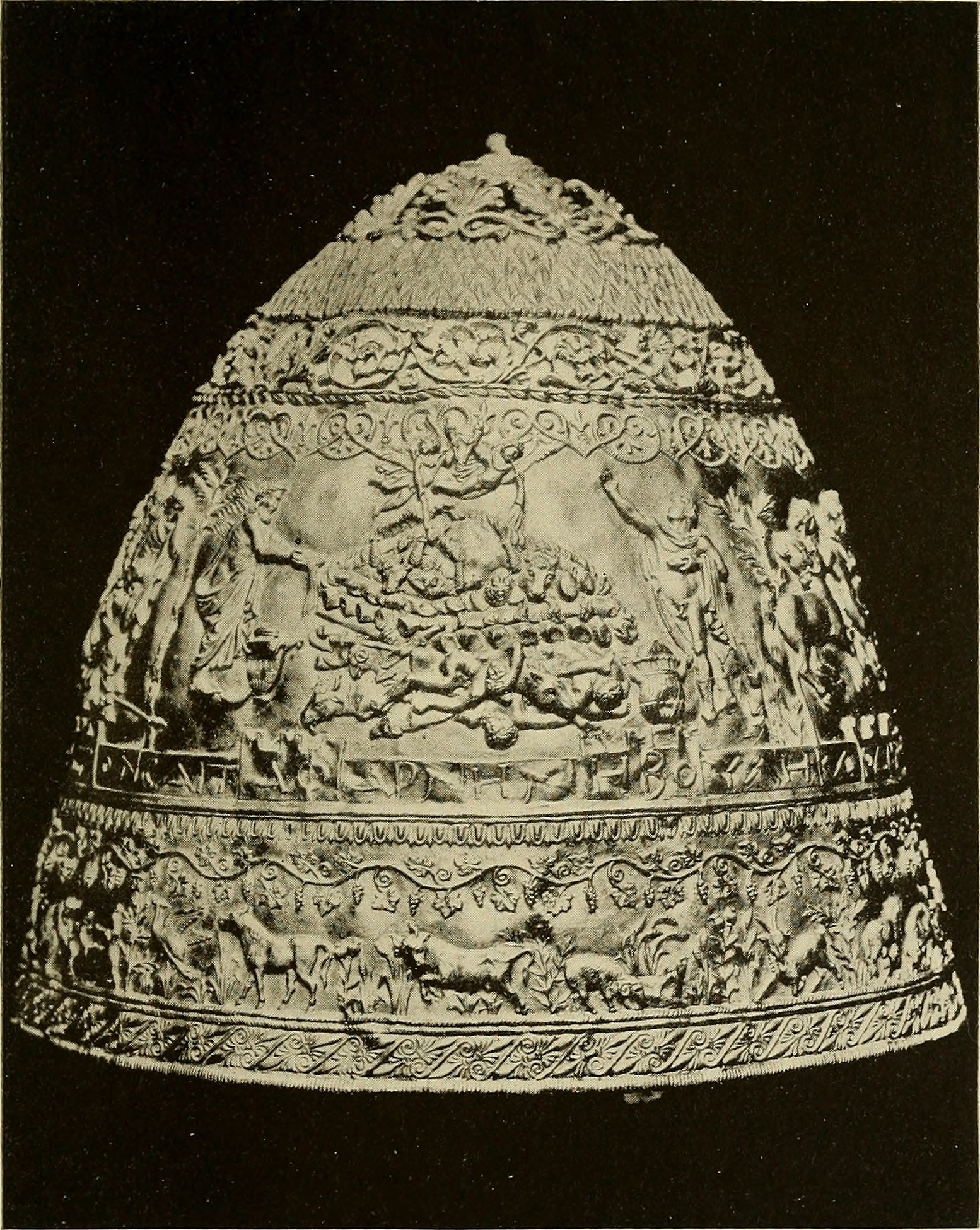
Tiara Sajtafernesa w Luwrze

### Francja
W dniu 28 listopada 2017 prezydent Francji Emmanuel Macron podczas przemówienia na uniwersytecie w Wagadugu w Burkinie Faso stwierdził: Poczynając od dnia dzisiejszego, w przeciągu pięciu lat chcę rozpocząć proces czasowej lub też ostatecznej restytucji obiektów dziedzictwa afrykańskiego do Afryki. Przemówienie odbiło się szerokim echem i wzbudziło pozytywne reakcje na arenie międzynarodowej – interpretowano je jako przełom w dyskusji na temat restytucji zbiorów pozaeuropejskich, przełamanie stanu impasu. Parę miesięcy wcześniej, w Algierii, Macron przyznał: kolonizacja była istotną częścią historii Francji. Była ona zbrodnią, zbrodnią przeciwko ludzkości, przykładem prawdziwego barbarzyństwa.
W opublikowanym jesienią 2018 raporcie Felwine Sarr i Bénédicte Savoy podali informację, że we Francji znajduje się ok. 90 tys. dzieł sztuki z Afryki. Przez 2 lata francuski parlament przegłosował zwrot tylko 27 obiektów. Do października 2020 do kraju pochodzenia wróciła tylko tradycyjna senegalska broń – szabla Omara Saidou Talla, zdobyta jako trofeum wojenne w 1893, przekazana muzeum w Dakarze.

Zniecierpliwieni procesem przedstawiciele rdzennych społeczności podejmują indywidualne działania. W 2020 kongijski aktywista Mwazulu Diyabanza usiłował ukraść z Muzeum du quai Branly XIX-wieczny drewniany słup grobowy z Czadu lub Sudanu, podczas gdy współpracują z nim człowiek filmował przemówienie Diyabanzy potępiające francuskie grabieże kulturalne w epoce kolonialnej i transmitował je na żywo na Facebooku. W kolejnym miesiącu w Marsylii Diyabanza zajął eksponat z Muzeum Sztuki Afrykańskiej, Oceanicznej i Rdzennych Amerykanów. Akt był transmitowany na żywo. Ochrona zatrzymała mężczyznę. Diyabanza, rzecznik ruchu panafrykańskiego, który domaga się reparacji za kolonializm, niewolnictwo i kulturowe wywłaszczenie, 30 września 2020 został postawiony przez sądem w Paryżu. On i czterej jego współpracownicy zostali oskarżeni o usiłowanie kradzieży. Diyabanza mówił: „Fakt, że musiałem zapłacić własne pieniądze, aby zobaczyć, co zostało odebrane siłą, to dziedzictwo, które należało do domu, z którego pochodzę – wpłynął na to, że podjąłem decyzję o działaniu”. Nakazano mu zapłacić Luwrowi 5000 euro i odroczono karę więzienia. Trzecia akcja, również transmitowana na Facebooku, polegała na zabraniu kongijskiego pomnika pogrzebowego z Muzeum Afryki w holenderskim Berg en Dal. Strażnicy muzealni udaremnili działanie. W styczniu 2021 został skazany na dwa miesiące więzienia w zawieszeniu i grzywnę w wysokości 250 euro, w tym dwa lata w zawieszeniu. Dwie kobiety, które sfilmowały to wydarzenie, i dwóch mężczyzn, którzy pomagali Diyabanzie w usuwaniu obiektu, zostali ukarani grzywną w wysokości 100 euro i skazani na miesiąc więzienia w zawieszeniu i dwa lata w zawieszeniu. Całej piątce zakazano wstępu do muzeum w Berg en Dal na 3 lata.

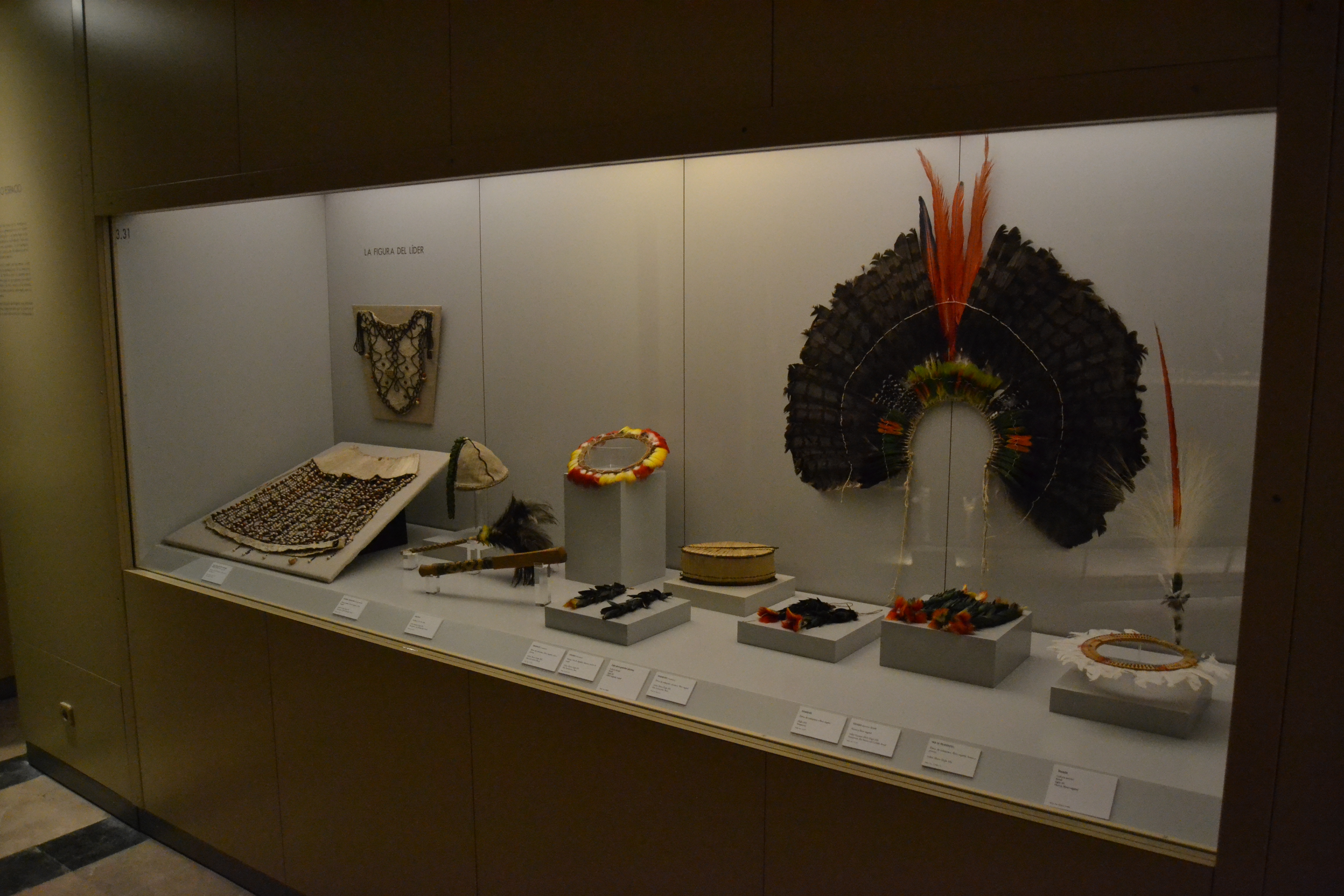
Fragment ekspozycji w Muzeum Ameryki w Madrycie

### Hiszpania
Przed Muzeum Ameryki w Madrycie znajduje się pomnik przedstawiający jeźdźca, który ratuje kobietę z ziemi, czyli Hiszpanię ewangelizującą Amerykę. Instytucja nie podjęła działań celu dekolonizacji placówki, w której przechowywana jest niewielka część z 25 tys. cennych dzieł przywiezionych z Ameryki. Muzeum ma najważniejszą kolekcja amerykańskiej historii i archeologii w Europie. Powstało w 1965. Otworzył je Francisco Franco, by wychwalać ewangelizację Ameryki, bronić tożsamości latynoskiej i wychwalać hiszpański kolonializm. Także Narodowe Muzeum Antropologiczne przechowuje zbiory z Gwinei i innych kolonii afrykańskich lub azjatyckich.

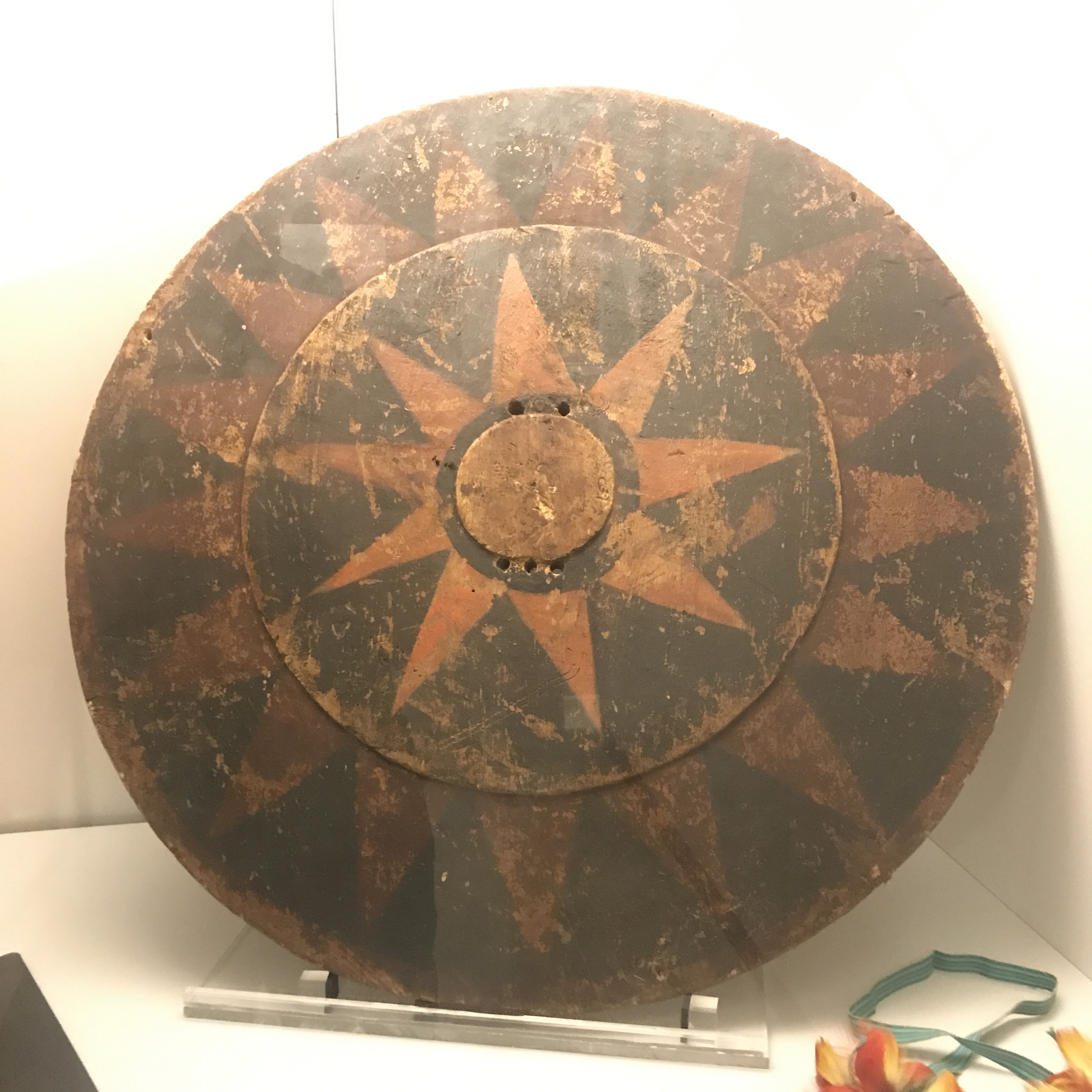
Tarcza plemienia Jíbaros z dzisiejszego Ekwadoru, Muzeum Ameryki w Madrycie

Do 2000 w „Muzeum Dardera” w katalońskim mieście Banyoles prezentowano wypchaną postać z włócznią i tarczą. Człowiek został obdarty ze skóry i wypchany po zbezczeszczeniu w 1830 jego grobu w pobliżu Kapsztadu. Dyrekcja muzeum długo nie podejmowała refleksji na temat konieczności pochówku tzw. Buszmena z Banyoles. Wrócił do Gaborone, gdzie został uroczyście pochowany na koszt rządu Botswany.
W 2012 Muzeum Narodowe Centrum Sztuki Królowej Zofii w Madrycie powołało grupę badawczą pod nazwą Península. Procesos coloniales y prácticas artísticas y curatoriales, aby przygotować analizę roli Półwyspu Iberyjskiego w procesach kolonialnych, zwiększyć widoczność reprezentacji i narracji z różnych przeszłych i obecnych sfer instytucjonalnych, a także uwzględnić odpowiedzi artystów, kuratorów i badaczy na problemy wynikające z tych narracji. W 2014 w Barcelona Museum of Contemporary Art zorganizowano seminarium pod hasłem „Dekolonizacja muzeum”.
W 2017 kolumbijski Trybunał Konstytucyjny zmusił kolumbijski rząd do zażądania od Hiszpanii zwrotu skarbu Quimbaya, jednego z najważniejszych zabytków w madryckim Muzeum Ameryki, prezentu od prezydenta Carlosa Holguína dla królowej Marii Krystyny w 1893. Prezydent Kolumbii bez konsultacji z parlamentem zdecydował o przekazaniu skarbu Hiszpanii, stąd kolumbijski Trybunał Konstytucyjny uważa, że darowizna jest nieważna i własność należy zgłosić w Hiszpanii.
W 2018 Georg T.A. Krizmanics z Uniwersytetu Complutense w Madrycie opublikował książkę The Museum of America: an instrument for Spanish Foreign Policy?. Zwraca w niej uwagę, że „jedynym uzasadnieniem istnienia Muzeum Ameryki byłoby stworzenie refleksji nad kolonialną przeszłością Hiszpanii w obu Amerykach”. Uważa że dekolonizacja muzeum rozpoczęłaby refleksję, która wzmocniłaby demokratyczny rozwój społeczeństw zjednoczonych i rozdzielonych przez wspólną trudną kolonialną przeszłość.
W 2022 Fernando Sáez de Lara, dyrektor Narodowego Muzeum Antropologicznego, stwierdził, że rozpoczęto proces dekolonizacji zbiorów państwowych hiszpańskich muzeów. Nowy kierunek działań wyznaczyło Ministerstwa Kultury. Stwierdzeniem de Lary zaskoczona była dyrekcja hiszpańskich muzeów, które nie otrzymały wcześniej żadnego zawiadomienia w sprawie dekolonizacji kolekcji.

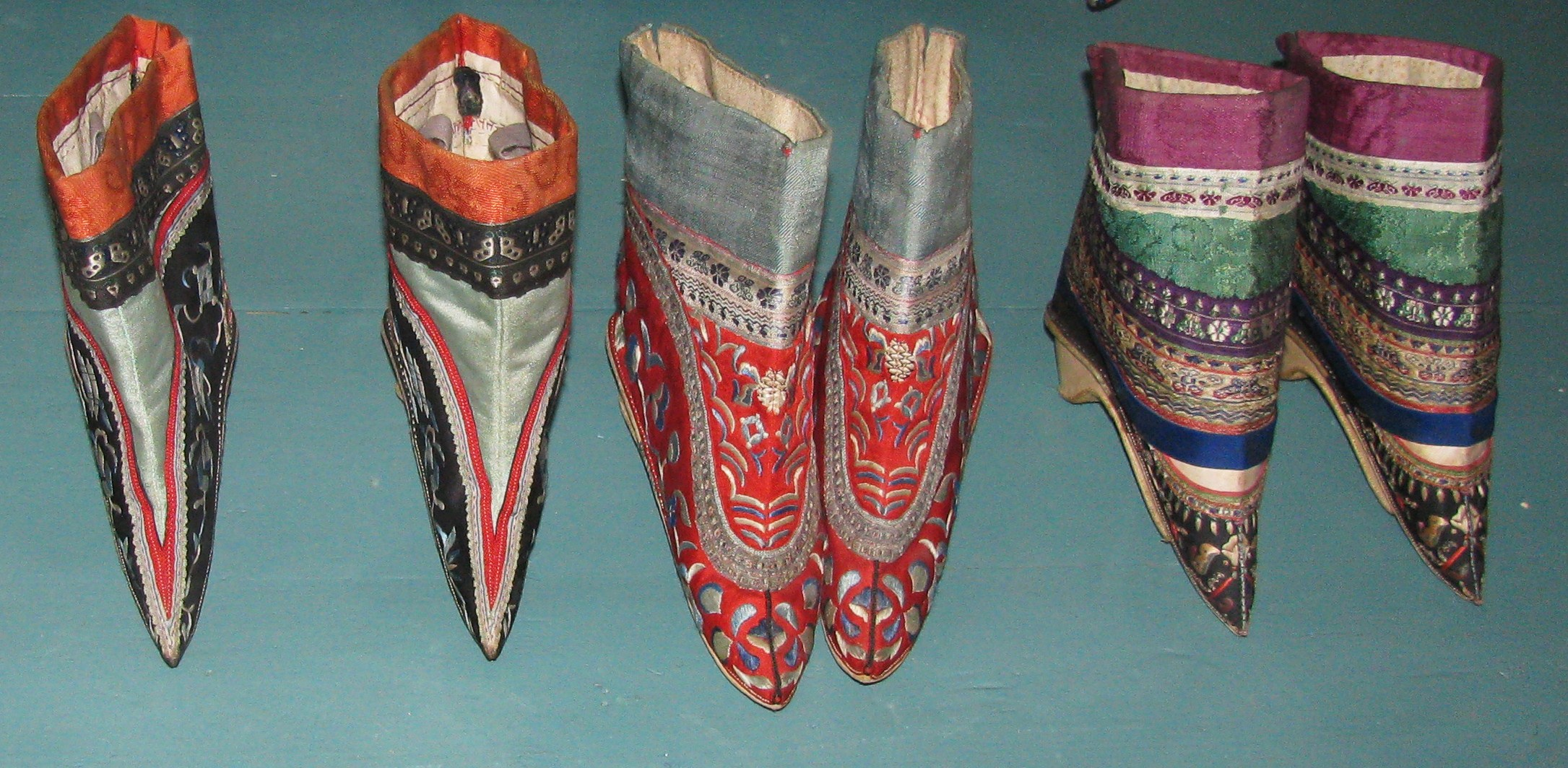
Obuwie chińskie służące do krępowania stóp, Missiemuseum Steyl, Holandia

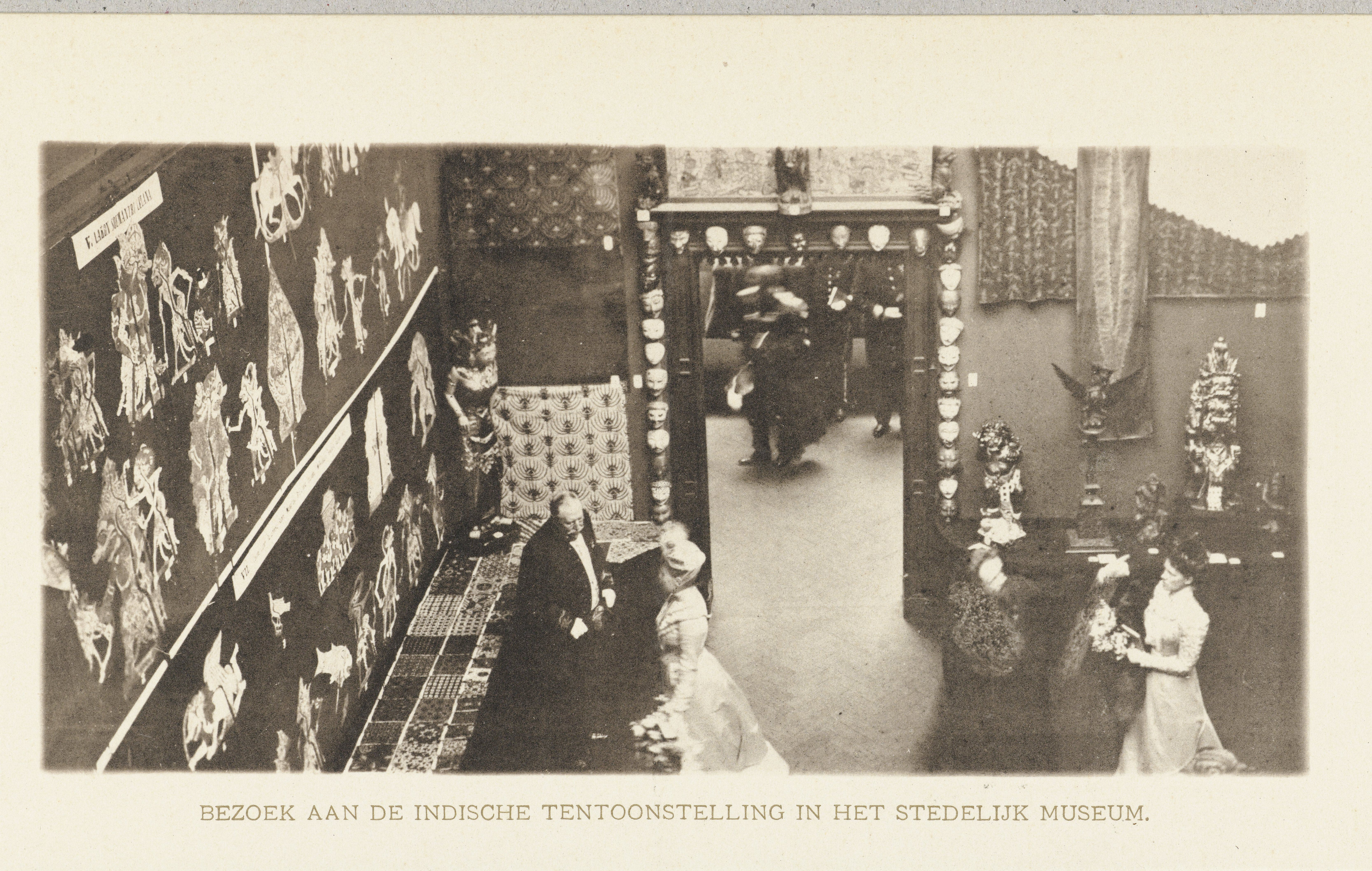
Zwiedzanie wystawy dotyczące azjatyckich kolonii Holandii, uroczystości z okazji ślubu królowej Wilhelminy i księcia Henryka, Stedelijk Museum, 5 marca 1901

### Holandia

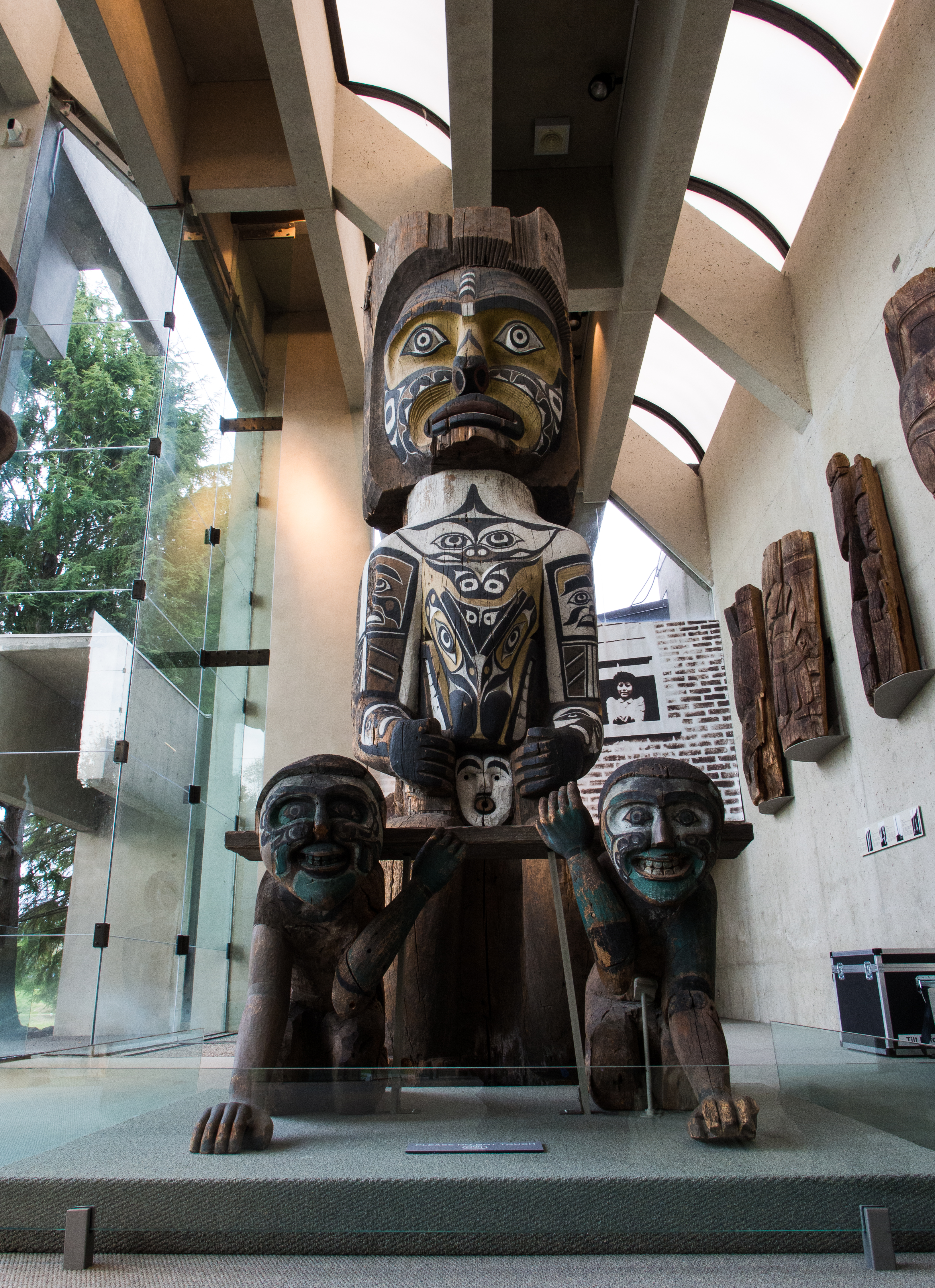
Totem rdzennych Amerykanów w muzeum w Vancouver

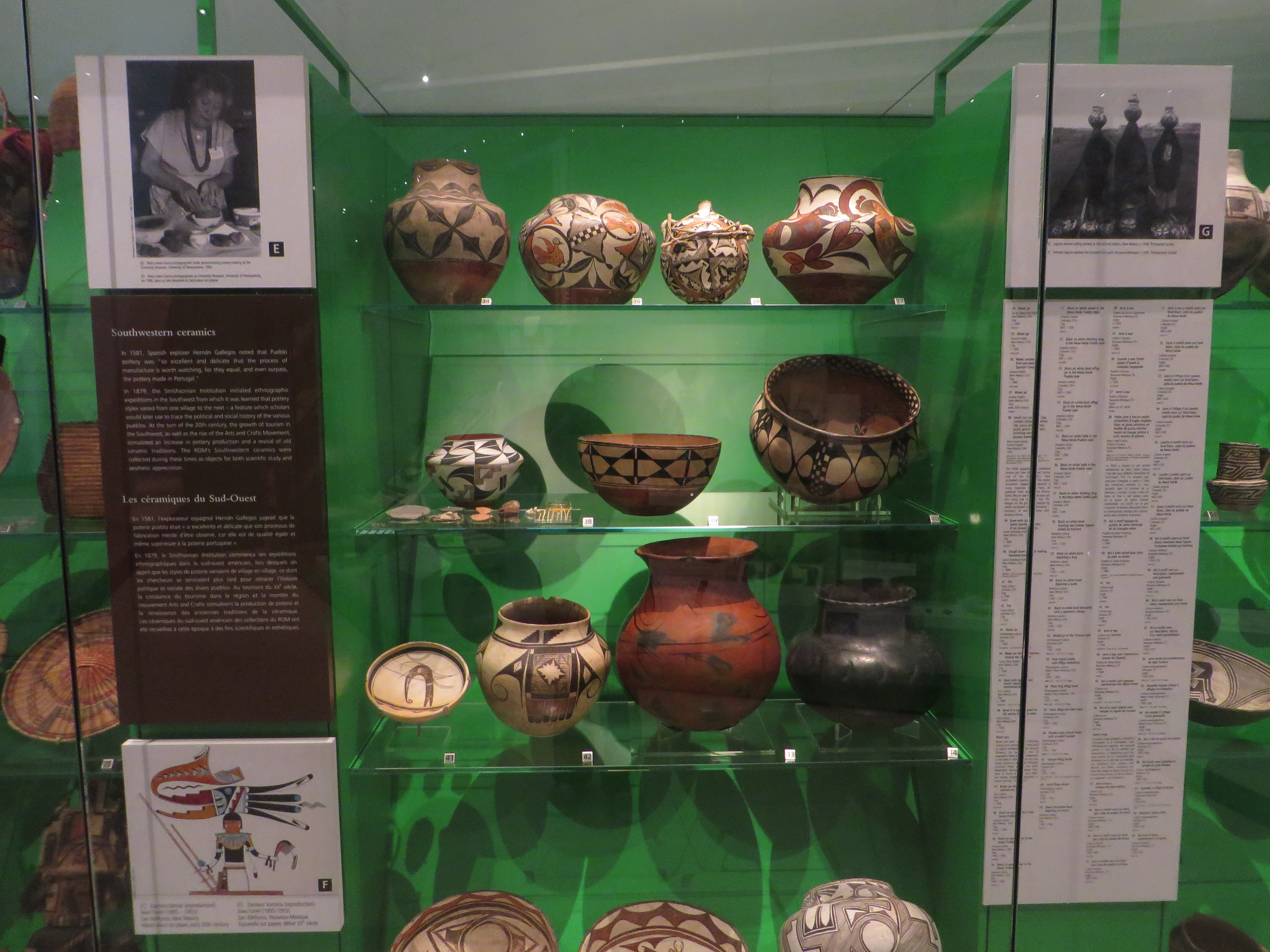
Fragment wystawy na temat natywnych Amerykanów, Królewskie Muzeum Ontario

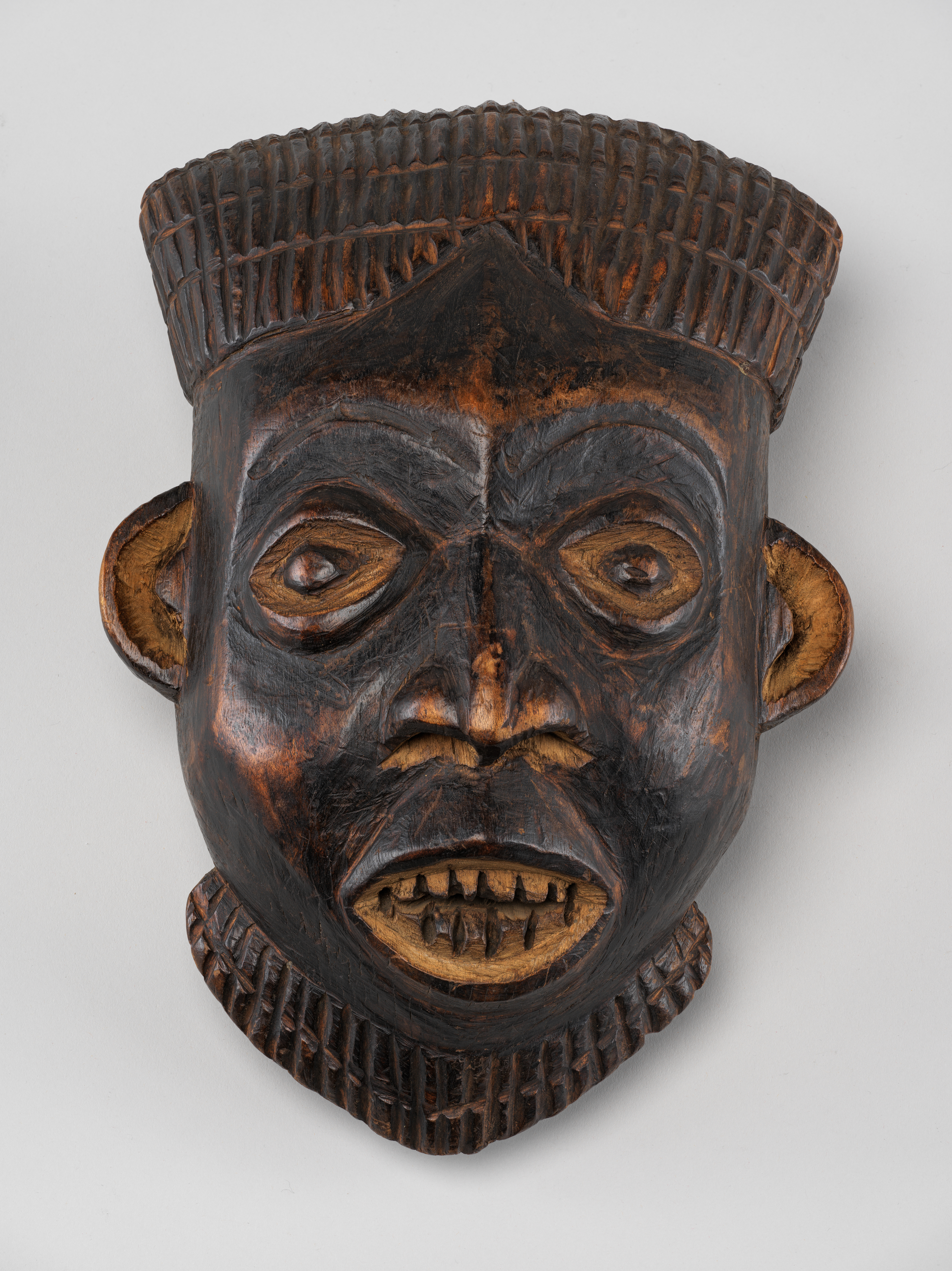
Maska z Kamerunu w zbiorach Brücke-Museum w Berlinie

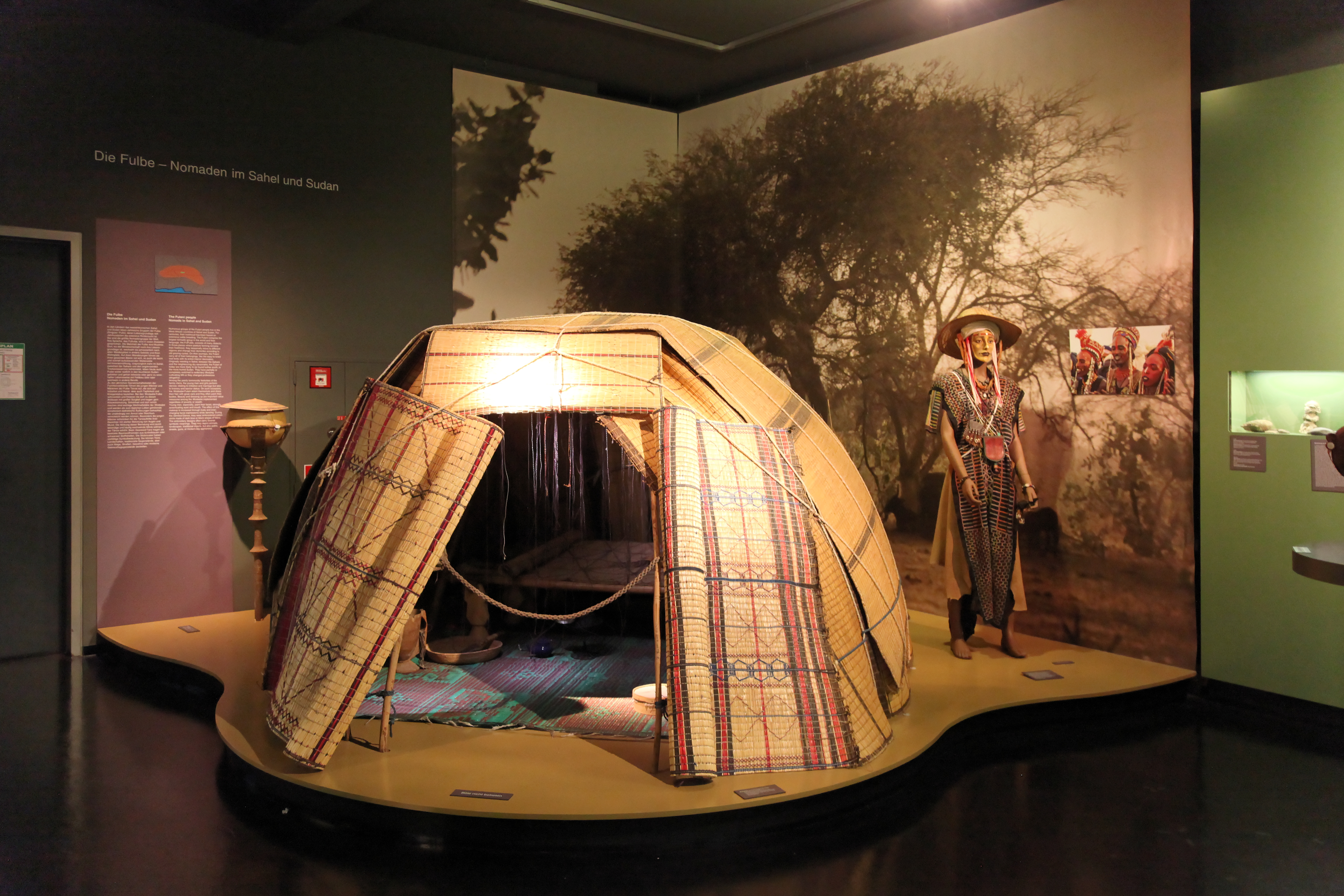
Fragment ekspozycji poświęconej etnografii Afryki, Museum für Völkerkunde w Lipsku

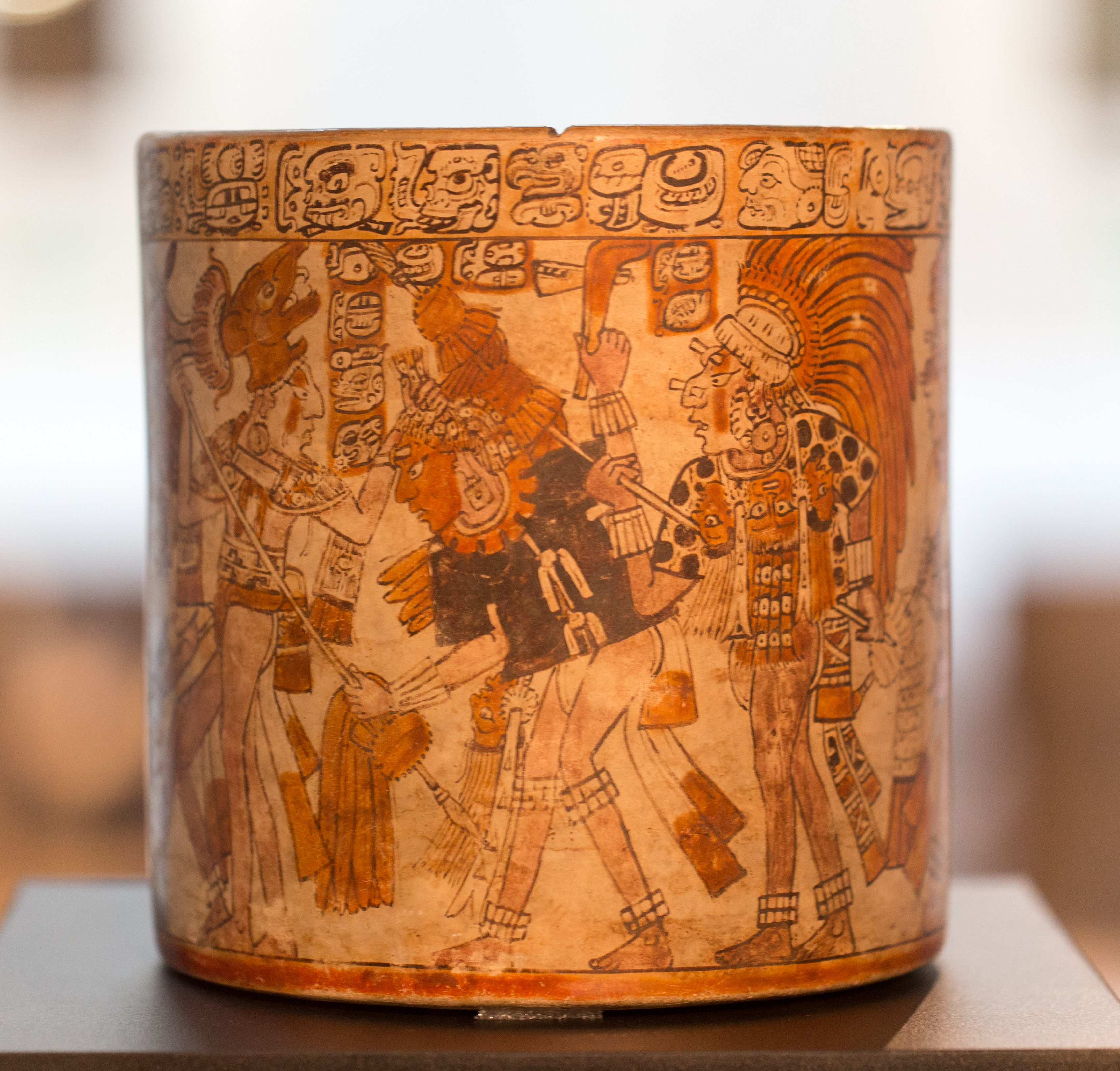
Pojemnik na czekoladę proweniencji majskiej, Humboldt Forum, Berlin

We wrześniu 2017 Van Abbemuseum w Eindhoven zgromadziło naukowców, kuratorów i dyrektorów instytucji artystycznych wokół wystawy Collections in Transition: Decolonising, Demodernising and Decentralising?.
W 2021 holenderski rząd zapowiedział bezwarunkowy zwrot wszystkich obiektów ukradzionych z dawnych kolonii, a współcześnie przechowywanych w zbiorach muzealnych. Na wstępnej liście umieszczono ponad 100 tys. eksponatów. Władze przyjęły rekomendacje Holenderskiej Rady Kultury, która wraz grupą ekspertów działa pod kierunkiem urodzonej w Surinamie prawniczki i aktywistki Lilian Gonçalves-Ho Kang You. W październiku 2020 rada opublikowała raport opisujący proces restytucji zabytków kultury skolonizowanych społeczności z terytorium byłych holenderskich kolonii (m.in. Indonezja, Surinam, RPA, Wybrzeże Kości Słoniowej, część Antyli). Zabytki mają być zwracane bezwarunkowo, jeśli kraj pochodzenia upomni się o nie. Zapowiedziano, że muzea stworzą ogólnodostępne bazy eksponatów. Jeśli obiekty pochodzą z terytoriów skolonizowanych przez inne państwa, a znajdują się w kolekcjach holenderskich muzeów, zwrot będzie prowadzony na podstawie negocjacji.
O raporcie i jego rekomendacjach w sprawie restytucji dóbr pozytywnie wypowiedzieli się Taco Dibbits, dyrektor Rijksmuseum, oraz Stijn Schoonderwoerd, dyrektor etnograficznego Muzeum Tropików w Amsterdamie. Muzeum to jest jedną z europejskich placówek, która podjęła najbardziej radykalne kroki w celu dekolonizacji. W grudniu 2020 Holenderskie Narodowe Muzeum Kultur Świata (Nationaal Museum van Wereldculturen, w którego skład wchodzi Muzeum Tropików, Muzeum Afryki i Muzeum Etnograficzne w Lejdzie) przeznaczyło na zwrot zrabowanych z kolonii przedmiotów 4,5 mln euro. Współpracuje w tym względzie z Narodowym Muzeum Indonezji. Publiczna reakcja na nową politykę holenderskiej placówki była pozytywna. W 2019 w muzeum po raz pierwszy zatrudniono na pełen etat dwóch niebiałych badaczy. Muzeum należy do Grupy Dialogu Beninu, powstałej w 2007 i obejmującej europejskie muzea, które mają w zbiorach zabytki z Beninu zrabowane przez wojska brytyjskie w 1897. Holenderską debatę na temat restytucji zabytków z epoki kolonialnej przyśpieszyła praca doktorska naukowca Josa van Beurdena opublikowana w języku angielskim jako Treasures in Trusted Hands: Negotiating the Future of Colonial Cultural Objects (2016).
Refleksję dekolonialną podejmują artyści. W latach 2009–2010 w Van Abbemuseum w Eindhoven prezentowano instalację amerykańsko-irackiego artysty Michaela Rakowitza. Praca pt. The Invisible Enemy Should Not Exist koncentruje się na grabieży zabytków z Muzeum Iraku w Bagdadzie po amerykańskiej inwazji w kwietniu 2003. Około 15 tys. obiektów, z których najstarszy pochodzi z około 4000 p.p.e., zostało zniszczonych lub skradzionych i sprzedanych na czarnym rynku. Instalacja składa się z rekonstrukcji zaginionych obiektów z papier mâché (opakowania żywności bliskowschodniej i lokalne arabskie gazety). Rakowitz, korzystając z uniwersyteckiej bazy danych w Chicago i strony internetowej Interpolu, wraz z zespołem asystenckim stworzył kopie obiektów. Zabytki umieścił na długim stole o formie zbliżonej do babilońskiej drogi procesyjnej prowadzącej do Bramy Isztar. Tym samym instalacji Rakowitza łączy grabież z 2003 z historią z początku XX wieku, opowiedzianą w wiszące na ścianach zdjęciach umieszczonych w ramkach. Podczas wykopalisk w 1902 niemiecki archeolog Robert Koldewey odkrył Bramę Isztar i przetransportował ją do Berlina, gdzie jest jedną z głównych atrakcji Muzeum Pergamońskiego. Trzecim elementem pracy jest historia Donny’ego George’a Youkhanna, który był dyrektorem muzeum w Bagdadzie w 2003, a jednocześnie członkiem zespołu o nazwie 99% coverującego piosenki brytyjskiego zespołu Deep Purple. Częścią instalacji jest zapętlona piosenka „Smoke On The Water” z 1972. Popularność muzyki zachodniej zestawiona jest ze wspomnieniem całkowitego amerykańskiego embargo na produkty z Iraku. Praca Rakowitza dotyka tematu migracji dóbr w czasach kolonialnych i postkolonialnych, w których tożsamość jest tworzona i niszczona poprzez władzę, prawo i systemy wartości. Poprzez odtworzenie utraconych obiektów z bezwartościowych opakowań i gazet, korzystając z różnych nowoczesnych systemów informatycznych, artysta przeniósł je do dyskursu sztuki współczesnej, gdzie świadczą o kompleksie wymiany między różnymi kulturami w zglobalizowanym świecie.
W Stedelijk Museum zbadano, czy kolekcja placówki „odzwierciedla geopolityczną rzeczywistość świata”. Okazało się, że reprezentacja „sztuki spoza Europy (zwłaszcza Europy Zachodniej) i Ameryki Północnej (tj. Stanów Zjednoczonych) jest marginalna. Jelle Bouwhis, kurator wystawy How Far How Near – The World in the Stedelijk (2014–2015), przeanalizował historię wystaw w muzeum od lat 30. XX wieku, na których prezentowano sztukę niezachodnią. Zauważył wpływ soft power na muzeum, czyli realizację możliwości sztuki współczesnej do „reprezentowania ostatecznego pojęcia wolności i kultywowania form wykluczenia (umotywowanego geograficznie)”. Dlatego np. wystawy artystów z Ameryki Południowej można było zorganizować w placówce, ale bez „kontynuacji, po prostu dlatego, że prezentowane prace trudno było dopasować do paradygmatu sztuki nowoczesnej”. Na przełomie XIX i XX wieku w Stedelijk Museum przyjęto długoterminowe programy, takie jak Project 1975: Contemporary Art and the Postcolonial Unconscious lub Global Collaborations, które miały na celu rozwijanie partnerstwa z instytucjami sztuki w Afryce, na Bliskim Wschodzie i Azji Południowej poprzez wystawy, rezydencje, wymiany i współpracę. Muzeum zaczęło kupować dzieła sztuki wyprodukowane (lub wybrane) na wystawy odbywające się w ramach programów, tworząc kolekcję, która dokładniej odzwierciedlała dążenie muzeum do włączenia sztuki spoza Zachodu.

### Kanada
Dwie krytykowane i kontrowersyjne wystawy, The Spirit Sings (1988) i Into the Heart of Africa (1989), wciąż mocno ciążą na kanadyjskiej świadomości muzealnej. Działalność muzeów w Kanadzie została wpisana w ramy wyrażone w raporcie z 1992 w sprawie muzeów i rdzennej ludności. Jednak raport nie został w pełni przyjęty, nie jest prawnie wiążący i stoi w sprzeczności z ustawą o ochronie i repatriacji grobów rdzennych Amerykanów obowiązującą w Stanach Zjednoczonych. Raport grupy zadaniowej zaleca więc „partnerstwo” z rdzennymi ludami w praktyce muzealnej. Wyzwaniem w Kanadzie jest to, że zarówno kolekcje muzealne prezentują obiekty zabrane rdzennym ludom, jak też budynki muzealne stoją na ziemi skradzionej jej pierwotnym mieszkańcom przez białych kolonizatorów. Odwołując się do zaproponowanego „partnerstwa”, Muzeum Vancouver, które powstało na ziemi zabranej rdzennym Amerykanom, „współpracowało” ze wszystkimi Pierwszymi Narodami (ḵwx̱wú7mesh – Squamish, xʷməθkʷəy̓əm – Musqueam oraz sel̓íl̓witulh – Tsleil-Waututh) przy organizowaniu wystawy. Rdzenna ludność zaangażowana była na wszystkich etapach prac (wybór tematu wystawy, pozyskiwanie grantów, wybór obiektów do ekspozycji, w tym wypożyczenie od rdzennej ludności ważnych dla niej przedmiotów, których muzeum nie miało, lub wykonanie kopii, pisanie tekstów i opisów muzealnych, praca w laboratorium konserwatorskim w celu przygotowania obiektów do ekspozycji, wybór metodologii ekspozycji, kolorów farb, formatu tekstu i druku, przygotowanie grafik wewnątrz sali wystawowej oraz otoczenia np. dźwięku). Wystawę otwarto w 2002. Przedstawiciele rdzennej ludności byli odpowiedzialni za programy szkolne towarzyszące ofercie muzealnej. Każdy z narodów wydelegował kuratora muzeum, który facylitował kolekcję, uczestniczył we wszystkich spotkaniach z kuratorami i stanowił łącznik między rdzennymi narodami a muzeum. Pełne „partnerstwo” utrudniały nieporozumienia między podmiotami debaty: przekazywanie środków finansowych prosto z rządu do rdzennej ludności, co wywołało krytykę dyrekcji muzeum, liczne opóźnienia w otwarciu wystawy, ciążąca na kadrze muzeum uprzejmość wobec starszych przedstawicieli rdzennej ludności przyjmująca m.in. formę zgody na ceremonie i degustacje jedzenia w muzeum, konflikty między trzema narodami oraz sama ceremonia otwarcia wystawy, w której muzeum miało ograniczoną rolę.
Większe placówki muzealne starają się zatrudniać osoby z rdzennych narodów jako kuratorów wystaw, by nie tylko naprawić krzywdy z przeszłości, ale też informować zwiedzających o cennej wiedzy, jaką rdzenni mieszkańcy Kanady wnoszą do publicznej debaty.
W lutym 2021 dyrektor Królewskiego Muzeum Kolumbii Brytyjskiej został zmuszony do rezygnacji ze stanowiska po rezygnacji kierownika działu zbiorów rdzennych mieszkańców i repatriacji (jednocześnie członka ludu Haida), który ujawnił kulturę rasizmu i dyskryminacji w placówce.
W 2022 National Gallery of Canada w ramach dążenia do lepszej reprezentacji rdzennej kultury zobowiązała się do zmiany wystaw i programów z perspektywy dekolonialnej. W lutym muzeum ogłosiło powstanie Departamentu Dekolonizacji, na czele którego stanęła Michelle LaVallee jako dyrektorka i Steven Loft jako wicedyrektor. Loft miał doświadczenie jako dyrektor ds. strategicznych inicjatyw na rzecz sztuki i kultury rdzennej oraz dyrektor programu Creating, Knowing and Sharing: The Arts and Cultures of First Nations, Inuit and Métis Peoples, programu prowadzonego przez Kanadyjską Radę Sztuki. LaVallee przeszła do muzeum z Indigenous Art Centre at Crown-Indigenous Relations and Northern Affairs Canada, najstarszej i jedynej w kraju federalnej kolekcji dziedzictwa poświęconej sztuce rdzennej, której była dyrektorką. Umieszczanie na stanowiskach kierowniczych osób o rdzennym lub mieszanym pochodzeniu przynosi w Kanadzie pozytywne efekty. Wanda Nanibush, kuratorka Art Gallery of Ontario, pomogła muzeum znacznie powiększyć zbiory sztuki rdzennej ludności, a w The J.S. McLean Center for Indigenous and Canadian Art na ścianach dodano tłumaczenia tekstów na język Odżibwejów, jeden z najstarszych języków Ameryki Północnej. Podobne praktyki zaobserwowano w powstałym w 2014 Canadian Museum for Human Rights w Winnipeg. Działania te wpisują się w rekomendacje, które w 2022 podało Canadian Museums Association.
Działania związane z dekolonizacją muzeów podejmowane są oddolnie. W mieście Grand Falls-Windsor w Nowej Fundlandii i Labradorze istniało Muzeum Prowincji im. Mary March nazwane chrześcijańskim imieniem Demasduit, jednej z ostatnich przedstawicielek rdzennego plemienia Beothuków. W maju 2006 grupa uczennic i uczniów drugiej klasy, kierowana przez ucznia Conora O’Driscolla, pomogła zebrać ponad 500 podpisów pod petycją o zmianę nazwy muzeum, by uczcić imię Demasduit. W grudniu 2021 kierownictwo muzeum ogłosiło, że zmieni nazwę placówki.
Czasem dekolonizacja muzeów przyjmuje radykalne formy. W 2021 w Royal British Columbia Museum w Victorii zarządzono demontaż wystaw na trzecim piętrze, o tyle zastanawiający, że wprowadzony z dnia na dzień, bez podania planu, budżetu lub harmonogramu. Akcja wzbudziła sprzeciw nawet przedstawicielstwa ludów rdzennych. W 2019 po raz pierwszy władze miasta zasugerowały „modernizację” muzeum. Kadra muzeum prowadziła konsultacje z przedstawicielstwem rdzennej ludności. Raport końcowy, opublikowany w październiku 2019, nie zawierał jednak zaleceń zniszczenia wystaw. Rekomendowano odpowiednie podpisy pod eksponatami oraz nadanie podmiotowości ludziom przedstawionym na wystawach oraz uwzględnienie ich na równi z białymi osadnikami. Ministra turystyki Melanie Mark broniła usunięcia galerii, mówiąc, że rząd w ten sposób stosuje się do rekomendacji Komisji Prawdy i Pojednania. W raporcie końcowym z 2015 wspominała o muzeach, ale po to, by zalecić „krajowy przegląd polityki muzeów” i zwiększyć funduszy na reprezentację rdzennych mieszkańców w przestrzeniach muzealnych. To nie jedyny problem muzeum w Victorii. W 2020 przez muzeum przetoczyła się dyskusja na temat rasizmu, skutkująca zmianami kadrowymi.

### Niemcy
W 2002 duże muzea z Globalnej Północy, w tym Bayerisches Nationalmuseum w Monachium oraz Staatliche Museen zu Berlin (Stare Muzeum i Nowe Muzeum), uznały swoje kolonialne kolekcje za część „światowego dziedzictwa”. Uznano, że ponieważ przez tak długi czas muzea udostępniały swoje eksponaty międzynarodowej publiczności, ich kolekcje automatycznie stały się „światowym dziedzictwem” i własnością świata, ale tylko muzea mogą je odpowiednio chronić i prezentować. Stało to w sprzeczności z przysługującym jedynie Organizacji Narodów Zjednoczonych do spraw Oświaty, Nauki i Kultury (UNESCO) prawem do ogłaszania światowego dziedzictwa. Kenijski muzealnik George Abungu wskazał, że posunięcie muzeów Globalnej Północy to wyraz największych lęków społeczności muzealnej, imperialnej megalomanii i przejaw podejścia białego zbawcy. „Deklaracja o znaczeniu i wartości muzeów uniwersalnych” została zapomniana.
Po deklaracji Emmanuela Macrona (2017) debata o dekolonizacji muzeów w Niemczech nabrała rozpędu. Rząd niemiecki przeznaczył dwa miliony euro na badania nad pochodzeniem przedmiotów z „kontekstu kolonialnego”, finansując jednak głównie mniejsze projekty. W 2019 grupa antropologów, archeologów, artystów, historyków sztuki, historyków, prawników, filozofów, politologów, pisarzy i innych uczonych podpisała petycję wzywającą władze niemieckie do udostępnienia inwentarzy i archiwów gromadzących przedmioty zrabowane z afrykańskich kolonii. Sygnatariusze listu podkreślali, że każdy projekt artystyczny lub akademicki, każda międzynarodowa delegacja, musi kontaktować się z każdym niemieckim muzeum osobno i prosić o dostęp do informacji. Skutkiem jest niepotrzebne powielanie pracy, brak przejrzystości, odstraszanie od procesu, niepowodzenia. Krytykowali wymówki instytucji, które wskazywały na żmudne przetwarzanie danych i zakończenie projektów digitalizacyjnych. Dodatkowo w latach 2018–2021 grupa adwokacko-konsultingowa Deutscher Museumsbund (Niemieckie Stowarzyszenie Muzeów) opublikowała trzy serie wytycznych dla muzeów przechowujących obiekty pochodzenia kolonialnego.
W marcu 2019 niemiecki rząd ogłosił wytyczne zobowiązujące muzea, by weryfikowały zbiory i tworzyły cyfrowe ogólnodostępne katalogi muzealne. W środowisku muzealników w Niemczech bezwarunkowy zwrot eksponatów do dawnych kolonii nie znajduje poparcia. Stoją na stanowisku, że łatwiej jest wypożyczyć obiekty do kraju pochodzenia. Niemniej w 2019 ministrowie 16 landów niemieckich podpisali deklarację w sprawie zbiorów z okresu kolonialnego. W kwietniu do Australii odesłano 53 obiekty ze zbiorów instytucji kultury m.in. z Berlina, Monachium i Stuttgartu. W tym samym roku Kamienny Krzyż z Cape Cross i Biblia Witbooi zabrana podczas ludobójstwa Ovaherero i Nama w latach 1904–1908, gdy zamordowano około 100 tys. ludzi, zostały odesłane z muzeów w Berlinie i Stuttgarcie do Namibii. Część sceny politycznej jest przeciwna takim działaniom. Partia Alternative für Deutschland (AfD), która w wyborach federalnych w 2021 otrzymała 10,3 proc. głosów, wzięła czynny udział w debacie o restytucji zbiorów muzealnych, domagając się zaprzestania krytycznej rewizji niemieckiej historii kolonialnej w muzeach etnograficznych. Uważa dekolonizację muzeów etnograficznych za ideologię marksistowską. Mimo tego w 2022 niemiecki rząd zgodził się zwrócić około 1100 brązów benińskich (przedmioty z mosiądzu i brązu zrabowane w 1897 podczas karnej ekspedycji wojskowej Brytyjczyków przeciwko Królestwie Beninu, później zakupione przez Niemcy). Jest to wynik działań m.in. urzędującej od 2021 jako ministra kultury i sztuki Claudii Roth, która, obejmując urząd, zobowiązując się do kontynuacji pracy poprzedniczki w zakresie dekolonizacji muzeów.

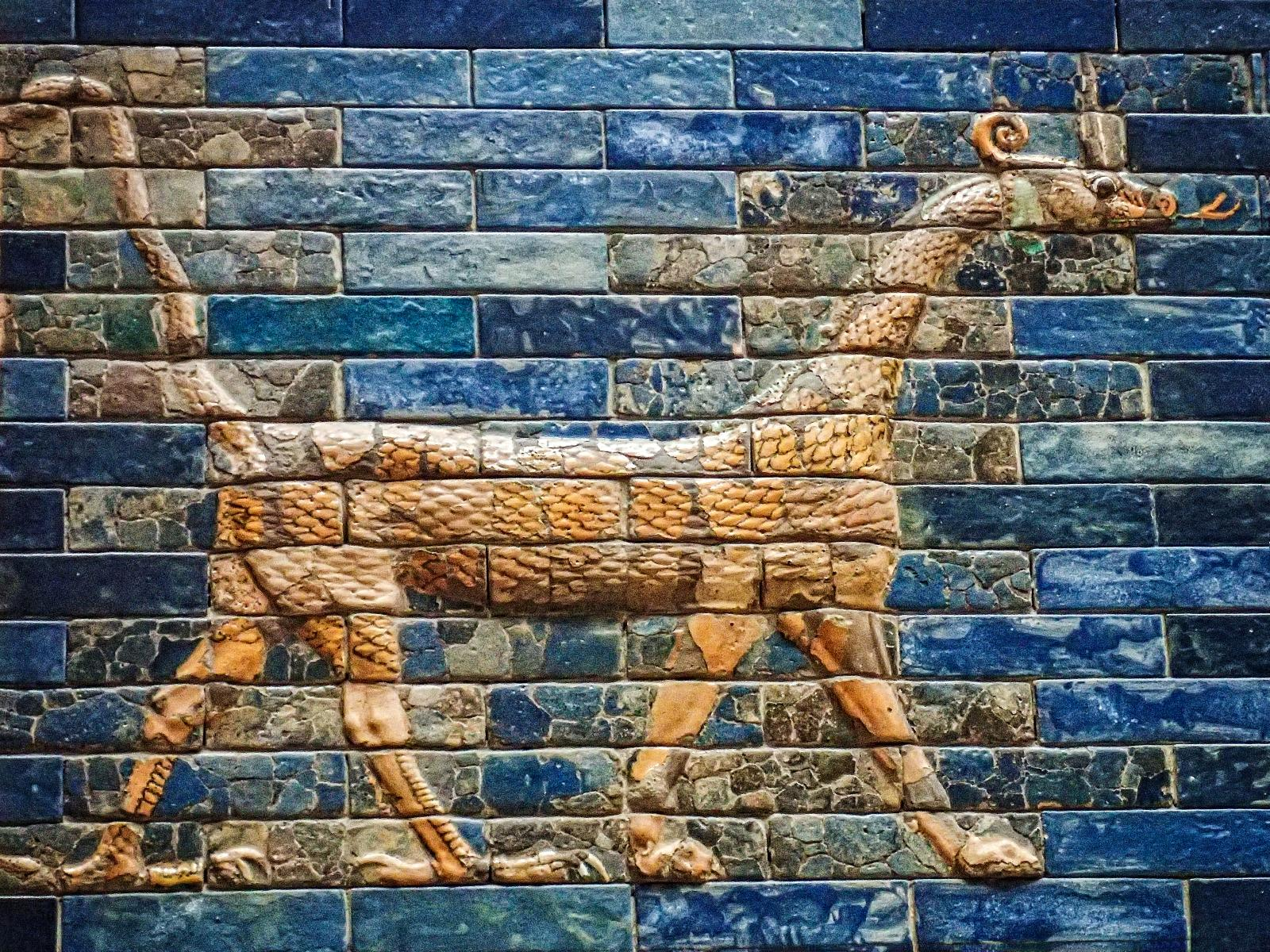
Zwierzę poświęcone Mardukowi, element babilońskiej Bramy Isztar, Muzeum Pergamońskie w Berlinie

Praktyki dekolonizacyjne podejmują artyści, nierzadko w mniejszych muzeach, niepozbawionych jednak od kolonialnej narracji. W 2022 Museum für Völkerkunde w Lipsku częściowo ponownie otworzyło galerię główną po prawie rocznych pracach zmieniających ekspozycję. Była to część projektu Reinventing Grassi, który obejmuje kwestie restytucji, dekolonizacji i naprawy narracji w oparciu o federalne środki finansowe. Centralną praktyką nowego podejścia kuratorskiego jest współpraca z artystami z Afryki i Europy. Kiedy ekspozycje zrabowanych z Beninu przedmiotów zniknęła, zwiedzający zobaczyli pracę nigeryjskiej artystki Emeki Ogboh At the Threshold – instalację, która wyświetla zdjęcia mosiężnych głów z Beninu. W instalacji zatytułowanej Berge Versetzen, będącej efektem współpracy czołowych tanzańskich artystów Rehemy Chachage i Valerie Asiimwe Amani oraz niemieckiego kolektywu PARA, pojawia się opowieść o kradzieży bazaltu ze szczytu Kilimandżaro, której w 1889 dokonał Hans Meyer, bliski współpracownik Weule'a. Projekt wykorzystuje nieużywany od 2016 cokół po usuniętym decyzją dyrektorki muzeum popiersiu geografa i etnografa Karla Weule, który w 1906 poprowadził wyprawę do Tanganiki w celu stłumienia powstania Maji-Maji. Weule. Kolektyw PARA rozbił i sproszkował filar z porfiru, mieszając powstały pył z gliną, aby stworzyć 2000 replik kamienia z Kilimandżaro. Są one dostępne w sprzedaży online za 25 euro za sztukę w ramach finansowanej przez społeczność inicjatywy zakupu oryginału. Niektórzy członkowie grupy wspięli się na Zugspitze, najwyższą górę Niemiec, usunęli najwyższe sześć centymetrów szczytu i umieścili ziemię w tymczasowym magazynie w Grassi. Gest ten wyrażał krytykę roszczeń muzeum do własności zbiorów. Na nowej wystawie znalazła się też 15-minutowa instalacja dźwiękowa Chagage i Amani pt. Avoid/Devoid, która odzwierciedla nieobecność rdzennych społeczności i wymazanie kolonialnego pochodzenia zabytków w przestrzeni muzealnej. Głosy osób pozbawionych imion, nawołujące babcie, matki, siostry i przyjaciółki, zestawione są z rasistowską mikroagresją i tradycyjną tanzańską piosenką dla dzieci, która ostrzega przed lwem, zabijającym rodziny.
W dużych niemieckich placówkach muzealnych wciąż obecne są praktyki kolonialne. Cała kolekcja etnograficzna Humboldt Forum w Berlinie jest w całości pozaeuropejskie.. Mimo ostrej krytyki za zinstytucjonalizowaną kolonialność utrzymywaną w doborze kadry, podstawę PR muzeum stanowią atyrasistowskie hasła takie jak dialog, partnerstwo i dekolonizacja. Inny przykład nieudanych działań dekolonizacyjnych to wystawa Beyond Compare: Art from Africa in the Bode-Museum (2019) w Staatliche Museen zu Berlin. Wychodząc z narracji, że pozaeuropejskie dobra kultury nigdy nie były gorsze od europejskich arcydzieł, a mają taką samą wartość, zaprezentowano pary różnych obiektów z kolekcji z europejskiej i afrykańskiej. Szczególnie krytykowanym przykładem było zestawienie putta z brązu autorstwa Donatella z posągiem bogini Irhevbu lub księżniczki Edelejo z Królestwa Beninu, jednak bez wskazania autorstwa. Kuratorzy tłumaczyli decyzję tym, że posąg do niedawna był uważany za przedmiot gorszego sortu w kolekcji etnograficznej, a teraz został doceniony i pokazany w muzeum sztuki. Twierdzili, że rozwiązali problem dyskryminujących ekspozycji w muzeach etnograficznych. Niemniej ponowna klasyfikacja bogini Irhewbu lub księżniczki Edelejo jako dzieła sztuki nie pozwoliła na przekazanie publiczności muzealnej wiedzy o tym, co posąg znaczy dla swojej społeczności. Wystawy nie konsultował żaden nigeryjski muzealnik. Pominięto pytanie, dlaczego skarb znajduje się w niemieckim muzeum.
W 2018 na Uniwersytecie Technicznym w Berlinie odbyły się dwudniowe warsztaty poświęcone dekolonizacji muzeów. W maju 2021 powstał projekt „MuseumsLab”, część niemieckich działań na rzecz odnowy polityki kulturalnej między Europą a Afryką. Jest to forum edukacji dla młodych kadr europejskich i afrykańskich muzeów, domów wystawienniczych i instytucji kultury. Jest finansowany ze środków Ministerstwa Spraw Zagranicznych RFN i realizowany z Federalnym Ministerstwem ds. Współpracy Gospodarczej i Rozwoju oraz z Pełnomocnikiem rządu federalnego ds. kultury i mediów.

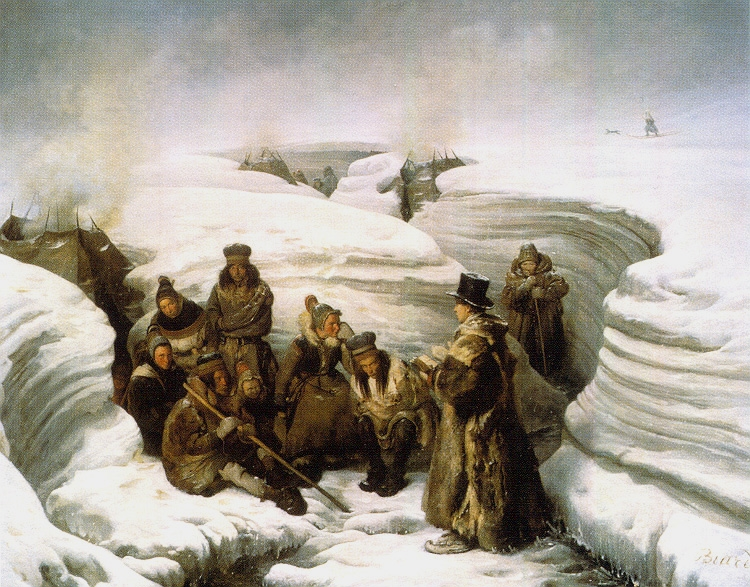
François-Auguste Biard, Pastor Læstadius ewangelizujący Saamów, 1840, Sámi Dáiddamuseax w Tromsø

### Norwegia
W 2019 król Harald V i królowa Sonja podpisali porozumienie w sprawie zwrotu tysięcy zabytków ludowi Rapa Nui na Wyspie Wielkanocnej.

W Norwegii dekolonizacja muzeów dotyczy również przywracania w muzealnej narracji reprezentacji Saamów. W 2017 Muzeum Sztuki Północnonorweskiej w Tromsø (Nordnorsk Kunstmuseum) zmieniło nazwę na Sámi Dáiddamuseax, wykonując pierwszy krok w procesie dekolonizacji, deinstytucjonalizacji i indygenizacji. Muzeum wystawiło kolekcję sztuki lapońskiej i użyło języka lapońskiego w tekstach wystawy oraz w oznakowaniu ekspozycji. Współpracowało ze społecznością Samów, by zbudować zaufanie i wspólną płaszczyznę dla projektu. Jednak w opinii dyrektora placówki Jérémiego Michaela McGowana, muzeum było „fikcyjną manifestacją niezrealizowanego jeszcze muzeum sztuki, które od dawna było pragnieniem sektora, rady nadzorczej i ogólnie społeczności artystycznej Saamów”. Muzeum kontynuuje dekolonizację, badając instytucję jako całość, dokonując przeglądu jej wizji i misji, polityki zatrudniania i personelu.

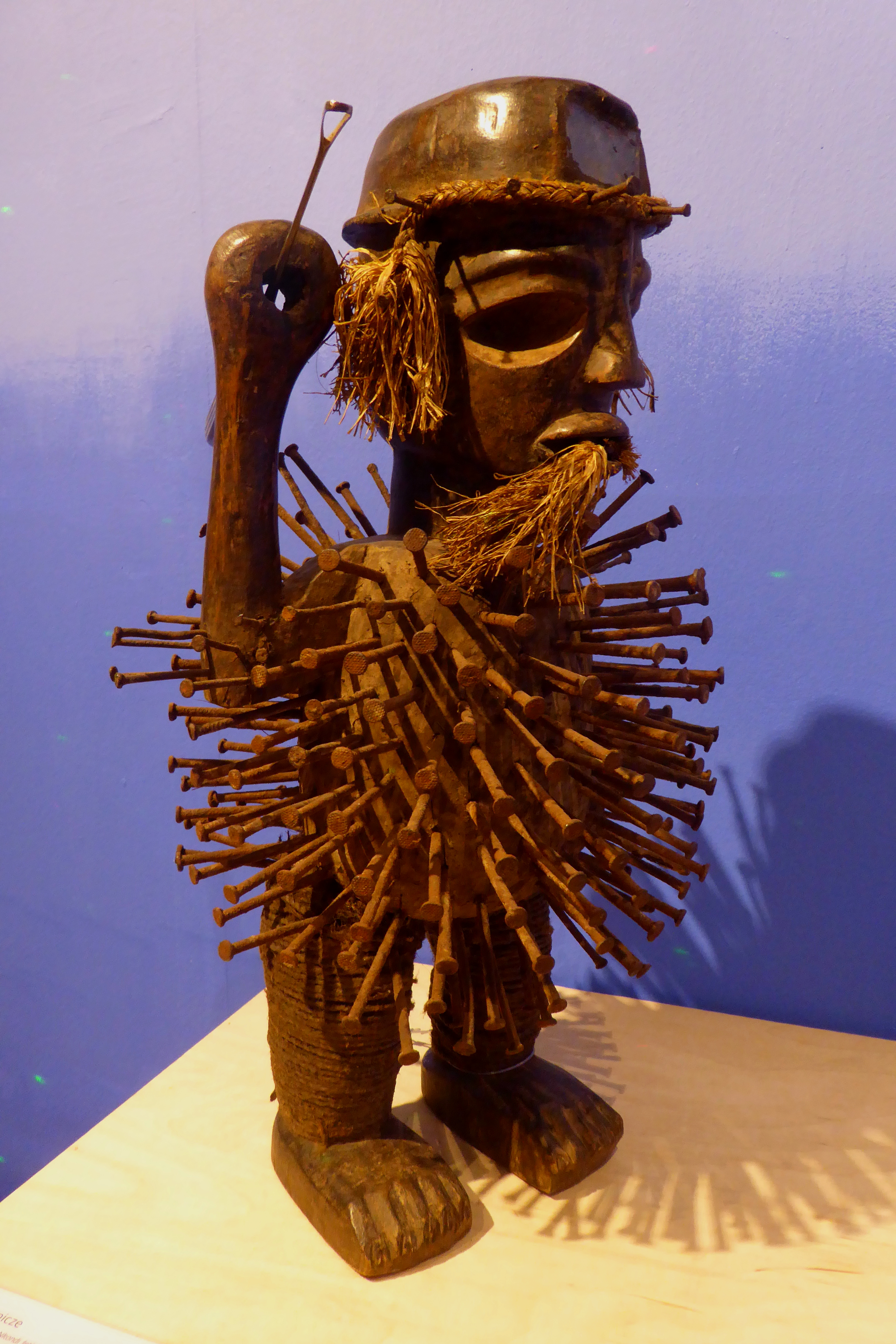
Posąg Nkishiego Nkondiego z Konga na wystawie w Państwowym Muzeum Etnograficznym w Warszawie

### Polska
Podległość Rosji, Prusom i Austro-Węgrom, której doświadczyło państwo polskie, a jednocześnie aspiracje budowy własnej państwowości związane w XIX i na początku XX wieku z językiem etnocentryzmu i etnonacjonalizmu stanowią podwójne i złożone dziedzictwo. Objawia się w kolekcjach muzealnych dostępnych w Polsce, w sposobie ich opisu i prezentacji. Wiara w „kolonialną niewinność” była ważnym aspektem narodowego samookreślenia wielu narodów Europy Środkowo-Wschodniej. Nakłada się na to dziedzictwo komunistyczne i to, co było poddane cenzurze lub nie. Sytuację polską komplikują rabunki wewnętrzne (wojenne depozyty, nacjonalizacja po 1945), zmiany granic po II wojnie światowej i ich skutki (np. restytucja dzieł sztuki z Gdańska lub Pomorza Zachodniego, obrazy przywiezione do Warszawy z Lubiąża). W polskich muzeach są eksponaty pochodzące z Niemiec, a znalezione po 1945 (np. Berlinka – biblioteka i zbiór rękopisów z kolekcji Pruskiej Biblioteki Państwowej, współcześnie w Bibliotece Jagiellońskiej).
Od 1945 Polska ubiegała się o zwrot obiektów zrabowanych w czasie II wojny światowej przez armię niemiecką i radziecką. Ich spis zaczął powstawać już we wrześniu 1939 i trafił do rządu RP na uchodźstwie. Na jego podstawie Karol Estreicher wydał w Londynie w 1944 publikację Cultural Losses of Poland. MKiDN podaje, że w czasie II wojny światowej Polska straciła ok. 516 tys. dzieł sztuki. Dla polskiego kontekstu ważny jest wniosek z raportu Sarr i Savoy, zgodnie z którym restytucja jest akceptowana w przypadku rabunków dokonanych między państwami europejskimi. Jednak unilateralność działania prawa sprawia, że zasada akceptowalności restytucji nie obejmuje obszaru dawnych kolonii. Dlatego też w polskich muzeach brakuje problematyzacji zbiorów np. z Egiptu i Azji Mniejszej oraz dyskusji o restytucjach. Jest to ważne z powodu współczesnych procesów migracyjnych.

Niemniej status polskich zbiorów etnograficznych i archeologicznych pozyskanych z krajów pozaeuropejskich problematyzują artyści. W 2020 fotograf Witek Orski w Filharmonii Szczecińskiej zaprezentował projekt White Balance – próbę krytycznej analizy statusu zbiorów afrykańskich Muzeum Narodowego w Szczecinie. Sfotografował i powiększył wybrane obiekty. Zaprezentował zdjęcia w różnych kolorach, ale z powodu użycia specjalnego światła fotografie jawią się jako czarno-białe. W ten sposób pokazał, że „białość” Polaków i Polek jest względna i zależna od złożonej siatki porównań. Wyprowadzając narrację z koncepcji cięć zaproponowanej przez Ariellę Aïshę Azoulay Orski wnioskuje, że muzealne ekspozycje mają utwierdzać Polaków i Polki w poczuciu przynależenia do cywilizacji białych i rasowej wyższości nad pozaeuropejskimi państwami i kulturami. Ideę też wyraził w postaci makiety prymitywnej „afrykańskiej wioski”.

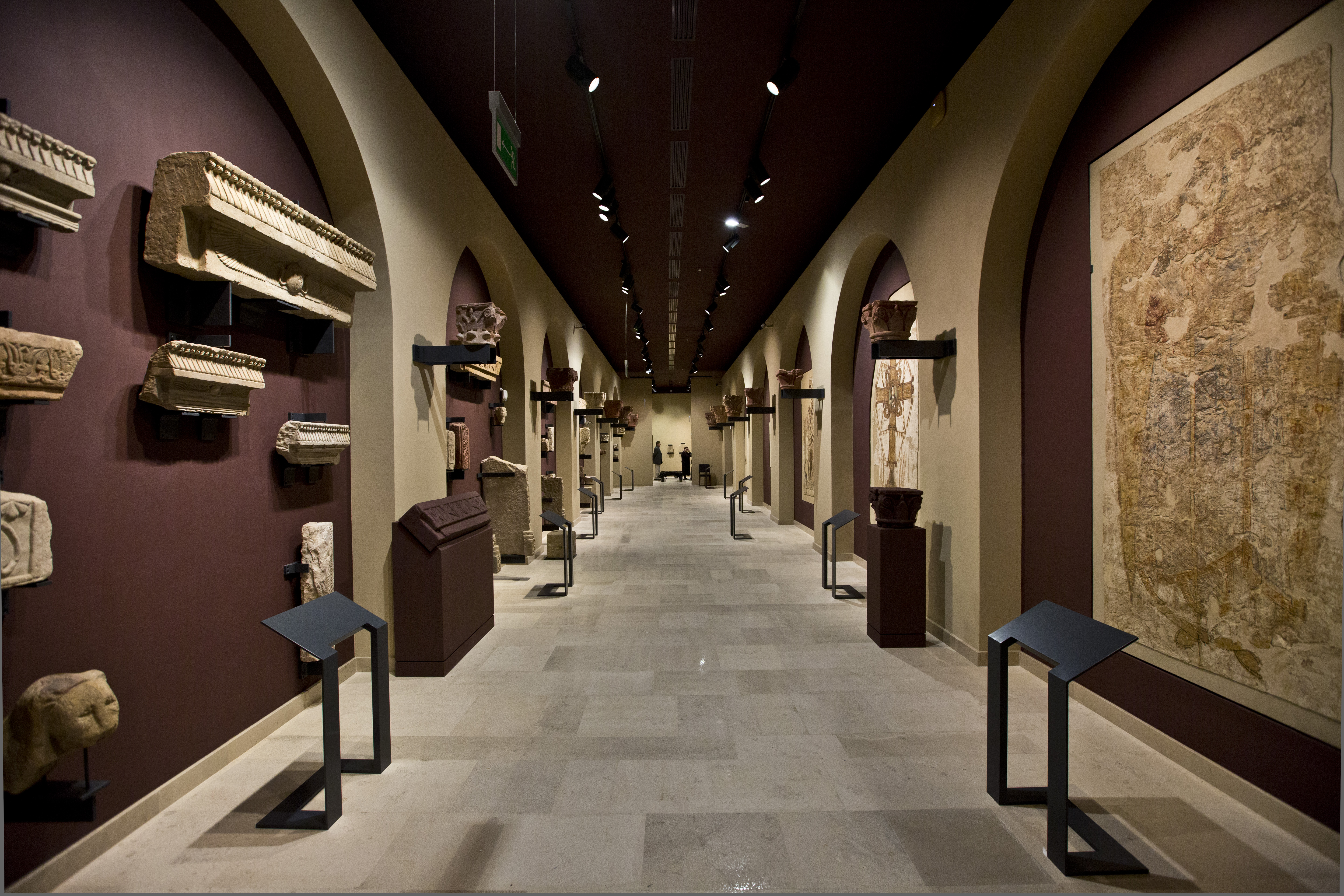
Fragment Galerii Faras w Muzeum Narodowym w Warszawie

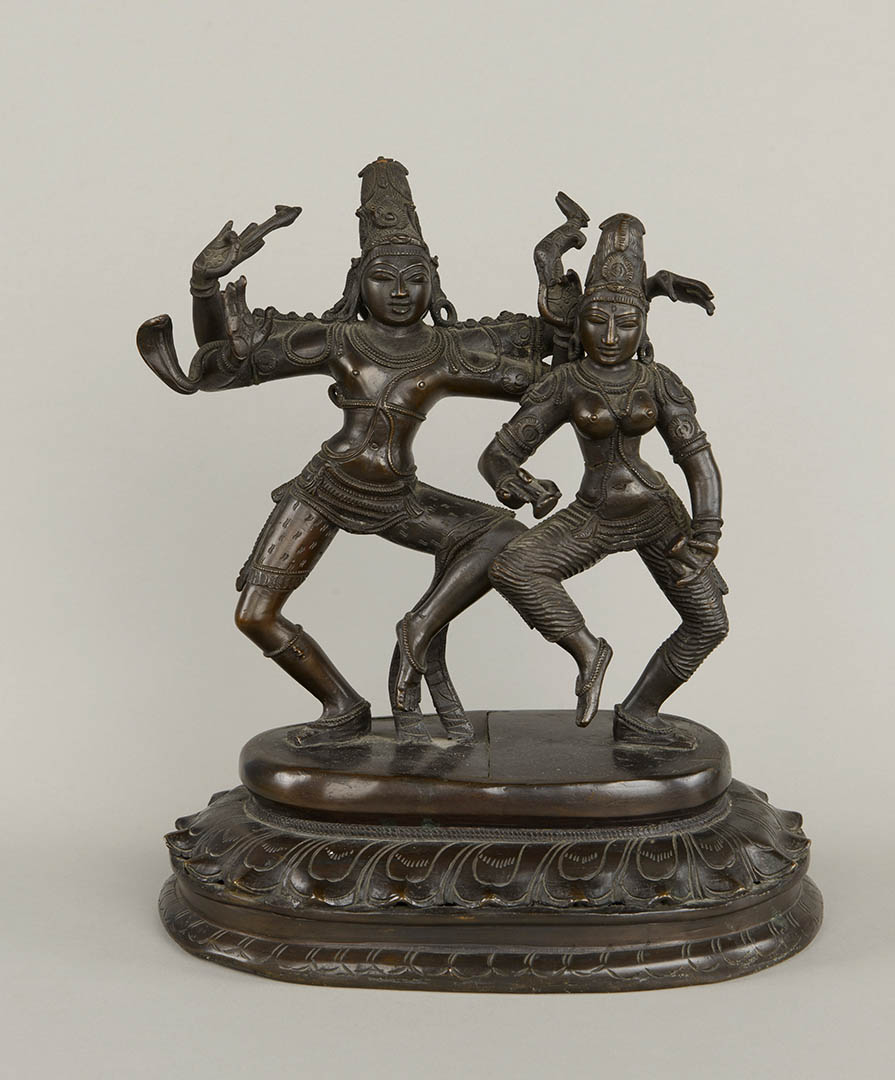
Tańczący Śiwa i Parwati, przed 1955, Muzeum Azji i Pacyfiku w Warszawie

Dorota Michalska przyjrzała się Galerii Sztuki Starożytnej w Muzeum Narodowym w Warszawie, której przebudowę zakończono w styczniu 2020. Znajduje się w niej 1,8 tys. obiektów z Egiptu, Bliskiego Wschodu, Grecji i Rzymu. Jednak muzeum nie problematyzuje zbiorów pokazanych na ekspozycji. Brak odniesień do współczesnych debat na temat restytucji i informacji o problematycznym ze współczesnego punktu widzenia statusie niektórych obiektów. Badaczka stoi na stanowisku, że „efektowna oprawa wizualna zaprojektowana przez Nizio Design w specyficzny sposób służy „zaciemnieniu” tych kwestii”. W Galerii Sztuki Starożytnej umieszczono obiekty odkryte podczas wykopalisk prowadzonych przez polskich archeologów w Edfu (1937–1938), Myrmekjonie (lata 50. XX wieku), Tell Atrib (od lat 50. XX wieku) i Faras (1961–1964). Muzeum podaje: „Liczne obiekty pochodzą z polskich wykopalisk prowadzonych w czasach, gdy prawo pozwalało na pozyskanie części znalezisk odkrytych w toku prac archeologicznych”, czym podkreśla, że eksponaty nabyto zgodnie z prawem. Raport Sarr i Savoy podkreśla, że „ustanowione prawo regulujące handel dziełami sztuki było efektem kolonialnych zależności, które nieskutecznie chroniły dziedzictwo narodowe danego kraju. Status takich przedmiotów jest więc problematyczny. Sarr i Savoy kwestionują w swoim raporcie rzekomo neutralny status obiektów pozyskanych w misjach badawczych. Zaznaczają, że dyskurs naukowy służy jako narzędzie do neutralizacji spornej proweniencji obiektów. (...) Sarr i Savoy twierdzą, że państwa europejskie czerpały ogromne profity – zarówno kulturowe, jak i finansowe – z prowadzonych misji badawczych, które w żadnej mierze nie przekładały się na zyski dla lokalnej ludności”. Galeria Faras, udostępniona w Muzeum Narodowym w Warszawie w latach 60. XX wieku i ponownie otwarta w 2014, prezentuje znaleziska z katedry w Faras w Nubii odkryte przez zespół pod kierownictwem Kazimierza Michałowskiego. Tzw. kampania nubijska (1960–1970) była prowadzona pod egidą UNESCO. Sukces polskich uczonych sprawił, że uważano ich za innowatorów, doceniano na arenie międzynarodowej i taka narracja wybrzmiewa na wystawie. Jednak badania Lynn Meskell (2018) w archiwach UNESCO dowodzą, że w dokumentacji wyprawy wybrzmiewają inne opinie. W Galerii Faras nie znajdziemy narracji o negatywnych i kolonialnych aspektach kampanii nubijskiej.
Magdalena Wróblewska bada pochodzenie eksponatów w Państwowym Muzeum Etnograficznym w Warszawie. Jakub Gawkowski i Natalia Słaboń przyjrzeli się historii Muzeum Sztuki w Łodzi, by przypomnieć i odczytać wątki dotyczące szeroko rozumianej spuścizny kolonializmu. Zauważyli sieć historycznych symbolicznych relacji tworzoną przez opowieść prezentowaną przez dzieła sztuki w łódzkim muzeum prowadzącą do Hawany, społeczności Hosororo z Gujany i Santiago. Zauważyli, że „odzyskiwanie pamięci o relacjach, wydarzeniach i dziełach może służyć osłabianiu geograficznych i kulturowych granic”. Zwrócili uwagę na zimnowojenny kontekst, który utrudniał skupienie się na różnorodnych wizjach przyszłości w dekolonizującym się po II wojnie światowej świecie, oraz zawężenie perspektywy przyszłości, na którą wpłynęło ogłoszenie „końca historii”.
Niektóre polskie muzea prezentują obiekty z odpowiednim opisem, włączając postkolonialne narracje w celu lepszego zrozumienia znaczenia eksponatów dawniej i współcześnie. Wybrane placówki podejmują refleksję dekolonialną. Od listopada 2021 do września 2022 Muzeum Azji i Pacyfiku w Warszawie prezentowało wystawę Muzeum? A po co?. Ekspozycję zaaranżowano w „potencjalnych” protomuzeach z okresu przednowoczesnego muzealnictwa (Gabinet starożytności, Galeria, Gabinet sztuki, Zbrojownia, Gabinet przyrodniczy i Skarbiec). Wystawa miała na celu wzbudzenie dyskusji na temat etyki eksponowania obiektów z Azji i Pacyfiku.

Dr. hab. Adam Kola, prof. UMK podaje, że rok 2000 uważany jest za początek polskiej myśli postkolonialnej. Stoi jednak na stanowisku, że szeroko rozumiany postkolonializm, który wpływał na rolę muzeów w tworzeniu narracji, funkcjonował w Polsce przed 1989. Myślenie w kategoriach postkolonialnych rozpoczęło się od Światowego Kongresu Intelektualistów w Obronie Pokoju we Wrocławiu w 1948. Jednak to kulturowe zjawisko zostało zapomniane.

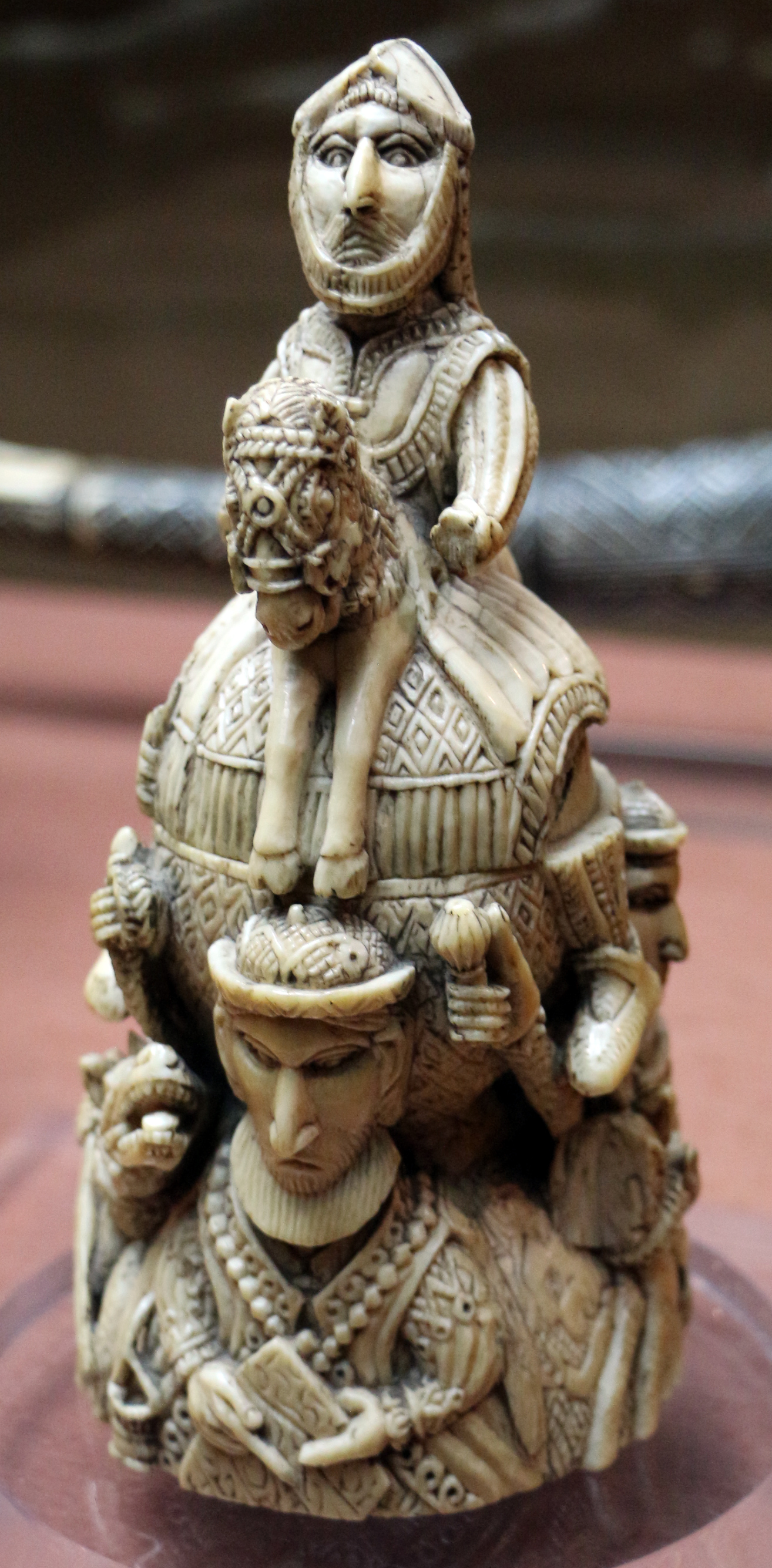
Przedmiot z kości słoniowej z Beninu, XVI wiek, Museu Nacional de Arte Antiga w Lizbonie

W Polsce organizowane są spotkania, debaty i wykłady związane z tematem dekolonizacji placówek muzealnych i instytucji kultury. W roku akademickim 2021/2022 na Wydziale Artes Liberales Uniwersytetu Warszawskiego prowadzono fakultatywne zajęcia na temat dekolonizacji muzeów. Prowadzone są również projekty badawcze poświęcone dekolonizacji narracji muzealnych, organizowane są międzynarodowe konferencje naukowe.

### Portugalia
W Lizbonie organizowane są konferencje i spotkania poświęcone dekolonizacji muzeów i dzieleniu się praktykami z różnych państw. Są potrzebne, ponieważ, jak zauważa badaczka i kuratorka Elsa Peralta, demokratyzacja kraju po rewolucji goździków nie zatarła wizerunku Portugalii jako państwa imperialnego. Państwowa narracja nadal obraca się wokół Portugalii jako imperialnej siły morskiej i idei Portugalczyków „jako pokojowych, nierasistowskich, łagodniejszych kolonialistów oraz ich kultury jako uniwersalnej, hybrydowej, w pewnym sensie kreolskiej, wzbogaconej przez wieki kolonialnych kontaktów”. Stworzone przez reżim dyktatorski Antonio Salazara wystawy imperialne (w 1934 w Porto i 1940 w Lizbonie) przyczyniły się do wzmocnienia tej narracji jako narzędzia propagandy. Przez „żywy, animowany, dydaktyczny wyraz” polityki kolonialnej potwierdzały ideę imperium i zachęcały społeczeństwo do „cywilizowania rdzennej ludności”. Portugalski historyk Diogo Ramada Curto, analizując wystawę Global Lisbon w Museu Nacional de Arte Antiga w Lizbonie, potwierdził, że dominującą wizją polityczną w Portugalii jest podporządkowanie narracji historycznej wizji imperium. Widać to w muzealnictwie. W 2009 Belmonte powstało Muzeum Odkrywców (Museu dos Descobrimentos) skupiające się na kolonizacji Brazylii i jej pierwszym kolonizatorze, Pedro Álvaresie Cabralu, a w 2014 Muzeum Figur Woskowych Odkrywców w Lagos oraz Świat Odkryć w Porto. W 2010 ministra kultury Gabriela Canavilhas zapowiedziała powstanie nowego muzeum, które miano ulokować w klasztorze hieronimitów w Lizbonie z XVI wieku, który miał uczcić wyprawy kolonizatorskie Portugalii za panowania Manuela I. Architektura klasztoru jest pełna symboliki morskiej. Plan ulokowania placówki muzealnej w takim miejscu prowadził do wniosku o zamiarze podkreślenia czasów świetności imperium portugalskiego zamiast jego krytyki. W 2016 władze Lizbony ogłosiły planowane powstanie kolejnego muzeum „odkryć” w ramach planu rewitalizacji przestrzeni miejskiej.
W 2018 burmistrz Lizbony socjalista Fernando Medina zaprezentował listę zadań, które zrealizuje, jeśli zostanie ponownie wybrany. Planował zbudowanie Muzeum Odkrywców, jednak pomysł skrytykowano jako możliwą gloryfikację niewolnictwa i innych historycznych nadużyć. W kwietniu ponad 100 portugalskich i międzynarodowych naukowców i naukowczyń opublikowało list otwarty, w którym skrytykowało proponowaną nazwę placówki jako „przestarzałe, niepoprawne wyrażenie, pełne błędnych znaczeń”. List ukazał się w tygodniku „Expresso” i wywołał medialną dyskusję na temat nazwy placówki i zasadności jej powstania. Władze miejskie nie odniosły się do debaty.

### Rosja

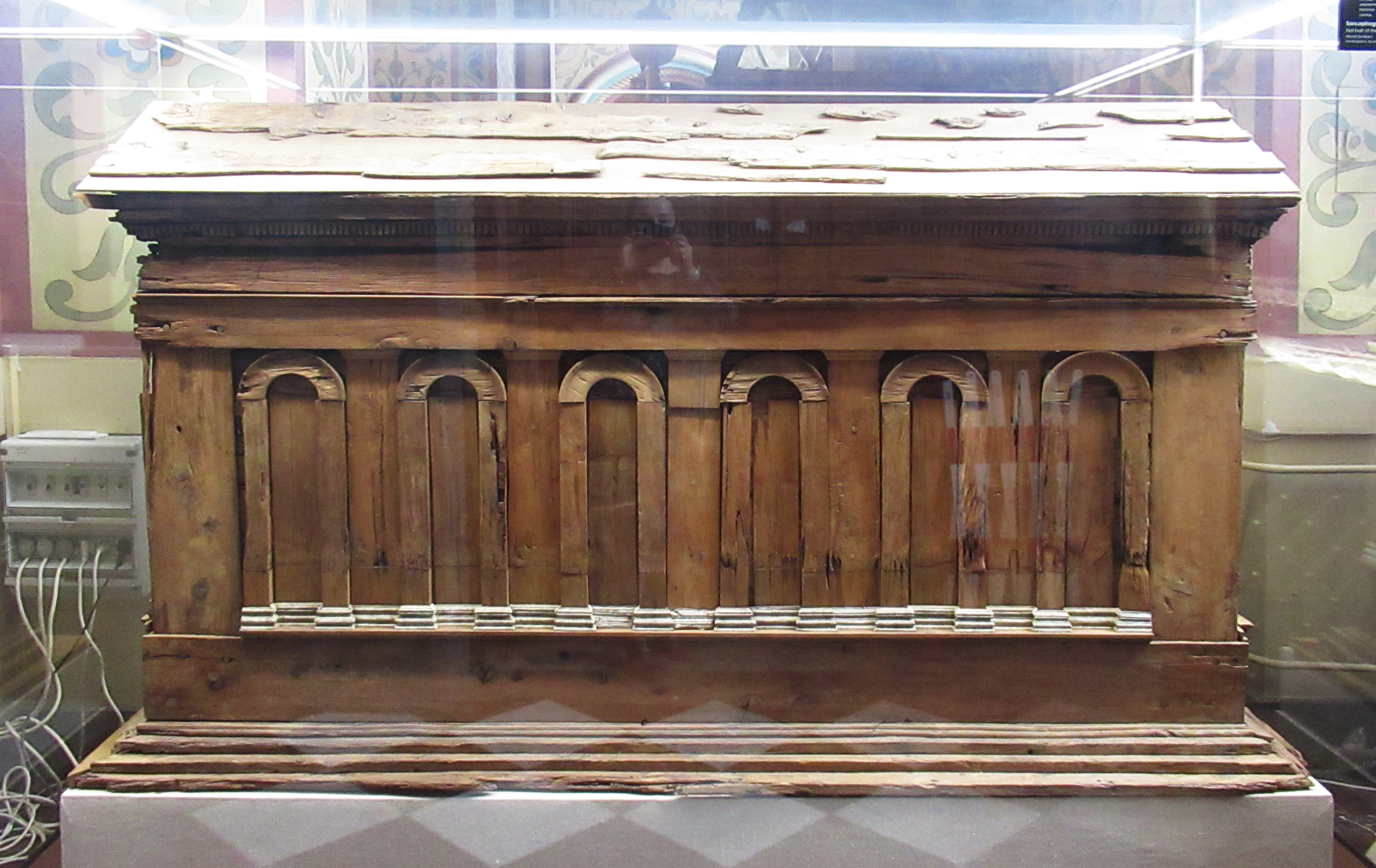
Drewniany sarkofag z Pantikapajonu na Krymie, Państwowe Muzeum Historyczne w Moskwie

W poradzieckiej przestrzeni problem dekolonizacji muzeów nie zyskał jeszcze odpowiedniej uwagi, ze względów politycznych brakuje dyskursu post- i dekolonialnego. Większość kuratorów, którzy akcentują autorefleksję w praktyce muzealnej, robi to w sposób postmodernistyczny, ignorując lub zniekształcając kolonialny aspekt sprawy. Zapożyczone postmodernistyczne gesty stają się zdelokalizowanymi, odręcznymi dekonstrukcjami, a rzeczywista geopolityka wiedzy i percepcji artystów, kuratorów i instytucji jest ignorowana lub tłumiona. Wystawa Dictionary of the Caucasus. The Land and the People, której kuratorką była Olga Sosnina (Tsaritsyno Palace w Moskwie, 2012), choć miała przyjąć konceptualistyczne narzędzia do radzenia sobie z kategoriami etnograficznymi w odświeżający sposób, powtórzyła punkt widzenia rosyjskich kolonialistów Kaukazu w postaci zbioru rosyjskich/sowieckich stereotypów. „Słowa” umieszczone w muzealnym słowniku nie pochodziły z języka rdzennych mieszkańców Kaukazu, którzy pozostali milczącym obiektem badań kuratorki. Zbagatelizowano znaczenie lokalizacji wystawy w pałacu, w którym zdecydowano o rosyjskiej kolonizacji Kaukazu i ludobójstwie Czerkiesów. W muzeach rosyjskich brakuje też narracji o Armenii, a pamięć o ostatnich 70 latach została zmarginalizowana, a w skrajnych przypadkach stabuizowana i zapomniana na siłę.
Zdarzają się jednak sporadyczne próby postawienia muzea w centrum uwagi krytycznej refleksji dekolonialnej. Artystka z Dagestanu Taus Machaczewa problematyzuje muzeum jako imperialną instytucję estetycznej i epistemicznej kontroli, pozwalając wyciszonym przedmiotom mówić. Jej praca The Way of an Object prezentowana była w 2013 przy Muzeum Sztuk Pięknych w Dagestanie. Instytucja, podobnie jak inne sowieckie muzea w republikach sowieckich, powstała jako miejsce przechowywania rodzimych zbiorów etnograficznych, przykładów sztuki rosyjskiej przesyłanej z Moskwy, by „edukowały” miejscową ludność, oraz rodzimej sztuki uważanej za blade naśladownictwo rosyjskiego kanonu. Machaczewa zaprezentowała swoją pracę w przestrzeni ulicznej, łącząc sztukę wizualną z teatrem i proponując teatr marionetek w oprawie wizualnej i dźwiękowej. Przeniosła punkt ciężkości z kolekcji przedmiotów na narrację zbudowaną wokół zestawu obiektów. Wykorzystała awaryjską solniczkę, bransoletkę ślubną ludu Kubaczi oraz obraz Wiktora Wasniecowa z 1897 przedstawiający ptaka Gamajuna, które ożywiała, by dyskutowały o blaskach i cieniach bycia obiektami muzealnymi. Przedmioty spierały się o kwestie autentyczności i stylizacji, o kruche granice między sztukami pięknymi a rzemiosłem dekoracyjnym i użytkowym, o grabież i późniejsze szykanowanie sztuki tubylczej w muzeach, a także nieprzepuszczalność i bezsensowność sztucznie narzuconych dzieł kanonicznych w wyobcowanych kontekstach, możliwościach i pułapkach relacji estetyki i interaktywnych historycznych wystaw muzealnych, a także interakcji między rozrywką a krytycznym uczeniem się i myśleniem we współczesnych muzeach. Bransoletka i solniczka to przedmioty dagestańskie, które pozbawiono ich funkcji społeczno-kulturowych, utylitarnych i kosmologicznych, umieszczając w muzeum sztuk pięknych. Obraz Wasniecowa również wyjęto z pierwotnego kontekstu (stylizacja rosyjskiego folkloru w przedsecesyjnej wersji egzotyki narodowej przeszłości), stając się martwą reprezentacją nieprzeniknionego innego, który miał „edukować” dagestańską ludność zgodnie z zachodnimi/rosyjskimi normami, a tym samym działając w ramach imperialistycznego programu. Prawykonanie w deszczowy i wietrzny październikowy dzień, implikujące fizyczny dyskomfort publiczności, wzmocniły zamierzony przez artystkę efekt.

### Stany Zjednoczone Ameryki

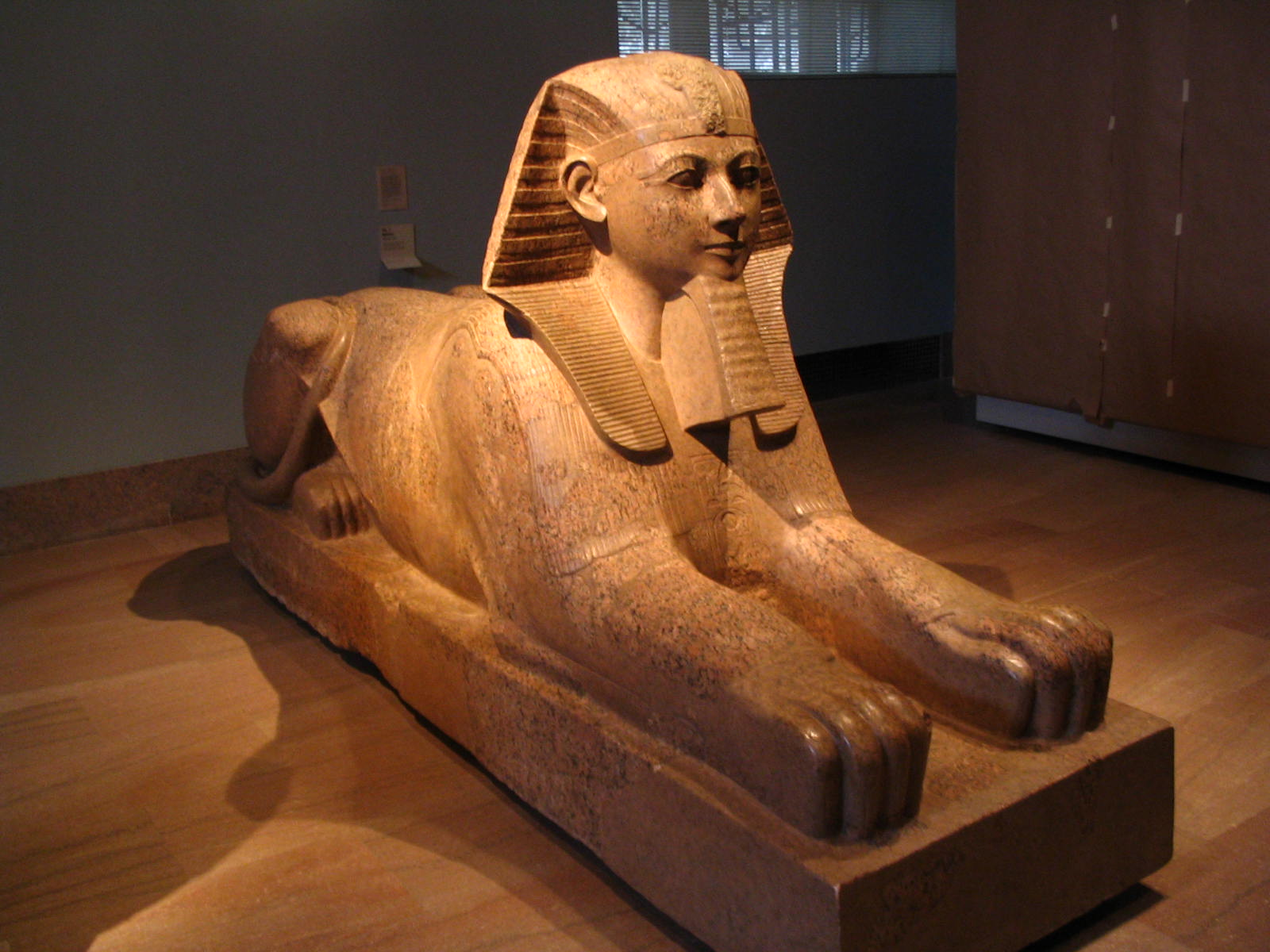
Sfinks w Metropolitan Museum of Art, Nowy Jork

Ta-Nehisi Coates stwierdził: „biała supremacja nie jest wyłącznie dziełem narwanych demagogów ani kwestią fałszywej świadomości, lecz siłą tak fundamentalną dla Ameryki, że trudno wyobrazić sobie ten kraj bez niej”. Melanie Adams, dyrektorka Anacostia Community Museum w Smithsonian, twierdzi, że „podstawy Ameryki zostały zbudowane na kłamstwie”. USA uniemożliwiały ludziom niektórych ras i grup etnicznych imigrację. Taka historia nie jest w pełni odzwierciedlona w muzeach. Różnorodność rasowa, jeśli jest obecna w placówkach muzealnych, często dotyczy miejsc o konotacji rasowej lub etnicznej, jak np. Narodowe Muzeum Historii i Kultury Afroamerykanów w Waszyngtonie.

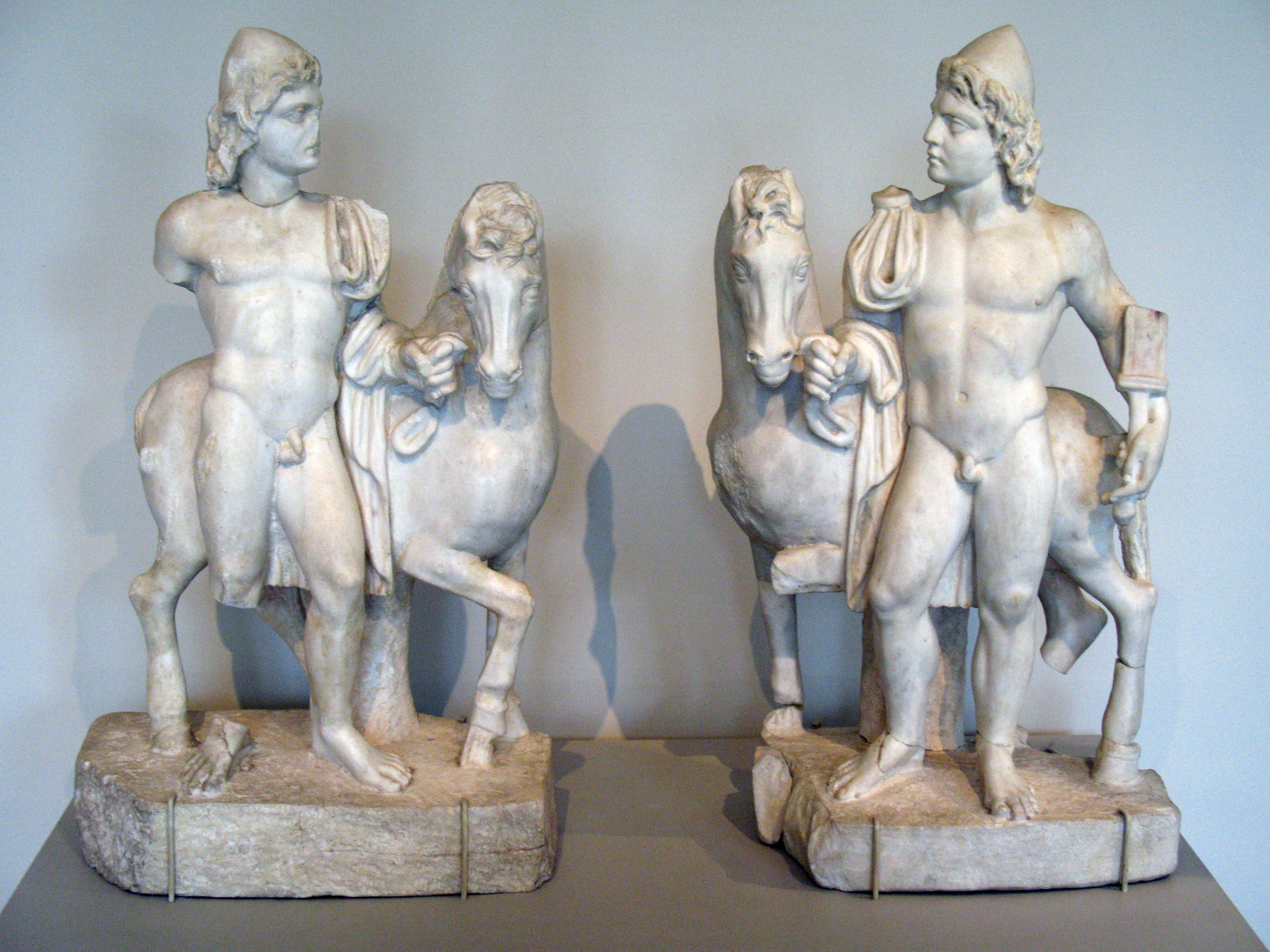
Rzeźby Kastora i Polluksa w Metropolitan Museum of Art

Nicolas Mirzoeff zauważył, że w Metropolitan Museum of Art w Nowym Jorku białe marmurowe rzeźby z Grecji i Rzymu (oryginalnie malowane na jaskrawe kolory) prezentowane są w jasnych wysokich pomieszczeniach obok wejścia, zaś eksponaty z krajów afrykańskich eksponowane są w ciemnych przestrzeniach w odległych salach. Twórczość rdzennych Amerykanów prezentowana jest w jednej niewielkiej galerii oddalonej od „amerykańskiego” skrzydła placówki. Znane są przypadki, że znaczące przedmioty sakralne i ludzkie szczątki zwrócono rdzennym Amerykanom, ale w amerykańskich muzeach nadal znajduje się wiele eksponatów należących do rdzennych społeczności.

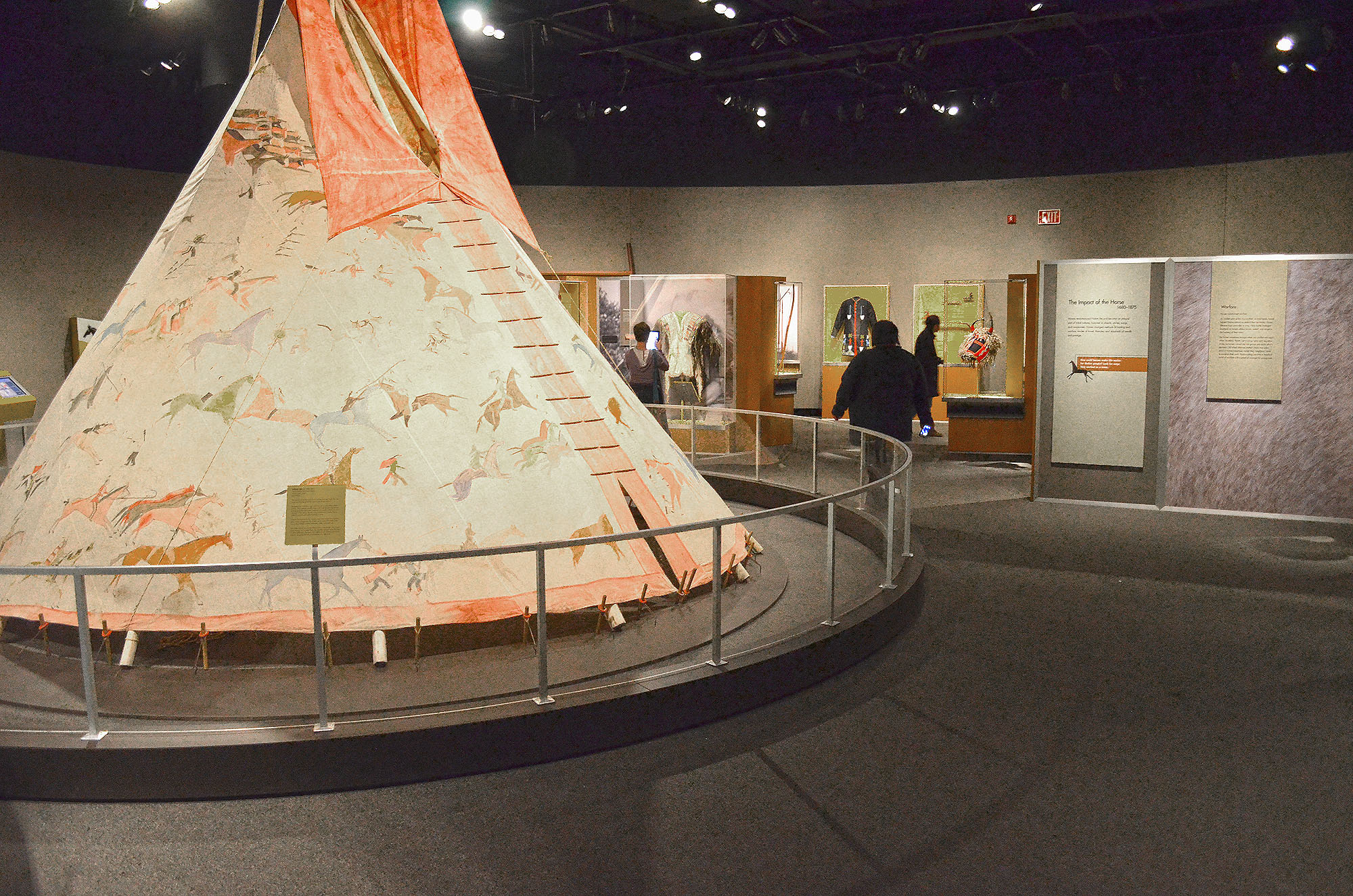
Ekspozycja w Narodowym Muzeum Indian Amerykańskich w Waszyngtonie

Działania na rzecz dekolonizacji muzealnej podjęły Denver Museum of Nature and Science oraz San Diego Museum of Man. W 2019 Muzeum Nauki i Historii w Corpus Christi w Teksasie zwróciło władzom Peru mumię dziecka z ludu Ajmarów liczącą 2 tys. lat. W 2017 Muzeum Człowieka w San Diego poprosiło społeczności tubylcze o pozwolenie na włączenie ludzkich szczątków w swojej kolekcji. W lipcu 2020 Muzeum Archeologii i Antropologii Uniwersytetu Pensylwanii przeprosiło za „nieetyczne posiadanie” ponad 1300 czaszek zebranych przez Samuela George’a Mortona. W lutym 2021 raport Paula Wolffa Mitchella ujawnił, że kolekcja Mortona obejmuje czaszki 14 Afroamerykanów skradzionych w latach 40. XIX wieku z grobów na cmentarzysku przylegającym do miejsca, w którym obecnie stoi muzeum.
W wybranych placówkach muzealnych podejmowana jest praktyka polegająca na zapraszaniu do współtworzenia wystaw przedstawicieli rdzennych społeczności. Muzeum Historii Naturalnej w Chicago zaprosiło rdzennych Amerykanów, artystów Bunky’ego EchoHawka i Chrisa Pappana, by zaprezentowali swoje prace w galeriach dotyczących rdzennych Amerykanów w celu kontekstualizacji i ponownego rozważenia rodzimych zabytków wystawianych tam od lat 50. XX wieku. Placówka ogłosiła, przearanżuje wystawę poświęconą rdzennej ludności i będzie współpracować z „komitetem doradczym złożonym z naukowców i muzealników z całego kraju oraz z przedstawicielami różnych narodów rdzennych Amerykanów”, by ponownie otworzyć muzeum w 2021. W 2016 Philadelphia Museum of Art wykorzystało tekst w języku hiszpańskim na wystawie poświęconej meksykańskim muralistom, by lepiej nawiązać kontakt z hiszpańskojęzycznymi gośćmi.
W latach 2012–2017 Muzeum Guggenheima w Nowym Jorku prowadziło działania w celu realizacji globalnej inicjatywy artystycznej Guggenheim UBS MAP, która wspierała międzykulturowe interakcje i wymianę między artystami, kuratorami i publicznością poprzez wystawy objazdowe, programy edukacyjne, działania online i budowanie kolekcji. Projekt koncentrował się Azji Południowej i Południowo-Wschodniej, Ameryce Łacińskiej oraz Bliskim Wschodzie i Afryce Północnej (z tych regionów wyznaczono trzech kuratorów), jednak pominął kraje subsaharyjskie. Wybór tłumaczono następująco: „Bliski Wschód i Afryka Północna mają wspólne pochodzenie, co sprawia, że ich analiza w ramach projektu jest bardziej logiczna niż w przypadku większego kontynentu afrykańskiego, zwłaszcza jeśli chodzi o rozwój artystyczny”. Argument ten pośrednio wzmacniał pogląd, że kultura arabska osiągnęła wyższy poziom rozwoju niż kultury czarnych ludów afrykańskich, i utrwalał podział kontynentu afrykańskiego na Północ i Południe. Projekt był krytykowany na uzasadnienie ekonomiczne, bowiem strategiczny partner, UBS, wyraźnie podkreślony w nazwie projektu, jako bardziej atrakcyjne wskazał kraje na Bliskim Wschodzie niż w Afryce Subsaharyjskiej. Partnerstwo z bankiem ukształtowało politykę muzeum w zakresie kolekcjonowania, wystawiania i edukacji, wpisując je w kapitalizm i wątpliwe praktyki finansowe (w 2008 bank był zamieszany w skandale finansowe).

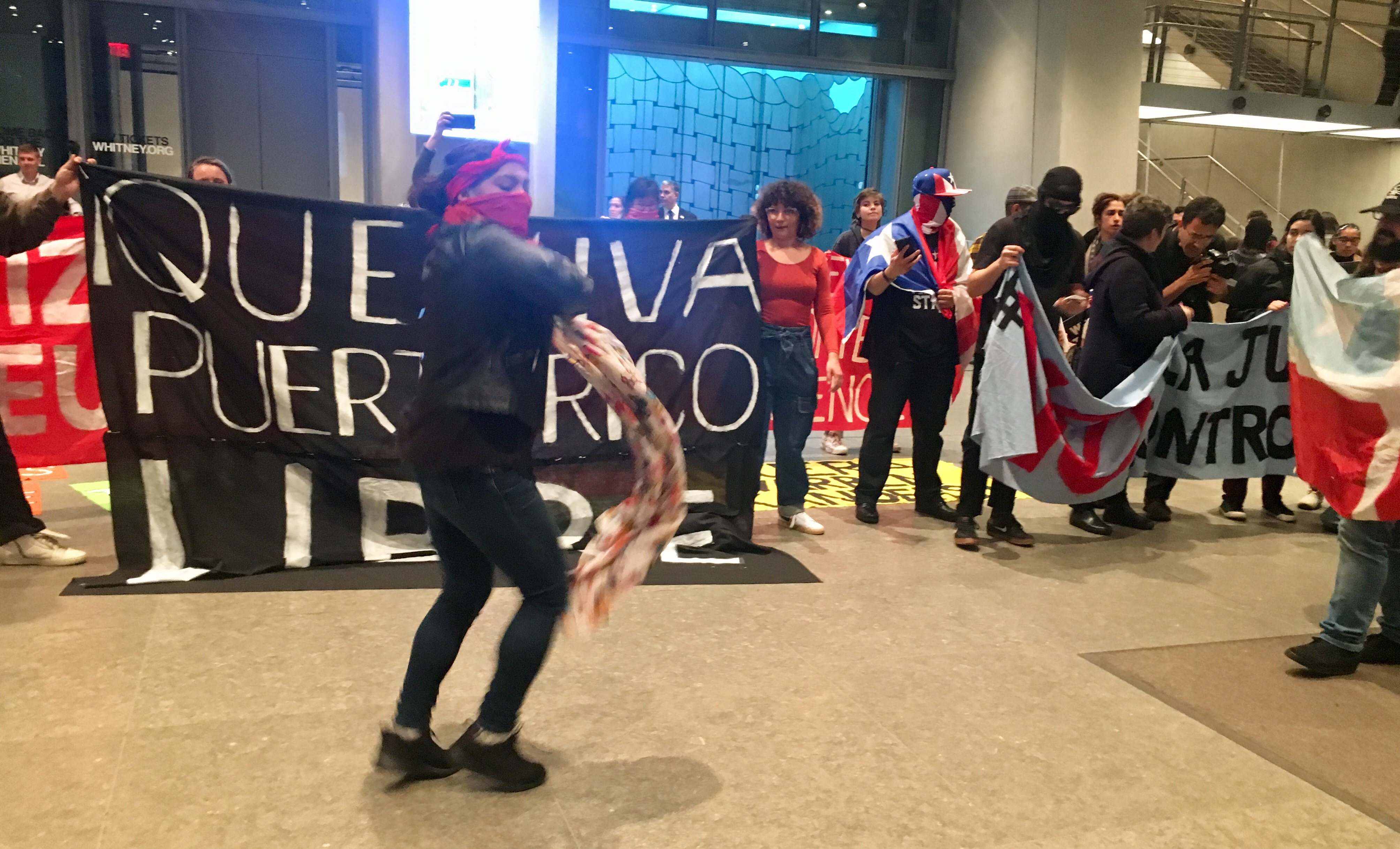
Manifestacja ruchu Decolonize This Place w Whitney Museum, 2019

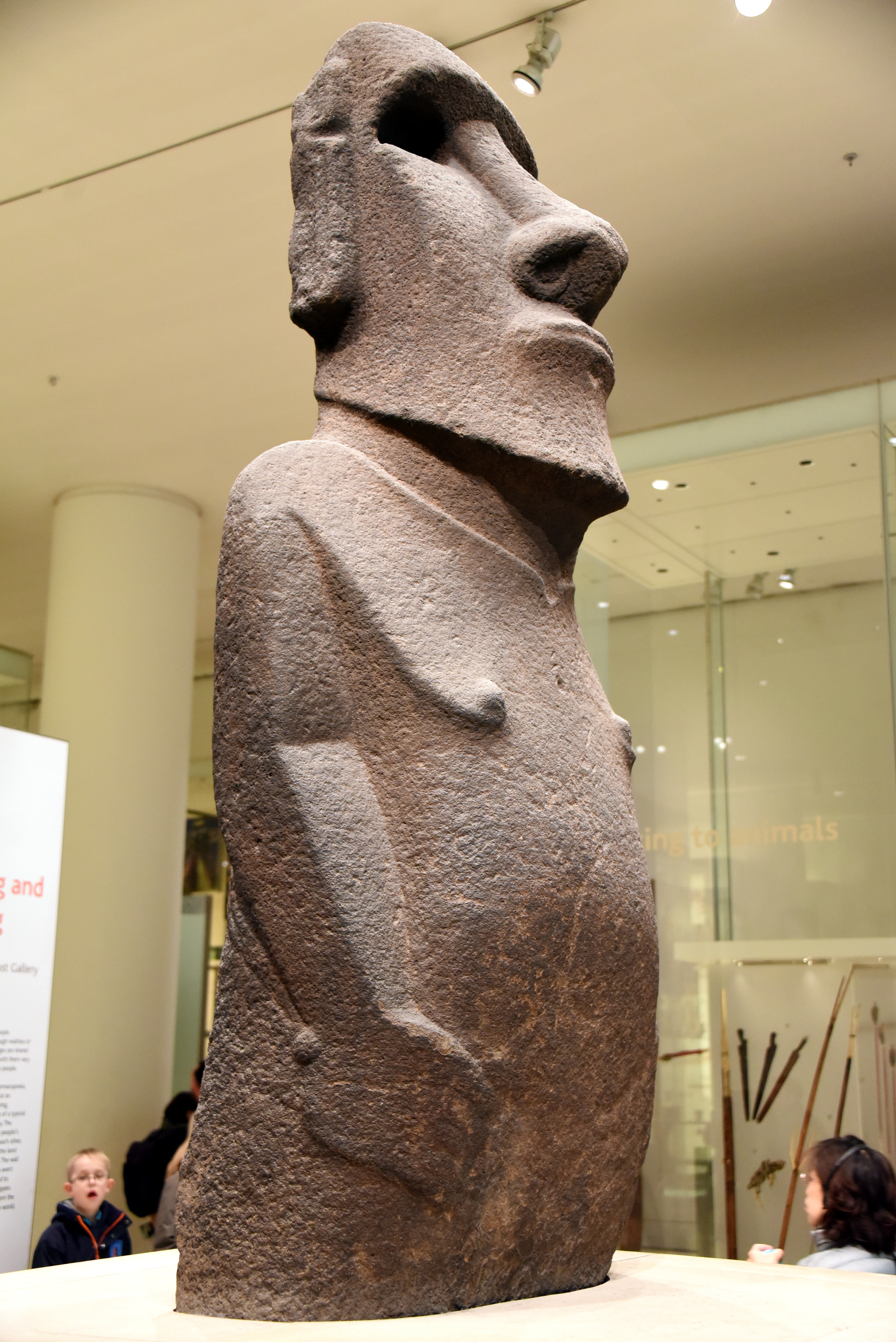
Moai Hoa Hakananai’a w Muzeum Brytyjskim

W USA silny jest ruch Decolonize This Place grupujący ludzi zaangażowanych w działania przeciw kolonializmowi, białej supremacji, patriarchatowi, terrorowi policyjnemu, masowym uwięzieniom, wysiedleniom ludności, deportacjom, niepewnej sytuacji ekonomicznej i katastrofie klimatycznej. Od 2016 działacze i działaczki ruchu organizują manifestacje w Amerykańskim Muzeum Historii Naturalnej w Nowym Jorku. Na demonstracji 10 października 2016 wzywano do zmiany nazwy Columbus Day na Dzień Rdzennych Ludów, usunięcia pomnika Theodore’a Roosevelta przy wejściu do muzeum oraz zmiany kilku ekspozycji muzealnych w porozumieniu z kuratorami będącymi przedstawicielami społeczności przedstawionych na wystawach. W 2018 powtórzono żądania, dodając propozycję utworzenia Komisji Dekolonizacyjnej do oceny wpływu stereotypów obecnych w dziełach artystycznych. Wydarzenia z okazji Columbus Day organizowano też w Brooklyn Museum. Poza tym, kiedy w 2018 dyrekcja Brooklyn Museum muzeum wyznaczyła białą kobietę, Kristen Windmuller-Lunę, na główną kustoszkę afrykańskiej kolekcji placówki. To wywołało sprzeciw środowisk związanych z ruchem Decolonize This Place. W otwartym liście wezwano muzeum do udziału w tworzeniu Komisji Dekolonizacyjnej, która powstała wcześniej m.in. w Amerykańskie Muzeum Historii Naturalnej. Zaproponowano następujące kierunki działań komisji:
- uznanie, że budynki muzeum stoją na grantach zagarniętych rdzennej ludności i wyrażenie tego stwierdzenia w praktykach kuratorskich, programach, wystawach i codziennych działaniach placówki
- zróżnicowanie personelu kuratorskiego i kierownictwa wykonawczego w odpowiedzi na patriarchat, białą supremację i problem ubóstwa
- inwentaryzacja dekolonialna obiektów z epoki kolonialnej pochodzących od ludności afrykańskiej i rdzennej, by uregulować roszczenia reparacyjne i repatriacyjne
- poprawa warunków pracy i wynagrodzenia personelu w działach ochrony, gastronomii i sprzątania, którego większość stanowi ludność kolorowa
- zastąpienie prezesa zarządu Davida Berlinera i innych osób związanych z rynkiem nieruchomości osobami z grona artystów i działaczy społecznych
- inicjatywa degentryfikacyjna w celu zbadania i złagodzenia roli muzeum w podnoszeniu wartości gruntów i czynszów dzierżawnych w gminie
- zobowiązanie instytucji do zajęcia się kwestiami poruszonymi przez ruch Bojkotu, Zbycia i Sankcji (ang. Boycott, Divestment, and Sanctions) w uznaniu roli mieszkańców Brooklynu w ruchu osadniczym w Palestynie[131].

List podpisało 12 sygnatariuszy. Kolejny sygnowało 19 podmiotów. W odpowiedzi dyrektorka muzeum Anne Pasternak skupiła się kwalifikacjach Windmuller-Luny, których sygnatariusze listu nie kwestionowali.

### Wielka Brytania
Wystawy światowej sztuki w muzeum w South Kensington służyły jako rekwizyt dla ideologii wolnego handlu i imperium. Od 1893 w Londynie działał Imperial Institute. Dostarczał informacji o handlu w obrębie późniejszej Wspólnoty Narodów. W założeniu galerie wystawowe służyły promocji handlu i badań. W latach 50. XX wieku część budynków rozebrano w celu rozbudowy Imperial College. W 1958 instytut został przemianowany na Commonwealth Institute, a w 1962 przeniósł się do Holland Park. Między 1945 a 1970 muzeum, jakim stał się instytut, odzwierciedlało szersze zmiany polityczne i wpływało na procesy dekolonizacji. Muzea tworzone jako oddziały instytutu w byłych koloniach brytyjskich pomogły wielu interesariuszom zarówno w metropolii, jak i (byłej) kolonii wypróbować i wdrożyć formy dekolonizacji, neokolonializmu, niepodległości i antykolonialnego oporu. Praktyki wystawiania i nabywania eksponatów umożliwiały nowo powstającym państwom zachowanie poczucia kontroli nad procesem dekolonizacji, zmusiły też instytucje w Wielkiej Brytanii do poważnego traktowania wpływu oddziałów instytutu. Nowe państwa miały wpływ na to, jak były reprezentowane w lokalnych muzeach, choć wystawy miały charakter ambiwalentny – uwzględniały optykę dawnej metropolii, jak i dawnej kolonii.
Społeczeństwo brytyjskie zaprzecza swojej historii, skupiając się na narracji o potędze kolonialnej kochanej przez rdzenną ludność i przynoszącej wyłącznie korzyści. Rządy i media wprowadziły tę narrację do szkolnych programów nauczania i kultury popularnej. Frantz Fanon stwierdził w Black Skin, White Masks, że to kreskówki i inne wytwory kultury popularnej nauczyły białych ludzi rasizmu.

Od lat 90. XX wieku częścią praktyki kuratorskiej w brytyjskich muzeach stało się zwracanie ludzkich szczątków rdzennym społecznościom, z których zostały zrabowane. Niemniej dopiero w marcu 2019 Muzeum Historii Naturalnej w Londynie zwróciło ludzkie szczątki 37 rdzennych mieszkańców społeczności Narungga w Australii Południowej. Kiedy we wrześniu 2020 Pitt Rivers Museum w Oksfordzie zostało otwarte po pierwszym lockdownie z powodu pandemii COVID-19, z ekspozycji usunięto wszystkie ludzkie szczątki, a wystawa Treatment of Dead Enemies została zdemontowana, ponieważ promowała rasistowski mit, że „głowy” reprezentują typ „dzikiej” kultury, jednocześnie sugerując, że celem muzeum „kultury światowej” jest eksponowanie tego, co zostało zabrane przeciwnikom Imperium Brytyjskiego.

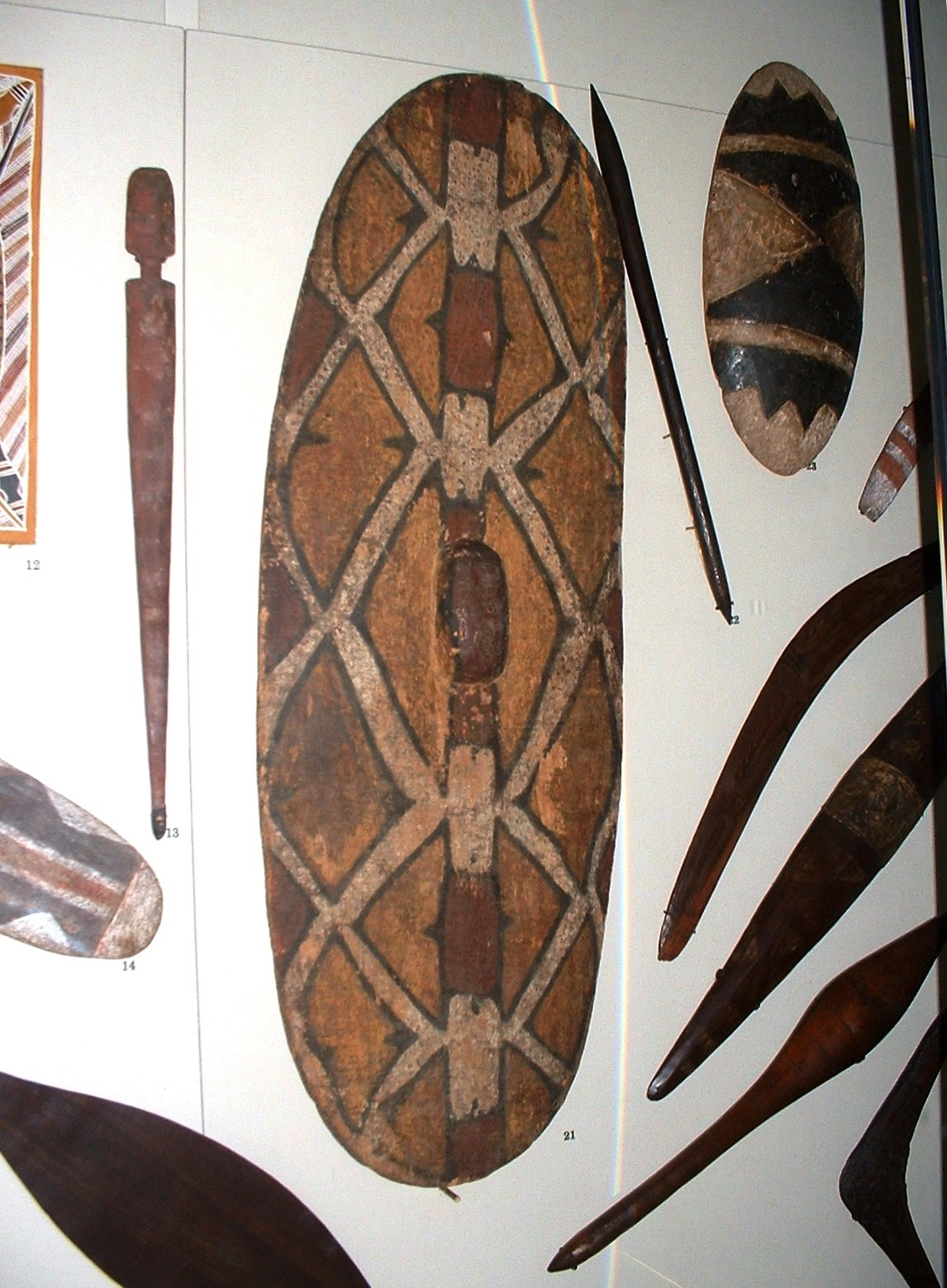
Aborygeńska tarcza na wystawie w Royal Albert Memorial Museum & Art Gallery w Exeter

W 2003 przed Muzeum Historii Naturalnej w Londynie Aborygen Major Sumner ubrany w tradycyjną szatę plemienia Ngarrindjeri symbolicznie protestował przeciwko narracji muzealnej. Domagał się zwrotu szczątków rdzennej ludności Australii pokazanych na jednej z wystaw. W 2011 instytucja zwróciła kości i inne przedmioty zrabowane w XIX wieku z archipelagu Cieśniny Torresa. Odebrał je Aborygen Ned David. Ceremonia odbyła się w ciszy, co dla Davida było symboliczne. W listopadzie 2019 muzeum w Manchesterze zwróciło 43 ceremonialne przedmioty rdzennych mieszkańców Australii.
W 2013 wyrok sądu zmusił rząd Wielkiej Brytanii do przeproszenia ludności Mau w Kenii za krwawe represje i tortury w latach 50. XX wieku. W 2018 powstało Muzeum Kolonializmu Brytyjskiego jako brytyjsko-kenijski projekt, którego celem jest nieeuropocentryczny opis kolonializmu. Skoncentrowano się na powstaniu Mau Mau, gromadząc historie mówione, tworząc filmy, prowadząc archeologiczne badania terenowe i tworząc multimedialne wystawy dotyczące kolonialnej przeszłości Wielkiej Brytanii.
Restytucje dotyczą też wysp Pacyfiku. Od 1868 monolityczne przedstawienia ludzi znane jako Moai były usuwane z Wyspy Wielkanocnej i wystawiane w zachodnich muzeach (np. Narodowe Muzeum Historii Naturalnej, Muzeum Brytyjskie, Luwr oraz Królewskie Muzea Sztuki i Historii), jak również placówki w USA i Nowej Zelandii. Mieszkańcy Wyspy Wielkanocnej wielokrotnie wysuwali żądania zwrotu Moai. Lud Rapa Nui postrzega monolity jako symbol przodków, rodziny lub duszę. Posągi mają dla nich głęboką wartość kulturową. Szczególne zabiegi o restytucję czynione są w stosunku do Hoa Hakananai’a przechowywanego w Muzeum Brytyjskim. W 2018 delegacja z chilijskiej wyspy po raz pierwszy od nabycia posągu przez muzeum w 1869 rozmawiała z dyrekcją placówki w sprawie jego restytucji. Wsparcie delegacji Rapa Nui zapewnił chilijski rząd. Ze strony muzeum padły deklaracje o wypożyczeniu monolitu, nie zwrotu, oraz zapowiedź długich negocjacji. Żądania zwrotu moai postawiono też innym placówkom, które je przechowują.

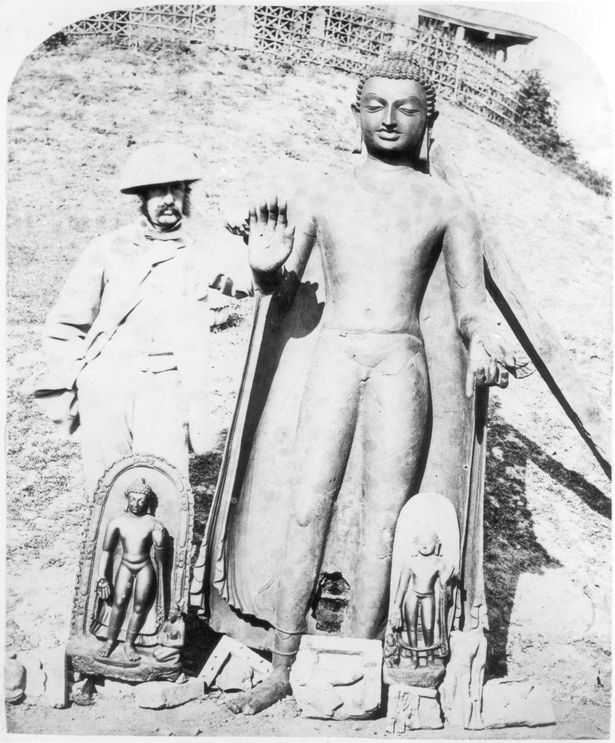
Rzeźba Buddy znaleziona w Sultanganj w Biharze w 1861, dziś w zbiorach Birmingham Museum and Art Gallery

W 2018 w Birmingham Museum and Art Gallery otwarto wystawę #ThePastIsNow, która powstała jako efekt pracy zewnętrznych kuratorek, kolorowych kobiet o różnorodnym dziedzictwie. Projekt polegał na reinterpretacji kolekcji muzeum dotyczącej XIX wieku w celu konfrontacji z historią w nowy i pełen wyzwań sposób, by zachęcić do ponownej oceny historii oraz refleksji na temat wpływu procesów kolonialnych na współczesność. Jak opisała jedna z kuratorek, Sumaya Kassim, praca nad wystawą była ogromnym wyzwaniem: brakowało opisów, skąd pochodzą obiekty muzealne, jakie były okoliczności ich pozyskania, teoretyczna świadomość kadry pracowniczej muzeum na temat dekolonizacji połączoną z brakiem gotowości na zmiany, teoretyczna swoboda twórcza zewnętrznych kuratorek, a jednocześnie napięte spotkania i żmudny proces zmiany narracji muzealnej, walka o władzę nad informacją, praca emocjonalna, brak odpowiedniego wynagrodzenia za pracę, presja czasu, podejmowanie kluczowych decyzji bez udziału kuratorek, praca po godzinach. Kuratorzy wystawy, pracownicy muzeum, czując, że ich reputacja będzie zagrożona z powodu narracji zaproponowanej przez zewnętrzne kuratorki, blokowali ich działania. Ostatecznie muzeum zaakceptowało zmiany w narracji wystawy, a galerii prezentowała przedmioty odpowiednio skontekstualizowane jako pamiątki traumatycznych historii opowiadanych z perspektywy skolonizowanych. Przykład ten pokazuje, jak wielkie są wyzwania dekolonizacji muzeów.
W 2018 prawie 2000 osób uczestniczyło w projekcie historyczki sztuki Alice Procter pt. Uncomfortable Art Tours, by, przyglądając się kolekcjom muzealnym, rozmawiać o władzy i tożsamości narodowej w przestrzeniach muzealnych. W lutym 2019 co najmniej 300 osób zajęło Muzeum Brytyjskie, by zaprotestować przeciwko wieloletniej współpracy placówki z BP, by podkreślić, że firma lobbowała rząd Wielkiej Brytanii, by pomógł jej uzyskać dostęp do irackich rezerw ropy naftowej. Ludzie wystąpili z transparentami z napisami „Kryzysowy kolonializm” i „Skradzione przedmioty”. Muzeum, które zezwoliło na pokojową demonstrację, oświadczyło, że długoterminowe wsparcie zapewniane przez BP pozwala mu z wyprzedzeniem planować program i przybliżać ludziom światowe kultury za pomocą wystaw i programów im towarzyszących.
W 2018 kustosz galerii afrykańskiej w Muzeum Brytyjskim stwierdził, że choć popiera rozwiązania zaproponowane przez Sarr i Savoy, to jego placówka jest ze świata i dla świata. Tłumaczył obecność eksponatów z krajów afrykańskich w londyńskim muzeum tym, że mieszkający w mieście przedstawiciele różnych państw afrykańskim mogli zobaczyć swoje dziedzictwo na terenie Wielkiej Brytanii. Muzeum Brytyjskie zgadza się na pojedyncze zwroty. W 2019 buddyjskie głowy i tabliczki z pismem klinowym z Mezopotamii oddano placówkom w Kabulu i Bagdadzie. Do Etiopii odesłano szczątki zrabowane przez brytyjskich żołnierzy. Jednocześnie placówka nie wydaje deklaracji o bezwarunkowych zwrotach, tym bardziej, że o zwrot obiektów z placówki od XIX wieku dopominają się też Włochy i Grecja.

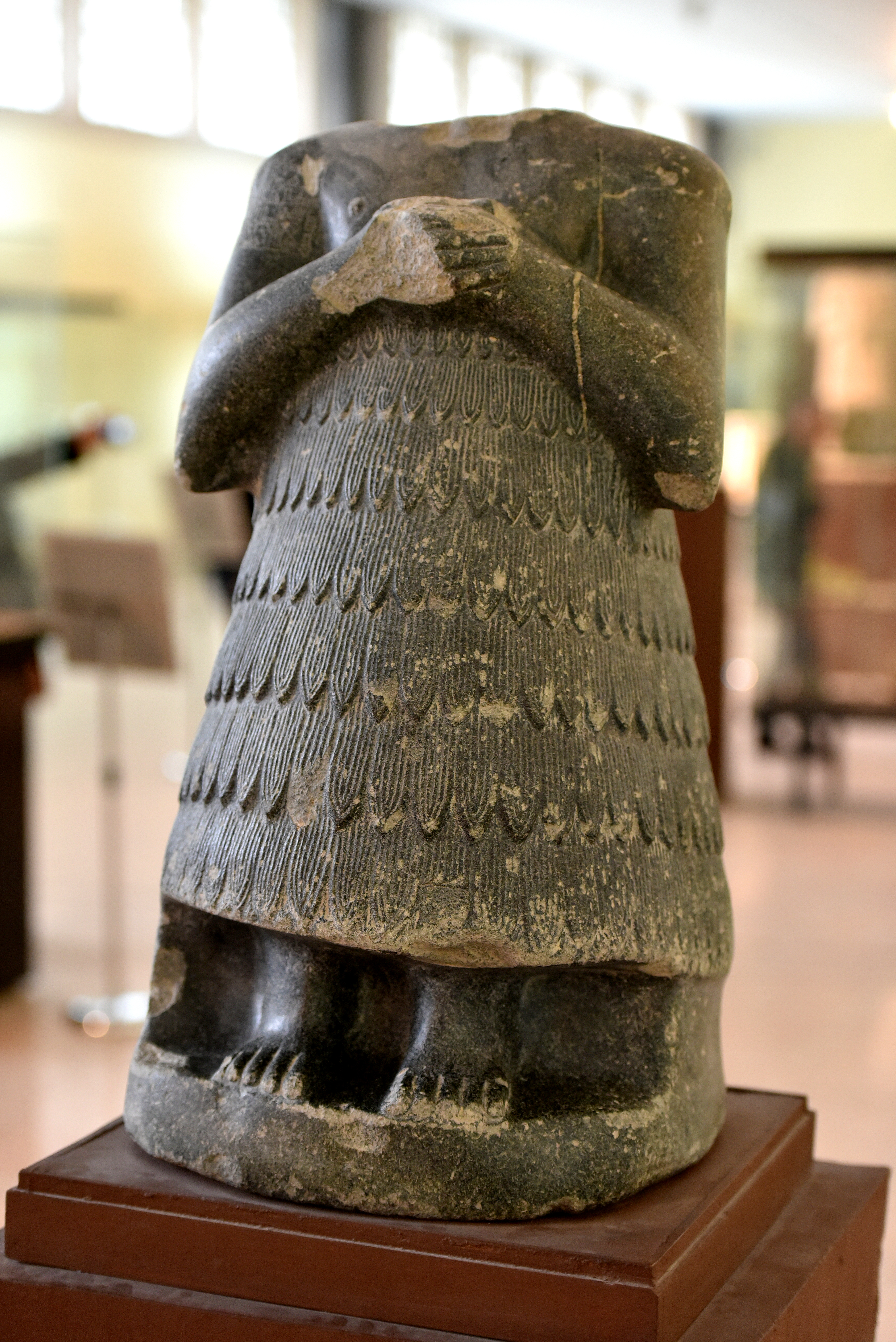
Rzeźba Enmeteny w Muzeum Iraku w Bagdadzie po restytucji z Wielkiej Brytanii

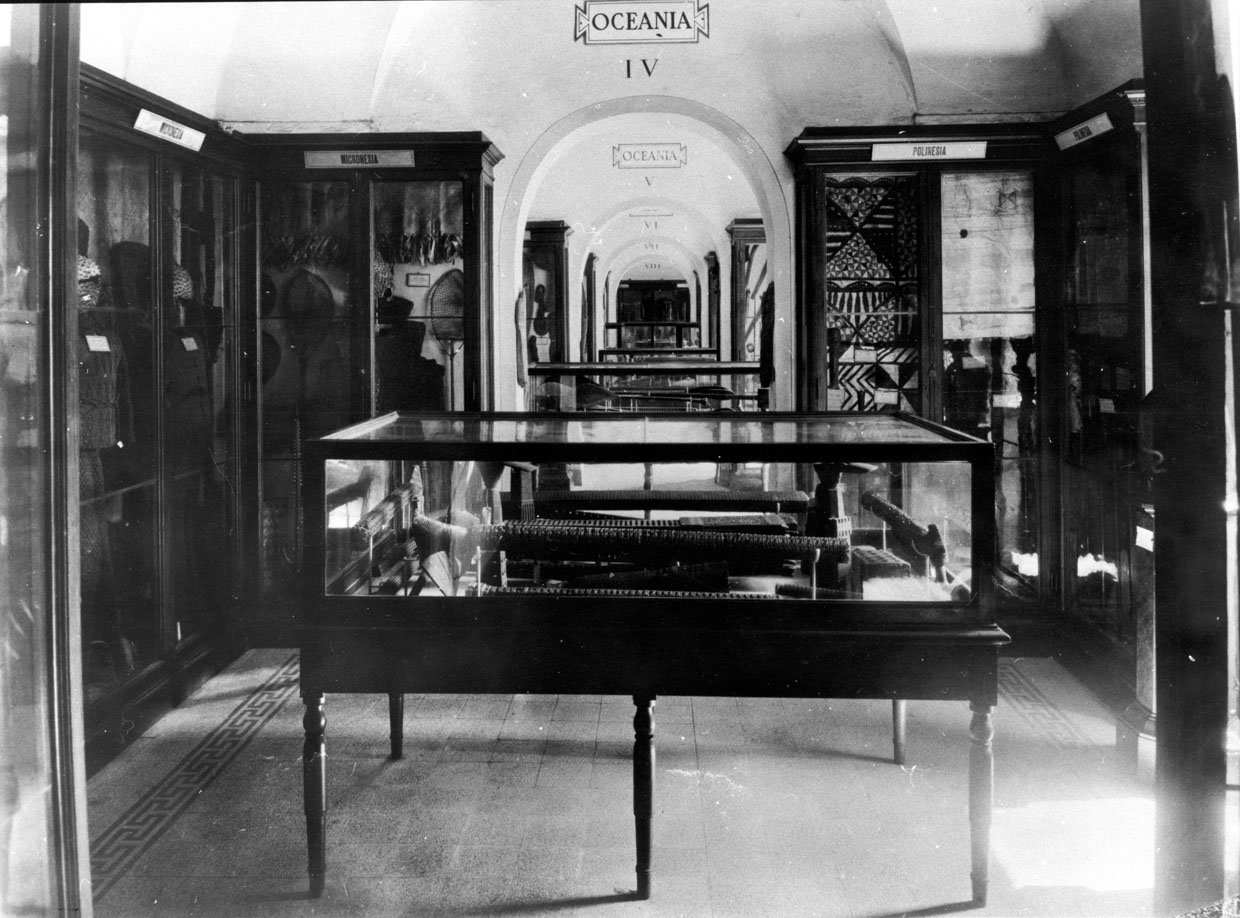
Pierwotny układ (1875–1970) Prehistorycznego Muzeum Etnograficznego „Luigi Pigorini” w jego pierwszej lokalizacji w Collegio Romano w Rzymie

W filmie Czarna Pantera (2018) znalazła się scena wizyty Erika Killmongera w fikcyjnym Muzeum Wielkiej Brytanii. Placówka była filmową wersją Muzeum Brytyjskiego. Obraz uwidaczniał problemy instytucji: głównie białych kuratorów, pracę osób o innym kolorze skóry na stanowiskach usługowych, traktowanie osób kolorowych w europejskich muzeach. Artystka Deborah Roberts stwierdziła: „Scena opisuje wielowiekową prawdę – kolonialiści okradają czarną kulturę, aby wystawić ją na pokaz dla europejskiej konsumpcji”. W filmie odzwierciedlenie znalazła debata na temat reprezentacji, repatriacji i przywłaszczania kultury, która od lat przetacza się przez Wielką Brytanię.
W latach 2019–2021 w Grant Museum of Zoology and Comparative Anatomy w Londynie prezentowano wystawę Displays of Power: A Natural History of Empire. Miała na celu analizę zbiorów zoologicznych placówki oraz odpowiedź na pytanie, co dziedzictwo kolonialne oznacza dla muzeów nauk przyrodniczych i je odwiedzających. Wychodząc od opinii Subhadry Das i Mirandy Lowe, że muzea historii naturalnej utrwalają rasizm i ignorują historię kolonialną, zespół kuratorski zbadał kolekcję i archiwa placówki w poszukiwaniu okazów używanych do usprawiedliwiania rasizmu i kolonializmu. Znaleziono przykłady imperialnego stosunku do zwierząt widocznego współcześnie. Muzeum przeprowadziło sesje szkoleniowe dla zespołu pracowniczego, by wyedukować go na temat historii imperium brytyjskiego i niewolnictwa. Po wystawie muzeum, uwzględniając pozytywne opinii odbiorców i odbiorczyń, planuje zachować elementy wystawy w stałych ekspozycjach.
W czerwcu 2020, po zabójstwie George’a Floyda, Powell-Cotton Museum w Birchington-on-Sea udostępniło oświadczenie wspierające Black Lives Matter. Przez 18 miesięcy zespół muzealny pracował nad projektem Re-imagining the museum. W czerwcu i lipcu 2020 w mediach społecznościowych muzeum edukowało na temat dekolonizacji muzeum, obalało mity na ten temat, dzieliło się przykładami prac dekolonizacyjnych (np. własne projekty Namibian Narratives i Colonial Critters. Użycie przystępnego języka, a jednocześnie stanowczy ton wpłynął na upowszechnienie idei dekolonizacji. Chociaż kadra muzealna otrzymała wiele negatywnych komentarzy, twierdzi, że aktywność online w sprawie dekolonizacji pozwoliła uświadomić, że wiele osób, o których do tej pory nie myśleli jako o odbiorcach i odbiorczyniach wystaw, chce być częścią społeczności zgromadzonej wokół placówki. Od lata 2021 działania muzeum w mediach społecznościowych koncentrują się na tym, co zmiana narracji oznacza w praktyce. W kampanii #MuseumMaker podkreślono wpływ wszystkich osób tworzących placówkę, nie tylko przedstawicieli rodziny Powell-Cotton. Skupiono się na afrykańskich myśliwych, tropicielach, kucharzach i tragarzach uczestniczących w wyprawach, jak również malarzach i pracownikach muzeów w domu w hrabstwie Kent. Na specjalnie stworzonej stronie internetowej powstała stała cyfrowa przestrzeń dyskusji o historii i przedstawiania wielu punktów widzenia muzealnych kolekcje. Cyfrowa przestrzeń wsparła działalność muzeum w okresie pandemii COVID-19 i uzupełniła transformację w przestrzeni fizycznej placówki.
Kuratorzy Buxton Museum and Art Gallery zajęli się badaniem Derbyshire and Derby Schools Library Service, która zawierała dzieła sztuki i rękodzieła z całego świata, gromadzone od połowy XX wieku do 2018. Dziedzictwo rdzennych Amerykanów udało się zidentyfikować dzięki wsparciu ekspertów z Narodowego Muzeum Indian Amerykańskich w Smithsonian Institute w Waszyngtonie. Kuratorzy z Buxton postanowili spróbować zwrócić przedmioty rdzennym społecznościom. Zespół skontaktował się z pięcioma plemionami i otrzymał zdecydowanie pozytywną odpowiedź.
Na Uniwersytecie Londyńskim przeprowadzono badanie, według którego co najmniej 40% muzeów w Wielkiej Brytanii znajduje się na obszarach wiejskich. W takich placówkach zainteresowanie praktykami dekolonizacyjnymi waha się od zerowego do poważnego. Zazwyczaj właściciele nie są pewni, czy problem dotyczy ich muzeum, ale są skłonni do refleksji. Kluczowa jest praca wolontariuszek i wolontariuszy, którzy często mają lepszy kontakt z lokalnymi społecznościami niż dyrekcja i kadra muzeów, mają moc zmieniania opinii odbiorców i odbiorczyń przez codzienne interakcje. Organizowane są lokalne programy szkoleniowe, np. Citizen Curators w muzeum kornwalijskiej armii Bodmin Keep w Bodmin. Pojawiają się głosy na temat potrzeby refleksji nad udziałem lokalnych społeczności i narodów Wielkiej Brytanii w kolonializmie. Will Tregaskes z Cynon Valley Museum w Aberdare podnosi kwestię krytycznego zbadania i kontekstualizacji udziału Walijczyków w brytyjskim projekcie imperialnym.
W Londynie powstała organizacja Museums Association, która prowadzi kampanie na rzecz muzeów zaangażowanych społecznie w krajach należących do wspólnoty brytyjskiej. Przygotowano m.in. poradnik strategii komunikacji na temat dekolonizacji muzeów oraz wytyczne pod hasłem Supporting Decolonisation in Museums opracowane na podstawie raportu Empowering Collections (2019) przygotowanego przez instytucję. Dostrzeżono w nim rosnące zainteresowanie dekolonizacją muzeów oraz niepewność w kwestii realizacji hasła w praktyce. Powstał też program Decolonisation Confidence and Skills, który ma na celu wsparcie osób pracujących w muzeach i współpracujących z nimi, by rozwijać praktyki dekolonizacyjne przez różne inicjatyw i wydarzenia online i na żywo zaplanowane na lata 2022–2023.

### Włochy
W 2008 Włochy oficjalnie przeprosiły Libię za głębokie rany zadane w latach 1911–1943.

W 2021 w Esposizione Universale di Roma, dzielnicy Rzymu zbudowanej przez Benito Mussoliniego jako wizytówka faszyzmu, otwarto wystawę, na której pokazano zbiory kolonialnego muzeum stworzonego przez faszystów w celu szerzenia chwały imperialnej potęgi Włoch. Postkolonialni badacze i badaczki postrzegali inicjatywę jako „zagadkową”, „niepokojącą” i „rasistowską”, a jej zwolennicy stali na stanowisku, że pomoże Włochom i Włoszkom poznać kolonialną przeszłość ojczyzny. Licząca 12 tys. elementów kolekcja kolonialnego muzeum Mussoliniego, w tym trofea wojenne i antropologiczne gipsowe odlewy twarzy ludności afrykańskiej, została zamknięta w 1971. W 2010 przeniesiono ją do Museo Pigorini w EUR, jednego z czterech muzeów przemianowanych w 2016 na Museo delle Civiltà. W ramach działań finansowanych przez państwo włoskie 750 m² dawnej powierzchni biurowej przekształcono w Museo Italo Africano „Ilaria Alpi” nazwane na cześć włoskiej dziennikarki, która zginęła w Somalii w 1994. Zadaniem muzeum jest krytyczne badanie historycznych powiązań między Włochami a krajami afrykańskimi z naciskiem na przemoc kolonialną, imperialną ideologię i praktyki mające na celu podporządkowanie sobie Afrykanów. Jednocześnie dyrektor Museo della Civiltà powiedział, że celem placówki jest m.in. oferowanie imigrantom możliwości kontaktu z ich kulturą. 

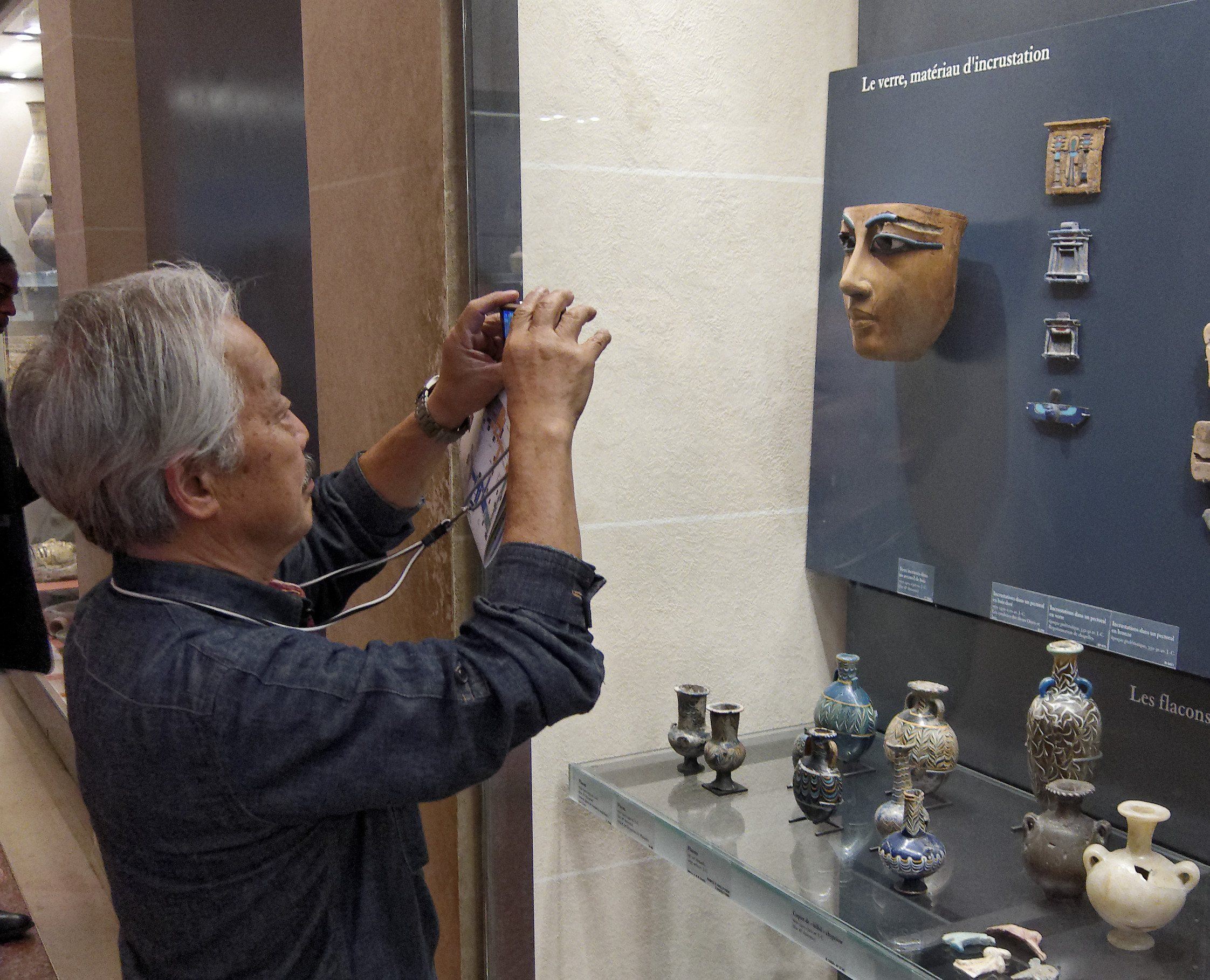
Zwiedzający wystawę w Luwrze fotografuje eksponaty z Egiptu

Krytycy działań włoskiego rządu i tworzenia Museo Italo Africano niejako w tajemnicy podnoszą, że używanie słowa „dekolonizacja” w stosunku do instytucji o rodowodzie faszystowskim, z białym personelem i brakiem polityki równych szans, jest hipokryzją – tak twierdzi artystka i badaczka Alessandra Ferrini, koncentrująca się na włoskiej polityce rasowej. Lucrezia Cippitelli, wykładowczyni teorii postkolonialnej w Accademia di Belle Arti di Brera w Mediolanie, opisała kierownictwo muzeum jako „aroganckie” i „zaściankowe”. Krytykuje umieszczenie na wystawie eksponatów ze starożytnego Rzymu, które prowadzą do wniosku zgodnego z dążeniami faszystów do traktowania Włoch jako spadkobiercę imperium rzymskiego. Sugeruje, że sensowne byłoby rozpoczęcie narracji wystawy od zjednoczenia Włoch w 1861, by skupić się na historii kolonialnej. Niepokojący jest dla niej brak refleksji nad faszystowskimi budynkami i sztuką umieszczoną w ich wnętrzu. Z kolei Igiaba Scego, włoski pisarz pochodzenia somalijskiego, zaproszony do wygłoszenia przemówienia podczas prezentacji nowych wystaw, docenił konfrontację Włoch z kolonialną historią.
Niepokój wzbudzają działania dyrekcji placówki. W czerwcu 2020 Lucrezii Cippitelli i kongijskiemu fotografowi Sammy’emu Baloji odmówiono dostępu do XVI- i XVII-wiecznych tkanin z Konga w kolekcji Museo delle Civiltà. Dyrektor Filippo Marię Gambari nie wyraził zgody na badania prowadzone przez fotografa i naukowczynię.
Niemniej we Włoszech prowadzone są projekty poświęcone dekolonizacji przestrzeni muzealnych, np. SPAZIDENTITÀ. Spazialità materiale e immateriale della costruzione nazionale italiana dalla Repubblica Cisalpina alla fine del Fascismo, projekt współfinansowany przez École Française de Rome, zaplanowany na lata 2022–2026.

## Krytyka procesu
Przeciwnicy dekolonizacji muzeów twierdzą, że praktyki podejmowane przez instytucje muzealne to obrazoburcze ataki na placówki albo część „wojny kulturowej”, że to dekontekstualizacja. Inny argument to ograniczenia prawne oraz dekolonizacja jako chwilowa moda. Czasem dyrekcje placówek muzealnych wysuwają argument, że restytucja zbiorów do rdzennych społeczności leży poza ich kompetencjami, jest sprawą państwa. Analizujący krytykę dekolonizacji muzeów wskazują, że obawa przed wdrożeniem praktyk dekolonizacyjnych wynika z lęku przed utratą władzy i monopolu na narrację.

## Dalsza literatura
- Bennett Tony, The Birth of the Museum: History, Theory, Practice, London: Routledge, 1995.
- Bouquet Mary (ed.), Museums: A Visual Anthropology, London: Bloomsbury, 2012.
- Chipangura Njabulo, Co‐curation and New Museology in Reorganizing the Beit Gallery at the Mutare Museum, Eastern Zimbabwe, „Curator”, 63 (2020), 3, p. 431–446.
- Findlen Paula, The Museum: Its Classical Etymology and Renaissance Genealogy, „Journal of the History of Collections”, 1 (1989), 1, 59–78.
- Huis Iris van, Contesting Cultural Heritage: Decolonizing the Tropenmuseum as an Intervention in the Dutch/European Memory Complex, [w:] Tuuli Lähdesmäki, Luisa Passerini, Sigrid Kaasik-Krogerus & Iris van Huis (eds), Dissonant Heritages and Memories in Contemporary Europe, Cham: Palgrave Macmillan, 2019, p. 215–248.
- Macdonald Sharon (ed.), A Companion to Museum Studies, Malden & Oxford: Wiley-Blackwell, 2011.
- Modest Wayne, Lelijveld Robin (eds), Words Matter: An Unfinished Guide to Word Choices in the Cultural Sector, Wormerveer: Tropenmuseum, Afrika Museum, Museum Volkenkunde & Wereldmuseum, 2018.
- McLoughlin Moira, Museums and the Representation of Native Canadians: Negotiating the Borders of Culture, London & New York: Routledge, 2014.
- Onciul Bryony, Museums, Heritage and Indigenous Voice: Decolonizing Engagement, London: Routledge, 2015.
- Pomian Krzysztof, The Collection: Between the Visible and the Invisible, [in:] Susan M. Pearce (ed.), Interpreting Objects and Collections, London & New York: Routledge, p. 160–174.
- Prakash Gyan, Science „Gone Native” in Colonial India, „Representations”, 40 (1994), p. 153–178.
- Simon Nina, The Participatory Museum, Santa Cruz: Museum 2.0., 2010.
- Smith Claire, Decolonizing the Museum: The National Museum of the American Indian in Washington, „D.C. Antiquity”, 79 (2005), 304, p. 424–439.